# Lijst van straten in Amsterdam
Deze lijst bevat een uitleg van de betekenis van de naamgeving van straten in Amsterdam. De namen zijn gegroepeerd vanuit de binnenstad tegen de klok in per stadsdeel en per buurt en/of wijk. De lijst met straatnamen is niet volledig.

Zie ook: Buurten en wijken in Amsterdam.

## Stadsdeel Centrum

#### Namenlijst
Personen naar wie straatnamen in Amsterdam Centrum zijn genoemd (zie bij de buurten):
Zeevaarders e.d. zie: Zeeheldenbuurt
- Annie M.G. Schmidt (1911-1995) - schrijfster en dichteres
- Harry Bannink (1929-1999) - componist, arrangeur en pianist
- Simon Carmiggelt (1913-1987) - (stukjes)schrijver, bekend als Kronkel
- Willem Frederik Hermans (1921-1995) - schrijver
- Henk Curière (1911-1981) - verzetsstrijder; lid van de CPN
- Martin Vlaar (1904-1975) - raadslid voor de CPN in de jaren 1970
- Ferdinand Domela Nieuwenhuis (1846-1919) - politicus, sociaal-anarchist, geheelonthouder en antimilitarist
- Jan Bicker (1571-1653) - schepen en burgemeester van Amsterdam
- Anne Frank (1929-1945) - Duits-Nederlands-Joods meisje, wereldberoemd door haar dagboek Het Achterhuis
- Jonas Daniël Meijer (1780-1834) - rechtsgeleerde
- David Mozes Sluys - secretaris van de Joodse Gemeente
- G.F. Westerman (1807-1890) - boekhandelaar en een der oprichters en directeur van Artis
- Jacob Olie (1834-1905) - Amsterdams fotograaf
- Hendrik Jonker - oprichter en directeur van een ketelmakerij op het Bickerseiland
- Jan Mens (1897-1967) - schrijver, bekend door zijn boek De Gouden Real
- Gerbrand Claesz Pancras (1591-1649) - Amsterdams zeepzieder[bron?]
- Laurens Pieterz Spiegel - Amsterdams zeepzieder
- Alexander (1851-1884) - Prins van Oranje - tweede zoon van koning Willem III
- Mozes en Aaron - Mozes, wetgever en leider van de Israëlieten; Aäron was zijn oudere broer (Oude Testament)
- Nicolaas Tulp (1593-1674) - arts en burgemeester van Amsterdam
- Cornelis den Tex (1824-1882) - burgemeester van Amsterdam
- Pieter Huidekoper (1798-1852) - burgemeester van Amsterdam
- Anton Reinhard Falck (1777-1843) - diplomaat en advocaat
- Arend Fokke Simonsz (1775-1812) - schrijver en onderwijzer
- Willem Jacob 's Gravesande (1688-1742) - hoogleraar in de wis- en natuurkunde en astronoom
- Maarten Janz Koster (1520-1592) - burgemeester van Amsterdam
- Pieter Adrianusz Pauw (1552-1611) - raad en schepen van Amsterdam
- Nicolaes Witsen (1641-1717) - cartograaf, diplomaat en burgemeester van Amsterdam
- Johanna Ziesenis-Wattier (1764-1827) - actrice
- Maria Johanna Kleine-Gartman (1818-1885) - actrice
- Gillis Valckenier (1623-1680) - burgemeester van Amsterdam
- Johanna ter Meulen (1867-1937) - pionierster van de sociale woningbouw
- Wilhelmina Blomberg (1909-1997) - woningopzichteres
- Louise Went (1865-1951) - oprichtster maatschappelijk werk en woningopzichteres
- Ir. Jacoba Mulder (1900-1988) - architecte en stedenbouwkundige
- H.M. van Randwijk (1909-1966) - Nederlands schrijver, verzetsman en journalist
- Max Euwe (1901-1981) - Nederlands schaker; van 1935-1937 wereldkampioen
- Samuel Sarphati (1813-1866) - Amsterdams arts en stadsontwikkelaar
- Johan Rudolph Thorbecke (1798-1872) - staatsman
- Johannes Hudde (1628-1704) - wiskundige en burgemeester van Amsterdam
- Abraham Samson Onderwijzer (1862-1934) - opperrabbijn van de Nederlandse Israëlieten
- Prins Frederik (Willem Frederik Karel) (1797-1881) - broer van koning Willem II
- Piet Hein (1578-1629) - zeeheld
- Prins Hendrik (1820-1879) - broer van koning Willem III, ook wel 'de Zeevaarder' genoemd
- Filips van Marnix van Sint-Aldegonde (1540-1598) - dichter van het Wilhelmus
- Henri Polak (1868-1943) - vakbondsman
- Rembrandt van Rijn (1606-1669) - kunstschilder
- Hendrik Roeters (1617-1699) - schepen van Amsterdam
- Michiel Adriaenszoon de Ruyter (1607-1676) - admiraal
- Baruch Spinoza (1632-1677) - Nederlands filosoof van sefardisch-joodse afkomst
- Lodewijk Ernst Visser (1871-1942) - Joods-Nederlands jurist. Hij was onder meer raadsheer bij en vanaf 1939 ook president van de Hoge Raad.
- Koning Willem I (1772-1843) - eerste koning van Nederland (1817-1840)
- Frans Godard baron van Lynden van Hemmen (1761-1845) - vesting- en waterbouwkundige
- Tsaar Peter Alexcewitz (Czaar Peter) (1672-1725) - grondvester van het Groot-Russische Rijk; heeft in Zaandam als scheepstimmerman gewerkt
- Dr. Cornelis Rudolphus Baron Krayenhoff (1758-1840) - arts, vesting- en waterbouwkundige
- Ir. Jan Adriaansz. Leeghwater (1575-1654) - vesting- en waterbouwkundige, bekend door het droogleggen van polders in Noord-Holland
- Jan Blanken (1755-1838) - vesting- en waterbouwkundige, ontwerper van het Noordhollands Kanaal
- Menno Baron van Coehoorn (1641-1704) - vesting- en waterbouwkundige
- Frederik Willem Conrad (1800-1870) - waterbouwkundige en hoofdingenieur van Waterstaat
- Nicolaas Samuel Cruquius (1678-1754) - vesting- en waterbouwkundige, een van de ontwerpers van de Haarlemmermeer
- Jacob Bontius (1592-1631) - medicus bij de V.O.C.
- Frans de Wollant (?-1818) - 18e-eeuwse Nederlandse genieofficier die naam heeft gemaakt in Rusland onder Catharina de Grote als ontwerper van waterstaatkundige werken.
- Isaac Titsingh (1745-1812) - grondlegger Japanologie, werkte voor de V.O.C.
- George Everhard Rumphius (1627-1702) - bioloog, werkte op Ambon
- Jan Witheyn - houthandelaar en reder, had in 1657 een werf op Wittenburg (is waarschijnlijk naar hem genoemd)
- Marie Altelaar (1917-2005) - sociaal actievoerster
- Isaac Gosschalk (1838-1909) - architect, ontwerper van de Westergasfabriek
- August Klönne (1849-1908) - ingenieur en ontwerper van de gashouder van de Westergasfabriek
- Jules Pazzani (1841-1888) - hoofdingenieur van de Westergasfabriek
- Camille Polonceau (1813-1859) - Frans ingenieur
- Pieter Hendrik van Moerkerken jr. (1877 - 1951) letterkundige, schrijver en hoogleraar/directeur van de Rijksacademie voor Beeldende Kunsten

#### Burgwallen Nieuwe Zijde
- Begijnhof
- Begijnensteeg
- Beurspassage
- Beursplein
- Blindemansteeg
- Dam
- Damrak
- Damraksteeg
- De Ruijterkade
- Dirk van Hasseltssteeg
- Duifjessteeg
- Eggerstraat
- Enge Kapelsteeg
- Engelse steeg
- Gapersteeg
- Gedempte Begijnensloot
- Gouwenaarssteeg
- Gravenstraat
- Handboogstraat
- Haringpakkerssteeg
- Hasselaerssteeg
- Heiligeweg
- Heisteeg
- Hekelveld
- Hermietenstraat
- 't Hol
- Jeroenensteeg
- Jonge Roelenstraat
- Kalfsvelsteeg
- Kalverstraat
- Karnemelkstraat
- Kattengat
- Keizerrijk
- Klooster
- Koggestraat
- Kolksteeg
- Koningsplein
- Korte Kolksteeg
- Korte Korsjespoortsteeg
- Korte Lijnbaanssteeg
- Kromme Elleboogstraat
- Lange Brugsteeg
- Lijnbaanssteeg
- Mandenmakerssteeg
- Martelaarsgracht
- Molsteeg
- Mosterdpotstraat
- Mozes en Aäronstraat
- Muntplein
- Nadorststeeg
- Nieuwe Nieuwstraat
- Nieuwe Spaarpotstraat
- Nieuwendijk
- Nieuwezijds Armsteeg
- Nieuwezijds Kolk
- Nieuwezijds Voorburgwal
- Olieslagersteeg
- Onze Lieve Vrouwesteeg
- Oosterdokskade
- Ossenspooksteeg
- Oude Braak
- Oude Brugsteeg
- Paleisstraat
- Papenbroekssteeg
- Prins Hendrikkade
- Raadhuisstraat
- Raamsteeg
- Ramskooi
- Rokin
- Roskamsteeg
- Rosmarijnsteeg
- Rozenboomstraat
- Schoorsteenvegersteeg
- Singel
- Sint Geertruidesteeg
- Sint Jacobsstraat en -dwarsstraat
- Sint Luciënsteeg
- Sint Nicolaasstraat
- Smaksteeg
- Spaarpotsteeg
- Spui
- Spuistraat
- Stationsplein
- Stromarkt
- Taksteeg
- Teerketelstraat
- Valkensteeg
- Vliegendesteeg
- Voetboogstraat
- Watersteeg
- Wijdesteeg
- Wijde Kapelsteeg
- Zoutsteeg
- Zwarte Handsteeg

#### Burgwallen Oude Zijde
- Barndesteeg
- Bethaniënstraat en -dwarsstraat
- Binnengasthuisstraat
- Blauwlakensteeg
- Bloedstraat
- Boerensteeg
- Boomsteeg
- Cellebroerssteeg
- Dam
- Damrak oneven zijde
- Damstraat
- Dollebegijnensteeg
- Duivensteeg
- Dwars Spinhuissteeg
- Elleboogsteeg
- Enge Kerksteeg
- Enge Lombardsteeg
- Gebed zonder end
- Geldersekade
- Gooijersteeg
- Gordijnensteeg
- 's-Gravelandseveer
- Grimburgwal
- Gulden Handsteeg
- Heintje Hoekssteeg
- Kalfsvelsteeg
- Kloveniersburgwal
- Koestraat
- Korte Niezel
- Korte Spinhuissteeg
- Korte Stormsteeg
- Kreupelsteeg
- Kuiperssteeg
- Lange Niezel
- Leidekkerssteeg
- Molensteeg
- Monnikenstraat en -dwarsstraat
- Nes
- Nieuwe Doelenstraat
- Nieuwebrugsteeg
- Nieuwmarkt
- Oude Doelenstraat
- Oude Hoogstraat
- Oude Turfmarkt
- Oudekennissteeg
- Oudekerksplein
- Oudemanhuispoort
- Oudezijds Achterburgwal
- Oudezijds Armsteeg
- Oudezijds Kolk
- Oudezijds Voorburgwal
- Papenbrugsteeg
- Paternostersteeg
- Pieter Jacobszstraat en -dwarsstraat
- Pijlsteeg
- Prins Hendrikkade
- Prinsenhofssteeg
- Rokin
- Rusland[1]
- Schoutensteeg
- Servetsteeg
- Sint Agnietenstraat
- Sint Annenstraat
- Sint Barberenstraat
- Sint Jansstraat
- Sint Olofspoort en -steeg
- Sint Pietershalsteeg
- Sint Pieterspoort en -steeg
- Sint Thomassteeg
- Slijkstraat
- Spinhuissteeg
- Spooksteeg
- Steenhouwerssteeg
- Stoofsteeg
- Stormsteeg
- Taksteeg
- Trompetterssteeg
- Turfdraagsterpad
- Vendelstraat
- Voormalige Gedempte Huidenvettersloot
- Vredenburgersteeg
- Walenpleintje
- Warmoesstraat
- Waterpoortsteeg
- Wijde Kerksteeg
- Wijde Lombardsteeg
- Wijngaardsstraatje
- Zeedijk
- Zwartlakensteeg

#### Nieuwmarktbuurt en Lastage
- A.S. Onderwijzerhof
- Amstel
- Anne Frankstraat
- Binnen Bantammerstraat
- Binnenkant
- Brandewijnsteeg
- Buiten Bantammerstraat
- De Ruijterkade
- De Ruijterkadepad
- Dijkstraat
- Entrepotdok
- Februariplein
- Foeliestraat en -dwarsstraat
- Geldersekade en -steeg
- 's-Gravenhekje
- Groenburgwal
- Hoogkamersgang
- Houtkopersburgwal en -dwarsstraat
- J.W.Siebbeleshof
- Jodenbreestraat
- Jodenhoutuinen
- Jonas Daniël Meijerplein
- Kalkmarkt
- Keizersstraat
- Kleersloot
- Kreupelsteeg
- Kloveniersburgwal
- Koerierstersplein
- Koningstraat
- Korte Dijkstraat
- Korte Keizersstraat
- Korte Koningstraat en -dwarsstraat
- Krom Boomssloot
- Kromme Waal
- Lange Keizersdwarsstraat
- Lastageweg
- Mr. Visserplein
- Markenplein
- Moddermolenstraat
- Montelbaanstraat
- Muiderstraat
- Nautisch Kwartier
- Nieuwe Amstelstraat
- Nieuwe Batavierstraat
- Nieuwe Foeliestraat
- Nieuwe Herengracht
- Nieuwe Hoogstraat
- Nieuwe Jonkerstraat
- Nieuwe Ridderstraat
- Nieuwe Uilenburgerstraat
- Nieuwe Grachtje
- Nieuwmarkt
- Onkelboerensteeg
- Oosterdokskade
- Oostersekade
- Oude Waal
- Oudeschans
- Pentagon
- Peperstraat
- Prins Hendrikkade
- Raamgracht
- Rapenburg
- Rapenburgerplein en -straat
- Recht Boomssloot
- Schippersgracht en -straat
- Sint Antoniesbreestraat
- Smidssteeg
- Snoekjesgracht en -steeg
- Staalkade en -straat
- Turfsteeg
- Uilenburgerwerf
- Valkenburgerstraat
- Verversstraat
- Waalsteeg
- Waterlooplein
- Weesperstraat
- Zakslootje
- Zandstraat en -dwarsstraat
- Zuiderkerkhof
- Zwanenburgwal

#### ZuidelijkeGrachtengordelen Weteringbuurt
- 1e, 2e en 3e Weteringdwarsstraat
- 1e en 2e Weteringplantsoen
- Achter Oosteinde
- Achtergracht (even)
- Amstel (even)
- Amstelstraat en -veld
- Bakkersstraat
- Balk in 't Oogsteeg
- Bloemenmarkt
- Den Texstraat
- Falckstraat
- Fokke Simonszstraat
- Frederiksplein
- Geelvincksteeg
- H.M. van Randwijkplantsoen
- Halvemaansteeg
- Herengracht
- Hirsch Passage
- Huidekoperstraat
- Keizersgracht
- Kerkstraat
- Kleine-Gartmanplantsoen
- Koningsplein
- Korte Leidsedwarsstraat
- Korte Reguliersdwarsstraat
- Lange Leidsedwarsstraat
- Leidsegracht (oneven)
- Leidsekade en -straat en -kruisstraat
- Leidseplein
- Lijnbaansgracht
- Maarten Janzoon Kosterstraat
- Marnixstraat
- Max Euweplein
- Muntplein
- Nicolaas Witsenkade en -straat
- Nieuwe Looiersdwarsstraat en -straat
- Nieuwe Spiegelstraat
- Nieuwe Vijzelgracht en -straat
- Nieuwe Weteringstraat
- Noorderdwarsstraat en -straat
- Oosteinde
- Openhartsteeg
- Paardenstraat
- Pieter Pauwstraat
- Prinsengracht
- Raamdwarsstraat
- Reguliersbreestraat
- Reguliersdwarsstraat
- Reguliersgracht en -steeg
- Rembrandtplein
- Rokin
- Sarphatikade en -straat
- Schapensteeg
- Singel
- Sint Jorisstraat
- Spiegelgracht
- Thorbeckeplein
- Utrechtsedwarsstraat
- Utrechtsestraat
- Vijzelgracht en -straat
- Wagenstraat
- Westeinde
- Weteringlaan en -straat
- Weteringplantsoen en -schans
- Zieseniskade

#### WestelijkeGrachtengordel
Enige straten hebben dierennamen
- Berenstraat
- Bergstraat
- Beulingstraat
- Blauwburgwal (even)
- Brouwersgracht (oneven)
- Driekoningenstraat
- Gasthuismolensteeg
- Hartenstraat
- Herengracht (even)
- Herenstraat
- Huidenstraat
- Keizersgracht (even)
- Korsjespoortsteeg
- Korte Prinsengracht
- Langestraat
- Leidsegracht (even)
- Leliegracht (oneven)
- Molenpad
- Oude Leliestraat
- Oude Spiegelstraat
- Prinsengracht (oneven)
- Prinsenstraat
- Raadhuisstraat
- Reestraat
- Romeinsearmsteeg
- Roomolenstraat
- Runstraat
- Singel (even)
- Westermarkt
- Wijde Heisteeg
- Wolvenstraat

#### Jordaan
De namen zijn voornamelijk ontleend aan flora en fauna
- 1e en 2e Anjeliersdwarsstraat
- 1e en 2e Bloemdwarsstraat
- 1e en 2e Boomdwarsstraat
- 1e en 2e en 3e Egelantiersdwarsstraat
- 1e en 2e en 3e Goudsbloemdwarsstraat
- 1e en 2e Laurierdwarsstraat
- 1e en 2e en 3e Leliedwarsstraat
- 1e en 2e Lindendwarsstraat
- 1e en 2e en 3e Looiersdwarsstraat
- 1e en 2e Marnixdwarsstraat
- 1e Marnixplantsoen
- 1e en 2e Passeerdersdwarsstraat
- 1e en 2e Rozendwarsstraat
- 1e en 2e Tuindwarsstraat
- Akeleienstraat
- Anjeliersstraat
- Bloemgracht en -straat
- Boomstraat
- Brouwersgracht
- Driehoekstraat
- Egelantiersgracht en -straat
- Elandsgracht en -straat
- Gietersstraat
- Goudsbloemstraat
- Groenmarktkade
- Hazenstraat
- Karthuizerdwarsstraat en -straat
- Karthuizersplantsoen en -hof
- Konijnenstraat
- Kromme Palmstraat
- Lauriergracht en -straat
- Leidsegracht (even)
- Leidsekade
- Lijnbaansgracht en -straat
- Lindengracht en -straat
- Looiersgracht
- Madelievenstraat
- Marnixkade en -plein en -straat
- Nieuwe Egelantiersstraat
- Nieuwe Gietersstraat
- Nieuwe Leliestraat
- Nieuwe Tuinstraat
- Nieuwe Willemstraat
- Nieuwe Passeerdersstraat
- Noorderkerkstraat
- Noordermarkt
- Oude Looiersstraat
- Palmdwarsstraat en -gracht en -straat
- Passeerdersgracht en -straat
- Prinsengracht (even)
- Raamdwarsstraat en -plein en -straat
- Rozenstraat en -gracht
- Slootstraat
- Tichelstraat
- Tuinstraat
- Violettenstraat
- Westerkade en -straat
- Willemsstraat (voormalige gracht, de Goudsbloemgracht)

#### Haarlemmerbuurt
Bij de Haarlemmerdijk, -straat en -plein
- Baanbrugsteeg
- Binnen Dommersstraat
- Binnen Oranjestraat
- Binnen Vissersstraat
- Binnen Wieringerstraat
- Boomklokstraat
- Brouwersgracht (even)
- Buiten Brouwersstraat
- Buiten Dommersstraat
- Buiten Oranjestraat
- Buiten Vissersstraat
- Buiten Wieringerstraat
- De Ruijterkade
- Droogbak
- Haarlemmer Houttuinen
- Haarlemmerdijk, -straat en -plein
- Herenmarkt
- Jacob Oliepad
- Kleine Houtstraat
- Korte Marnixkade en -straat
- Korte Prinsengracht
- Korte Wagenstraat
- Mouthaansteeg
- Nieuwe Houttuinen
- Nieuwe Wagenstraat
- Nieuwe Westerdokstraat
- Planciusstraat
- Singel deel (even)
- Vinkenstraat

#### Sarphatibuurt
- Amstel (deel)
- Sarphatistraat
- Professor Tulpplein
- Huddestraat en -kade
- Spinozastraat en -hof
- Valckenierstraat
- Weesperstraat
- Voormalige Stadstimmertuin
- Onbekendegracht
- Lepelstraat
- Lepelkruisstraat
- Nieuwe Prinsengracht
- Nieuwe Keizersgracht
- Nieuwe Achtergracht
- Nieuwe Kerkstraat
- Roetersstraat
- Pancrasstraat
- Korte 's-Gravesandestraat
- Manegestraat
- Alexanderplein, -kade en -straat
- Louise Wentstraat
- Johanna ter Meulenplein
- Ir. Jacoba Mulderplein
- Wilhelmina Blombergplein
- Zeeburgerstraat
- Funenkade

#### Plantagebuurt
Nagenoeg alle straatnamen beginnen met Plantage
- Plantage Middenlaan
- Plantage Parklaan
- Plantage Muidergracht - Voorheen Plantage Lijnbaansgracht
- Plantage Muiderbadplantsoen
- Plantage Lepellaan
- Plantage Kerklaan
- Plantagekade
- Plantage Doklaan
- Plantage Badlaan
- Plantage Westermanlaan (voorheen Plantage Prinsenlaan)
- Henri Polaklaan (voorheen Plantage Franselaan)
- Hortusplantsoen
- Dr. D.M. Sluyspad

#### Oosterdok
Nieuwe straten bij het Oosterdok
- Oosterdoksstraat en -kade
- Ton de Leeuwstraat (1926-1996) - Nederlands componist
- Annie M.G. Schmidtstraat (1911-1995) - Nederlands schrijver
- Harry Banninkstraat (1929-1999) - Nederlands componist, arrangeur en pianist
- Simon Carmiggeltstraat (1913-1987) - Nederlands schrijver, bekend als 'Kronkel'
- Willem Frederik Hermansstraat (1921-1995) - Nederlands schrijver
- Bruno van Moerkerkenpassage (1961) - Amsterdams politicus

#### Oostelijke Eilanden
Kattenburg, Wittenburg en Oostenburg zijn halverwege de zeventiende eeuw aangelegd en staken naast elkaar in het IJ. Op Oostenburg had de VOC vanaf 1660 haar werven voor de oorlogs- en handelsvloot.
Kattenburg
- Kattenburgerstraat, -kruisstraat, -kade, -gracht, -plein en -hof
- Bijltjespad
- Olifantswerf
- Leeuwenwerf
- Ravenwerf
- Nieuwe-Hoofdwerf

Wittenburg
- Wittenburgerkade en -gracht
- Kleine Wittenburgerstraat
- Grote Wittenburgerstraat
- Ravenstraat
- Bootstraat
- Jacob Burggraafstraat
- Jan Witheynstraat
- Waaigat
- Poolstraat
- Parelstraat
- Windroosplein en -kade
- Fortuinstraat

Oostenburg
- Oostenburgergracht en -kade
- Oostenburgervoorstraat
- Nieuwe Oostenburgerstraat
- Marie Altelaarplein
- Frans de Wallantstraat
- Van Reedstraat
- Dijksgracht
- Isaac Titsinghkade
- Rumphiusstraat
- Willem Parelstraat
- Zeemagazijnkade
- VOC-kade
- Jacob Bontiusplaats
- Compagniestraat
- Admiraliteitstraat
- Boulevardpad
- Touwbaan

Czaar Peterbuurt
- Czaar Peterstraat
- Cruquiusstraat en -kade
- Lijndenstraat
- Blankenstraat
- Krayenhoffstraat
- Conradstraat
- 1e en 2e Leeghwaterstraat
- Keerwal
- Funenpark

Hoogte Kadijk en omgeving
- Kadijksplein
- Hoogte Kadijk
- Laagte Kadijk
- Tussen Kadijken
- Binnenkadijk
- Buiten Kadijken
- Matrozenhof
- Entrepotdok en -kade
- Nieuwe Vaart
- Geschutswerf

#### Westerdok
Nieuwe straten bij het Westerdok
- Westerdok
- Westerdoksdijk
- Westerdoksplein
- Coffijboomstraat

- Leliëndaalstraat
- Winthontstraat
- Han Lammersbrug
- Vluchthavenbrug

#### Westelijke Eilanden
De namen bij en op de Westelijke Eilanden hebben grotendeels te maken met werk op de in die buurt gelegen scheepswerven en andere bedrijfstakken.
- 1e en 2e Breeuwerstraat
- Nieuwe Teertuinen
- Taanstraat
- Touwslagerstraat
- Blokmakerstraat
- Zeilmakerstraat
- Ketelmakerstraat
- Zoutkeetsgracht
- Zoutkeetsplein
- Korte Zoutkeetsgracht
- Bokkinghangen
- Silodam
- Vierwindenstraat
- Vierwindendwarsstraat
- Zandhoek
- Hollandse Tuin
- Prinseneiland
- Minnemoerstraat
- Sloterdijkstraat
- Schiemanstraat
- Galgenstraat
- Grote en Kleine Bickersstraat
- Bickersgracht
- Bickerswerf
- Hendrik Jonkerplein - was tot 1955 Bickersplein
- Korte Eilandsgracht
- Lange Eilandsgracht
- Keerpunt
- Jan Marsplein
- Jan Mensplein

## Stadsdeel West

### Zeeheldenbuurt
In de Zeeheldenbuurt zijn de straten voornamelijk vernoemd naar zeehelden en ontdekkingsreizigers:
- Barentszstraat en -plein
- Van Diemenstraat en -kade
- Dirk Hartogstraat
- Van Heemskerckstraat
- Houtmanstraat en Houtmankade
- Van Linschotenstraat
- Van Neckstraat
- Roggeveenstraat

Hier de naambetekenis van bovengenoemde straten:
- Willem Barentsz (1550-1597) - Nederlands zeevaarder en ontdekkingsreiziger
- Willem IJsbrantsz. Bontekoe (1587-1657) - bekend van zijn door Johan Fabricius tot jongensboek bewerkt scheepsjournaal
- Jan Pieterszoon Coen (1587-1629) - medewerker van de Vereenigde Oostindische Compagnie (VOC), voor een belangrijk deel verantwoordelijk voor de oppermacht van de Nederlanders in Nederlands-Indië.
- Antonio van Diemen (1593-1643) - gouverneur-generaal van Nederlands-Indië
- Dirk Hartogh (1580-1621) - Nederlandse ontdekkingsreiziger die als eerste Europeaan de westkust van Australië zag
- Jacob van Heemskerck (1567-1607) - Nederlands ontdekkingsreiziger die met Barentsz overwinterde op Nova Zembla
- Cornelis de Houtman (1565-1599) - Nederlands ontdekkingsreiziger, die als eerste Nederlander naar Indië voer
- Jan Huygen van Linschoten (1563-1611) - Nederlands koopman die aan de wieg heeft gestaan van de 17e-eeuwse zeevaart naar Azië
- Jacob le Maire (1585-1616) - Nederlands ontdekkingsreiziger; ontdekte de zee straat bij Kaap Hoorn
- Jacob Cornelisz van Neck (1564-1638), Nederlands zeevaarder, mede leider van de Tweede Schipvaart naar Oost-Indië
- Aert van Nes (1626-1693) - Nederlands marineofficier uit de 17e eeuw
- Petrus Plancius (1552-1622) - Nederlands astronoom, cartograaf en predikant
- Jacob Roggeveen (1659-1729) - Nederlands ontdekkingsreiziger die werd uitgezonden het Zuidland te vinden, maar toevallig Paaseiland ontdekte
- Abel Tasman (1603-1659) - Nederlands ontdekkingsreiziger, ontdekker van Tasmanië en Nieuw-Zeeland
- Olivier van Noort (1558-1627) - Nederlands ontdekkingsreiziger

Enkele van bovengenoemde namen vallen onder de Spaarndammerbuurt, te weten: Bontekoe, Le Maire, Van Nes, Tasman en Van Noort; Coen slaat op de Coenhaven

### Houthavens
Bij de Houthavens zijn straten voornamelijk vernoemd naar buitenlandse havensteden gesitueerd ten noorden van Nederland:
- Archangelweg en -kade - Archangelsk, Russische havenstad
- Danzigerbocht en -kade - Tegenwoordig Gdańsk, Poolse havenstad
- Gevle weg - (Gävle) - Zweedse havenstad
- Haparandaweg - Zweedse havenstad
- Rigakade - Hoofdstad van Letland
- Stavangerweg - Noorse havenstad
- Sandvikweg - Plaats in Zweden
- Nieuwe Hemweg
- Minervahavenweg

### Spaarndammerbuurt
In de Spaarndammerbuurt zijn de straten vernoemd naar plaatsen ten noordwesten van Amsterdam in de provincie Noord-Holland:
- Adrichemstraat - voormalige buurtschap (en landhuis) bij Beverwijk
- Assendelftstraat - tot 1974 een zelfstandige gemeente, nu onderdeel van Zaanstad
- Houtrijkstraat - (ook Houtrak), deel van de vroegere gemeente Houtrijk en Polanen, nu noordelijke omgeving van Halfweg in Haarlemmerliede en Spaarnwoude.
- Knollendamstraat - tweelingdorp, bestaande uit Oostknollendam en Westknollendam
- Koogstraat - Koog aan de Zaan, tot 1974 zelfstandige gemeente, nu onderdeel van Zaanstad
- Oostzaanstraat - dorp tussen Amsterdam-Noord en Zaandam
- Polanenstraat - deel van de voormalige gemeente Houtrijk en Polanen, waarin het dorp Halfweg ligt
- Spaarndammerstraat en -dijk en -plantsoen - naar Spaarndam, dorp, nu gedeeltelijk in de gemeente Haarlem, gedeeltelijk in Haarlemmerliede en Spaarnwoude
- Uitgeeststraat - dorp in Noord-Holland
- Westzaanstraat - tot 1974 een zelfstandige gemeente, nu onderdeel van Zaanstad
- Wormerveerstraat - tot 1974 een zelfstandige gemeente, nu onderdeel van Zaanstad
- Zaanstraat en -hof - waterloop van 10 km door de gemeente Zaanstad
- Zaandammerplein - belangrijkste nederzetting in de gemeente Zaanstad
- Zaandijk-straat - tot 1974 een zelfstandige gemeente, nu onderdeel van Zaanstad

Overige straatnamen:
- Bontekoestraat - Zie lijst zeehelden
- Le Mairestraat en -kade - Zie lijst zeehelden
- Van Nesstraat - Zie lijst zeehelden
- Tasmanstraat - Zie lijst zeehelden
- Houtmankade (evenzijde) - Zie lijst zeehelden
- Van Noordtkade - Zie lijst zeehelden
- Nova Zemblastraat - Eilandengroep noordelijk van Rusland in de Noordelijke IJszee
- Noordkaapstraat - Het noordelijkste puntje van Europa in Noorwegen
- Spitsbergenstraat - Eilandengroep in de Noordelijke IJszee
- Suikerplein - Op de plaats waar voorheen de Westersuikerfabriek stond

Enkele namen in de Spaarndammerbuurt zijn vernoemd naar actieve Nederlandse communisten en Domela Nieuwenhuis:
- Henk Curièrekade (1911-1981) - verzetsstrijder van de CPN en strijder voor de belangen van de Spaarndammerbuurt tijdens de renovatie in de jaren 1970
- Martin Vlaarkade - raadslid voor de CPN begin jaren 1970
- Ferdinand Domela Nieuwenhuisplantsoen (1846-1919) - Nederlands politicus, sociaal-anarchist, geheelonthouder, antimilitarist (Zie zijn standbeeld op het Nassauplein bij de toegang tot de Spaarndammerbuurt)

### Westerpark
- Overbrakerpad - naar de Overbraker Binnenpolder

Straten op het terrein van de oude Westergasfabriek
- Gosschalklaan (1838-1909) - Architect, ontwerper van de Westergasfabriek
- Klönneplein (1849-1908) - Ingenieur en ontwerper van de gashouder van de Westergasfabriek
- Pazzanistraat (1841-1888) - Hoofdingenieur van de Westergasfabriek
- Polonceaukade (Camille) (1813-1859) - Frans ingenieur, zoon van Antoine-Rémy Polonceau.

### Staatsliedenbuurt
In de Staatsliedenbuurt zijn de straten vernoemd naar Nederlandse staatslieden uit de 18e en 19e eeuw:
- Coenraad van Beuningen (1622-1693) - Nederlands staatsman en burgemeester van Amsterdam
- Willem Bentinck (1704-1774) - Nederlands politicus en Erfstadhouder
- Pieter van Bleiswijk (1724-1790) - Raadspensionaris
- Pieter Alexander van Boetzelaer (1759-1826) - Nederlands politicus en burgemeester van Amsterdam
- Pieter Philip van Bosse (1809-1897) - liberaal politicus en rechtsgeleerde
- Joannes Theodorus Buys (1828-1893) - Nederlands raadspensionaris en politicus
- Gerard George Clifford (1779-1847) - Nederlands staatsman en minister
- Dirk Donker Curtius (1792-1864) - Nederlands liberaal politicus
- Isaäc Jan Alexander Gogel (1765-1821) - Nederlands staatsman
- Gijsbert Karel van Hogendorp (1762-1834) - Nederlands staatsman
- Joan Cornelis van der Hoop (1742-1845) - Nederlands jurist, advocaat-fiscaal en minister
- Joan Melchior Kemper (1776-1824) - Nederlands politicus
- Guillaume Groen van Prinsterer (1801-1876) - Nederlands antirevolutionair politicus
- Jacobus Mattheüs de Kempenaer (1793-1870) - Nederlands politicus
- Levinus Wilhelmus Christiaan Keuchenius (1822-1893) - Nederlands politicus
- Lodewijk Caspar Luzac (1786-1861) - Nederlands politicus
- Willem Louis Frederik Christiaan van Rappard (1798-1862) - Nederlands politicus
- Gerlach Cornelis Joannes van Reenen (1818-1893) - Nederlands politicus en burgemeester van Amsterdam
- Simon van Slingelandt (1664-1736) - Raadpensionaris van Holland
- Simon Vissering (1818-1888) - Nederlands politicus
- Adriaan van Zeeberg (1746-1824) - Nederlands staatsman en raadspensionaris van Haarlem
- Fannius Scholten ( Mr. Cornelis Antony)(1767-1832) - Buitengewoon StaatsRaad- lid Maats. van Ned. Letterkunde

### Frederik Hendrikbuurt
In de Frederik Hendrikbuurt zijn de straten vernoemd naar Frederik Hendrik en tijdgenoten:
- Gerard Schaep (1599-1655) - Staatkundige en geleerde, raad en schepen van Amsterdam
- Lodewijk Trip (1605-1684) - Burgemeester van Amsterdam. Liet in 1664 het Trippenhuis bouwen
- Gaspar Fagel (1629-1688) - Opvolger van Johan de Witt als Raadspensionaris
- Jacob Cats (1577-1660) - Nederlands schrijver en dichter (Vader Cats)
- Antonie Heinsius (1641-1720) - Staatsman, pensionaris van Delft
- Frederik Hendrik (1584-1647) - Prins van Oranje. Zoon van Willem de Zwijger
- Johan van Oldenbarneveldt (1547-1619) - Landsadvocaat van Holland, in Den Haag onthoofd
- Rombout Hogerbeets (1561-1625) - Staatsman en rechtsgeleerde, pensionaris van Leiden
- Gillis van Ledenberch (1550-1618) - Secretaris van de staten van Utrecht
- Hugo de Groot (1583-1645) - Staatsman, theoloog en rechtsgeleerde. Vriend van Vondel
- Elselina van Houweningen (1600-1681) - Dienstmeid van Hugo de Groot
- Maria van Reigersbergen (1589-1653) - Echtgenote van Hugo de Groot
- Amalia van Solms (1602-1675) - Gravin van Solms - Braunfels. Gemalin van Frederik Hendrik

Overige straten in de Frederik Hendrikbuurt
- Eerste Kostverlorenkade
- Kostverlorenstraat
- Zaagmolenstraat (hier staat houtzaagmolen De Otter)
- Nassaukade

### Kinkerbuurt
In de Kinkerbuurt zijn de meeste straten vernoemd naar Nederlandse schrijvers en staatkundigen uit vroeger eeuwen:
- Hiëronymus van Alphen (1746-1803) - Nederlands schrijver
- Nicolaas Beets (1814-1903) - Nederlands schrijver, ook bekend als Hildebrand
- Jacobus Bellamy (1757-1786) - schrijver
- Willem Bilderdijk (1756-1831) - geschiedkundige, dichter en advocaat
- Elias Annes Borger (1784-1820) - schrijver
- Geertruida Bosboom-Toussaint (1812-1886) - schrijfster
- Gerard Brandt (1626-1685) - Nederlands schrijver en historicus
- Gerbrand Adriaensz. Bredero (1585-1618) - dichter en toneelschrijver
- Conrad Busken Huet (1826-1886) - schrijver en criticus
- Willem de Clercq (1795-1844) - schrijver
- Isaäc da Costa (1798-1860) - dichter en historicus
- Jacobus Johannes Cremer (1827-1880) - schrijver en kunstschilder
- Agatha Deken (1741-1804) - schrijfster
- Justus van Effen (1684-1735) - schrijver
- Rhijnvis Feith (1753-1824) - schrijver
- P.A. de Génestet (1829-1861) - schrijver
- Bernard ter Haar (1806-1880) - schrijver
- J.P. Hasebroek (1812-1896) - schrijver, dichter en predikant
- Jan Frederik Helmers (1767-1813) - dichter en zakenman
- Jan Pieter Heye (1809-1876) - Amsterdams dichter en musicus, arts
- Constantijn Huygens (1596-1687) - dichter, geleerde en componist
- Jan Jakob Lodewijk ten Kate (1819-1889) - dichter en dominee
- Johannes Kinker (1764-1845) - schrijver
- Johannes Kneppelhout (1814-1885) - schrijver
- Pieter Langendijk (1683-1756) - schrijver
- Jacob van Lennep (1802-1868) - schrijver
- Cornelis Loots (1765-1834) - schrijver
- Anthony Christiaan Winand Staring (1767-1840) - schrijver
- Hendrik Tollens (1780-1856) - schrijver
- Carel Vosmaer (1826-1888) - schrijver
- Elizabeth Wolff (1738-1804) - schrijfster

In de Kinkerbuurt zijn er vier straatnamen met een niet altijd even duidelijke historische achtergrond:
- Caspar Flick - eigenaar chocoladefabriek en naamgever van de chocoladeflik
- Jan Hanzen - grondeigenaar in het gebied waar nu de naar hem vernoemde straat is
- Kwakersstraat en -plein - vernoemd naar een aldaar gevestigde groep Quakers
- Wenslauer - grondeigenaar in het gebied waar nu de naar hem vernoemde straat is

### Helmersbuurt
In de buurt van het Wilhelmina Gasthuis zijn straten vernoemd naar medici:
- Arie Biemond (1902-1973) - hoogleraar neurologie en afdelingshoofd in het Wilhelmina Gasthuis
- Ite Boerema (1902-1980) - hoogleraar en chirurg in het Wilhelmina Gasthuis
- Gerard Borst (1902-1975) - hoogleraar en hoofd van de interne kliniek in het Binnen Gasthuis
- Jeltje de Bosch Kemper (1836-1916) - voorvechtster economische zelfstandigheid van vrouwen
- Marius van Bouwdijk-Bastiaanse (1886-1964) - hoogleraar en gynaecoloog in het Wilhelmina Gasthuis
- Johanna Reynvaan (1844-1920) - verpleegkundige, Nederlands pionierster ziekenzorg in het Wilhelmina Gasthuis
- Anna Spengler (1842-ca. 1905) - verpleegkundige, werkte samen met Johanna Reynvaan in het Wilhelmina Gasthuis
- Koningin Wilhelmina (1880-1962) - Koningin van Nederland (1898-1948) - ook naamgeefster van het Wilhelmina Gasthuis

### Trompbuurt, Chassébuurt en Admiralenbuurt
De Baarsjesweg, Slatuinenweg en Postjesweg herinneren nog aan de vroegere agrarische bestemming. De Krommert(straat) - is genoemd naar een bochtig slootje nabij de splitsing van de Admiraal de Ruijterweg met de Jan Evertsenstraat.
Rondom de Admiraal de Ruijterweg zijn veel zeehelden en andere Nederlandse militairen en helden te vinden:
- Philips van Almonde (1646-1711) - Nederlands vlootvoogd
- Joris Andringa (overleden 1676) - Scheepsbevelhebber en secretaris van Michiel de Ruijter
- Joos Banckers (ca. 1597-1647) - Nederlands Admiraal
- Bestevaer, erenaam door het zeevolk gegeven aan Admiraal Tromp en later ook aan Admiraal de Ruyter
- Willem Bloys van Treslong (1529-1597) - aanvoerder van de watergeuzen
- Lodewijk Boisot (1530-1576) - Zeeuws Admiraal
- Jan van Brakel (16.... - 1690) - Nederlands vlootvoogd
- Gerard Callenburg (1642-1722) - Nederlands Admiraal
- David Hendrik Chassé (1765-1849) - Nederlands officier
- Reinier Claeszen (15.... - 1606) - Nederlands Vice-Admiraal
- Jan Pietersz Coppelstock, Nederlands veerman bij de inname van Brielle in 1572
- Cornelis Dirkszoon (1542-1583) - Nederlands vlootleider
- Pieter van der Does (1562-1599) - Luitenant-Admiraal van Nederland
- Karel Willem Frederik Marie Doorman (1889-1942) - Schout bij Nacht, sneuvelde in de Java Zee in 1942
- Jan Evertsen (1600-1666) - Nederlands Admiraal
- Jan van Galen (1604-1653) - Nederlands vlootvoogd
- Willem Joseph Baron van Gent (1626-1672) - Luitenant-Admiraal, sneuvelde in de slag bij Solebay
- Jan den Haen (1630-1676) - Nederlands vlootvoogd en Admiraal voor drie dagen
- Jan Haring, Hoornse held bij de slag op de Zuiderzee van 1573
- Tjerk Hiddes de Vries (1622-1666) - Fries Admiraal
- Jasper Leijnsen - Nederlands matroos vocht in 1574 bij Reimerswaal tegen de Spanjaarden
- Willem van Lumeij (1542-1576) - aanvoerder van de Geuzen
- Jan Hendrik van Kinsbergen (1735-1819) - Nederlands zeeofficier
- Egbert Bartolomeusz Kortenaer (1604-1665) - Nederlands Admiraal en zeeheld
- Joos de Moor (1548-1618) - Nederlands vlootvoogd
- Jan van Riebeek (1619-1677) - stichter Kaapkolonie
- Michiel Adriaenszoon de Ruyter (1607-1676) - Nederlands Luitenant-admiraal-generaal
- Jan Corneliszoon Rijp - Nederlands zeevaarder, was met Jacob van Heemskerck en Willem Barentsz op Nova Zembla
- Jan van Speijk (1802-1831) - Nederlands kanonneerbootcommandant
- Maarten Harpertszoon Tromp (1598-1653) - Nederlands Luitenant-admiraal
- Jacob van Wassenaer Obdam (1610-1665) - Nederlands Admiraal
- Witte de With (1599-1658) - Nederlands Admiraal
- Willem de Zwijger (1533-1584) - ook bekend als Willem van Oranje, leider van De Nederlandse Opstand tegen de Spanjaarden in de 16e eeuw

### Mercatorbuurt
Rondom de Hoofdweg en het Mercatorplein zijn veel straten vernoemd naar Europese ontdekkingsreizigers die de wereld voor de Europeanen in kaart hebben gebracht:
- William Baffin (1584-1622) - Engelse zeevaarder op zoek naar de Noordwestelijke Doorvaart
- Vasco Núñez de Balboa (1475-1519) - leider van de eerste expeditie die de Grote Oceaan vanuit het westen bereikte
- James Cook (1728-1779) - Britse ontdekkingsreiziger en cartograaf
- John Cabot (1455-1498) - ontdekker van Noord-Amerika namens Engeland
- Pedro Álvares Cabral (1467-1520) - ontdekker van Brazilië
- Christoffel Columbus (1451-1506) - ontdekker van Amerika
- John Davis (1550-1605) - Engels ontdekkingsreiziger
- Bartolomeus Diaz (1450-1500) - Portugees ontdekkingsreiziger
- John Franklin (1786-1847) - Brits ontdekkingsreiziger
- Vasco da Gama (1469-1524) - Portugees ontdekkingsreiziger
- Conrad Helfrich (1886-1962) - Nederlandse commandant der zeemacht in Nederlands-Indië
- Henry Hudson (1570-1611) - Engels zeevaarder en poolonderzoeker
- Ferdinand Magalhaen (1480-1527) - Portugese ontdekkingsreiziger
- Jan Maijen, Nederlands ontdekkingsreiziger
- Gerardus Mercator (1512-1594) - Vlaams cartograaf
- Pieter van Middellandt (16.. - 1676) - Nederlands zeevaarder, schout-bij-nacht onder Michiel de Ruyter
- Abraham Ortelius (1527-1598) - Nederlandse geograaf
- Marco Polo (1254-1324) - Venetiaans handelaar en ontdekkingsreiziger
- Willem Corneliszoon Schouten (15.. - 1625) - Nederlands ontdekkingsreiziger
- Ernest Shackleton 1874-1922) - Anglo - Ierse ontdekkingsreiziger van Antarctica
- Joris van Spilbergen (1568-1620) - Nederlands zeevaarder en ontdekker van Sri Lanka
- Luiz Váez de Torres (ca. 1565-1610) - ontdekkingsreiziger
- George Vancouver (1757-1798) - Engels ontdekkingsreiziger
- Amerigo Vespucci (1454-1512) - Italiaans ontdekkingsreiziger en cartograaf

### West-Indischebuurt
In de West-Indischebuurt hebben de straatnamen betrekking op de vroegere West-Indische koloniën:
- Antillenstraat - eilandengroep in de Caribische Zee
- Arubastraat - Caribische eilandstaat binnen het Koninkrijk der Nederlanden, fysiek onderdeel van de Kleine Antillen maar staatkundig onafhankelijk
- Bonairestraat en Bonaireplein - eiland in de Nederlandse Antillen
- Corantijnstraat - rivier die de grens vormt tussen Suriname en Guyana
- Curaçaostraat - eiland in de Nederlandse Antillen
- Abraham Crynssenstraat (16.... - 1669) - veroverde in 1667 Suriname op de Engelsen
- Jan Nepveustraat (1719-1779) - gouverneur van Suriname
- Marowijnestraat - zowel een rivier als een district in Suriname
- Nickeriestraat - zowel een rivier als een district in Suriname
- Paramaribostraat en Paramariboplein - hoofdstad van Suriname
- Kiliaen van Rensselaerstraat (1585-1643) - diamanthandelaar met eigen kolonie Rensselaerswijck in Nieuw-Nederland
- Peter Stuyvesantstraat (1611-1672) - directeur West-Indische Compagnie
- Surinameplein - land in Zuid-Amerika, voormalige kolonie van Nederland
- Johannes van Walbeeckstraat (1601-1649) - veroverde in juli 1634 het eiland Curaçao

### Bos en Lommer
In Bos en Lommer zijn straten vernoemd naar zeeslagen, zeehelden, ontdekkingsreizigers, naaste familie van Willem van Oranje en dichtwerken uit de Middeleeuwen en werken uit de Vlaamse literatuur

#### Omringende straten
- Bos en Lommerweg, -plantsoen en -plein
- Haarlemmerweg
- Hoofdweg
- Admiraal de Ruijterweg
- Willem de Zwijgerlaan
- Jan van Galenstraat

### Landlust

#### Naaste familie vanWillem van Oranje
- Juliana van Stolbergstraat (1506-1580) - Gravin van Stolberg-Wernigerode. Moeder van Willem van Oranje
- Anna van Burenstraat (1533-1558) - Gravin van Buren. Eerste vrouw van Willem van Oranje
- Adolf van Nassaustraat (1540-1568) - Graaf van Nassau. Zoon van Willem de Rijke en Juliana van Stolberg. Op een na jongste broer van Willem van Oranje
- Charlotte de Bourbonstraat (1547-1582) - Prinses van Bourbon Montpensier. Derde vrouw van Willem van Oranje
- Louise de Colignystraat (1555-1620) - Moeder van Frederik Hendrik. Vierde vrouw van Willem van Oranje

#### Zeehelden en ontdekkingsreizigers
- Bestevaerstraat
- Van Gentstraat
- Karel Doormanstraat
- Gerard Callenburgstraat
- Jan den Haenstraat
- Joris van Andringastraat
- Jasper Leynsenstraat
- Coppelstockstraat
- Bloys van Treslongstraat
- Jan Haringstraat
- Joos Banckersweg en -plantsoen
- De Rijpgracht
- Admundsenweg
- James Rosskade
- Robert Scottstraat
- Orteliusstraat (deels) - Cartograaf
- Mercatorstraat (deels) en plein - Cartograaf

#### Slagen en zeeslagen
- Den Brielstraat
- Kijkduinstraat (Slag bij Kijkduin)
- Gibraltarstraat (Slag bij Gibraltar)
- Solebaystraat (Slag bij Solebay)
- Livornostraat (Slag bij Livorno)
- Doggersbankstraat (Slag bij de Doggersbank (1781))
- Nieuwpoortstraat en -kade (Slag bij Nieuwpoort)

#### Dichtwerkenbuurt
- Akbarstraat
- Aidjastraat
- Adindastraat
- Baas Ganzendonckstraat
- Blauwvoetstraat
- Blancefloorstraat
- Baetostraat
- Buskenblaserstraat
- De Leeuw van Vlaanderenstraat
- De Schaapherderstraat
- De Spaanse Brabanderstraat
- De Roos van Dekemaweg
- Elckerlijcstraat
- Erasmusgracht
- Esmoreitstraat
- Egidiusstraat
- Elegaststraat
- Ernest Staesstraat en -plein
- Ferguutstraat
- Ferdinand Huijckstraat
- Familie Keggestraat
- Familie Stastokstraat
- Flierefluiterpad
- Griseldestraat
- Gloriantstraat
- Grianestraat
- Granidastraat
- Gulden Winckelplantsoen en -straat
- Hofwijckstraat
- Hertspieghelweg
- Heer Halewijnstraat
- Jacob van Arteveldestraat
- Jan van Schaffelaarplantsoen
- Jan Faessenstraat
- Jaromirstraat
- Jephtastraat
- Krelis Louwenstraat
- Lanseloetstraat
- Lauernessestraat
- Leeuwendalerspad en -weg
- Lidewijdepad
- Lippijnstraat
- Lucellestraat
- Lorreinenstraat
- Majoor Fransweg
- Max Havelaarweg
- Mariken van Nimwegenstraat
- Maurits Lijnslagerstraat
- Meester Huijchestraat
- Multatuliweg
- Merlijnstraat
- Nannostraat
- Reinaert de Vosstraat
- Piet Paaltjenspad
- Roelantstraat
- Sanderijnstraat
- Sara Burgerhartstraat
- Sinjeur Semeynstraat
- Theophilus straat
- Twee Koningskinderenstraat
- Trouringhstraat
- Tijl Uilenspiegelstraat
- Vier Heemskinderenstraat
- Wachterliedplantsoen
- Willem Leevendstraat
- Woutertje Pietersestraat
- Wiltzanghlaan

### Laan van Spartaan
Na de werktitel ‘Sportparkstad’ ging men op zoek naar een naam die beter past bij de nieuwe woonwijk met namen van bekende Nederlandse sporters. Sport en Lommer haalde het niet. Laan van Spartaan klonk wat beter.
- Willem Augustinstraat (1923-2004) - Nederlandse schaatser
- Wim van Estlaan (1923-2003) - Nederlandse wielrenner
- Gerrie Knetemannlaan (1951-2004) - Nederlandse wielrenner
- Rinus Michelslaan (Marinus Jacobus Hendricus) (1928-2005) - Nederlandse voetballer en trainer
- Ben Brilstraat (Barend) (1912-2003) - Nederlandse bokser
- Fanny Blankers-Koenlaan (Francina Elsje) (1918-2004) - Nederlandse atlete
- Bep Bakhuysstraat (Elisa Hendrik) (1909-1982) - Nederlandse top-tien voetballer
- Janna van der Weglaan - Janna/Janne van der Weg (1893-1974) was in 1917 de eerste vrouwelijke schaatser die de Elfstedentocht afrondde
- Laan van Spartaan is vernoemd naar haar oudste gebruiker, de meer dan honderd jaar oude voetbalvereniging VVA/Spartaan, opgericht in 1901

### Sloterdijk
Bij het dorp Sloterdijk is een deel van de namen nog uit de tijd van de gemeente Sloten.

#### Oude namen
- Molenwerf
- Overbrakerpad
- Sloterdijkerweg
- Spaarndammerdijk
- Spaarnwouderdijk
- Velserweg

## Westpoort
In het bedrijvengebied bij Sloterdijk en in het Westelijk Havengebied komen namen voor van elektronica - en nautische termen, plaatsen, rivieren en luchthavens.

### Doorgaande wegen
- Basisweg
- Coentunnelweg
- Einsteinweg
- Noordzeeweg
- Westhavenweg

#### Elektronica
Bij de Transformatorweg zijn enkele straten genoemd naar elektronica (Bedrijvengebied Sloterdijk I)
- Teleport boulevard
- Turbinestraat
- Gyroscoopweg
- Magneetstraat
- Accumulatorweg
- Condensatorweg
- Transformatorweg
- Kabelweg
- Isolatorweg
- Elementenstraat
- Elektronstraat
- Contactweg
- Generatorstraat
- Dynamostraat
- Zekeringstraat
- Schakel straat

#### Rivieren
Bij de Basisweg zijn enkele straten genoemd naar rivieren in het buitenland (Bedrijvengebied Sloterdijk II):
- Donauweg - mondt uit in de Zwarte Zee
- Humberweg - mondt uit in de Noordzee
- Isarweg - mondt uit in de Donau
- Kapoeasweg - rivier op Borneo
- Mekongweg - mondt uit in de Zuid-Chinese Zee
- Moezelweg - mondt uit in de Rijn
- Oderweg - mondt uit in de Oostzee
- Rhôneweg - mondt uit in de Middellandse Zee
- Seineweg
- Theemsweg - mondt uit in de Noordzee

#### Luchthavens
In Teleport zijn er namen van luchthavens; tussen haakjes de steden die daarbij horen
- Changiweg (Singapore)
- Kingsfordweg (Sydney)
- Zaventem (Brussel)
- Tempelhofstraat (Berlijn)
- Carrascoplein (Montevideo)
- Arlandaweg (Stockholm)
- Subangstraat (Kuala Lumpur)
- Fornebukade (Oslo)
- Kimpoweg (Seoel)
- Hatostraat (Curaçao)
- Gatwickstraat (Londen)
- La Guardiaweg (New York)
- Orlyplein (Parijs)
- Piarcoplein (Trinidad)
- Hanedastraat (Tokio)
- Kastrupstraat (Kopenhagen)
- Plesostraat (Zagreb)
- Barajasweg (Madrid)
- Heathrowstraat (Londen)
- Naritaweg (Tokio)
- Otopeniweg (Boekarest)

#### Nautische termen
- Plimsollweg
- Nautaweg
- Valreep
- Kajuitweg
- Kombuisweg
- Deccaweg
- Kwadrantweg
- Marifoonweg
- Sextantweg
- Radarweg
- Ankerweg
- Dukdalfweg

Rondom de Afrikahaven zijn straten genoemd naar Afrikaanse steden:
- Accraweg - hoofdstad van Ghana
- Beiraweg - tweede stad van Mozambique
- Casablancaweg - grootste stad van Marokko
- Conakryweg - hoofdstad van Guinee
- Dakarweg - hoofdstad van Senegal
- Durbanweg - stad in Zuid-Afrika
- Kaapstadweg - wetgevend centrum van Zuid-Afrika
- Maputoweg - hoofdstad van Mozambique

Tevens de volgende namen
- Bauduinlaan
- Ruigoordweg
- Westpoortweg

#### Werelddelen, rivieren en eilanden
- Amerikahavenweg
- Australiëhavenweg
- Aziëhavenweg
- Moezelhavenweg
- Mainhavenweg
- Theemsweg
- Noordzeeweg
- Oostzeeweg
- Nieuw-Zeelandstraat
- Hornweg
- Capriweg
- Cyprusweg
- Corsicaweg
- Elbaweg
- Kretaweg
- Mallorcaweg
- Maltaweg
- Santoriniweg
- Siciliëweg

#### Exoniemen
In Bedrijvengebied Sloterdijk III Zuid en Oost (bedrijventerrein Abberdaan zijn alle straatnamen in onbruik geraakte exoniemen van plaatsen in Groot-Brittannië, Ierland en Frankrijk zoals die voorkomen op zeekaarten uit de 16de en 17de eeuw:
- Abberdaan - exoniem van de Schotse stad Aberdeen
- Baldermoer - exoniem van de Ierse plaats Baltimore
- Banterij - exoniem van de Ierse plaats Bantry
- Bolstoen - exoniem van de Engelse plaats Boston
- Bornhout - exoniem van de Engelse stad Burnham
- Daveren - exoniem van de Engelse plaats Dover
- Doblijn - exoniem van de Ierse hoofdstad Dublin
- Dortmuiden - exoniem van de Engelse plaats Dartmouth
- Galwin - exoniem van de Ierse stad Galway
- Herwijk - exoniem van de Engelse plaats Harwich
- Jarmuiden - exoniem van de Engelse plaats Yarmouth
- Kurk - exoniem van de Ierse stad Cork
- Limmerick - exoniem van de Ierse stad Limerick
- Luvernes - exoniem van de Schotse stad Inverness
- Pleimuiden - exoniem van de Engelse stad Plymouth
- Poortland - exoniem van de Engelse plaats Portland
- Portsmuiden - exoniem van de Engelse plaats Portsmouth
- Scharenburg - exoniem van de Engelse plaats Scarborough
- Tijnmuiden - exoniem van de Engelse stad Tynemouth
- Vaalmuiden - exoniem van de Engelse plaats Falmouth
- Watervoort - exoniem van de Ierse stad Waterford
- Accason - exoniem van de Franse havenstad Arcachon
- Baionen - exoniem van de Franse havenstad Bayonne
- Benit - exoniem van de Franse havenplaats Binic
- Berchvliet - exoniem van de Franse havenstad Barfleur
- Bristou - exoniem van de Franse havenstad Brest
- Diepen - exoniem van de Franse havenstad Dieppe
- Pelerin - exoniem van de Franse havenstad Le Pellerin
- Roesiel - exoniem van de Franse havenplaats La Rochelle
- Sierenborch - exoniem van de Franse havenstad Cherbourg
- Stapels - exoniem van de Franse havenstad Étaples

#### De Heining
- bedrijventerrein De Heining
- Wethouder van Essenweg

#### Aardolie
Namen bij de Petroleumhaven
- Petroleumhavenweg
- Benzolweg
- Butaanweg
- Hexaanweg
- Propaanweg

Overige namen in Westpoort nog nader in te delen
- Bretterpad
- Cacaoweg
- Coenhavenweg
- Fosfaatweg en -kade
- Koffieweg
- Kopraweg
- Latexweg
- Noorderhoofd
- Oceanenweg
- Papierweg
- Van Riebeeckhavenweg
- Westhavenweg

## Stadsdeel Nieuw-West

### Slotermeer

#### Burgemeesters
In Slotermeer zijn de hoofdstraten en grachten vernoemd naar Amsterdamse burgemeesters:
- Burgemeester Elias-straat (1758-1828)
- Burgemeester Van de Poll-straat (1780-1853)
- Burgemeester Cramer-gracht (1788-1856)
- Burgemeester Hogguer-straat (1813-1816)
- Burgemeester Fock-straat (1828-1910)
- Burgemeester Van Tienhoven-gracht (1841-1914)
- Burgemeester Vening Meinesz-laan (1833-1909)
- Burgemeester Van Leeuwen-laan (1860-1930)
- Burgemeester Röell-straat (1864-1940)
- Burgemeester De Vlugt-laan (1872-1945)

#### Schrijvers
In Buurt 1 zijn de straten vernoemd naar Nederlandse schrijvers en dichters en redders ter zee:
- Nelly Bodenheim (1874-1951) - Nederlands illustrator van kinderboeken
- Menno ter Braak (1902-1940) - Nederlands schrijver, essayist en criticus
- Louis Couperus (1863-1923) - Nederlands schrijver
- Frederik van Eeden (1860-1932) - Nederlands schrijver en psychiater
- Marcellus Emants (1848-1923) - Nederlands schrijver
- Frank van der Goes (1859-1939) - Marxistisch theoreticus en oprichter SDAP
- Nienke van Hichtum (1860-1939) - Nederlands schrijfster
- Henriette Roland Holst (1869-1952) - Nederlands dichter en socialiste
- Willem Kloos (1859-1838) - Nederlands dichter (Tachtiger)
- Nellie van Kol (1851-1930) - Nederlands feministe, pedagoge en kinderboekenschrijfster
- Cissy van Marxveldt (1889-1948) - Nederlands schrijfster
- Herman de Man (1898-1946) - Nederlands schrijver
- Hendrik Marsman (1899-1940) - Nederlands dichter
- Willy Pétillon (1883-1948) - Nederlands schrijfster
- Marianne Philips (1886-1951) - Nederlands schrijfster
- Arij Prins (1860-1922) - Nederlands schrijver en industrieel
- Arthur van Schendel (1874-1946) - Nederlands schrijver
- Jan Jacob Slauerhoff (1898-1936) - Nederlands romanschrijver en dichter
- Albert Verwey (1865-1937) - Nederlands letterkundige, dichter en essayist
- Nannie van Wehl (1880-1944) - Nederlands schrijfster
- Martinus Nijhoff (1894-1953) - Nederlands dichter, toneelschrijver en essayist

- Jan Cupidohof (1869-1938) - Redder ter zee
- Frans Naerebouthof (1748-1818) - Redder ter zee
- Dorus Rijkershof (1847-1928) - Redder ter zee

#### Verzetsstrijders
In Buurt 2 en Buurt 3 zijn de straten vernoemd naar strijders uit het Nederlands verzet in de Tweede Wereldoorlog in de jaren 1940-'45.
- Plein '40-'45 - Plein genoemd naar de periode van Duitse bezetting 1940-1945
- Arie Addickspad (1916-1941)
- Martinus Casimir Addicksstraat (1887-1941)
- Adrianus Aloysius Felix Althoffstraat (1904-1943)
- Willem Johan Cornelis Arondeusstraat (1894-1943)
- Gerhard Joseph Badrianhof (1905-1944)
- Herman Bernard Wiardi Beckmanstraat (1904-1945)
- Wilhelm Carl Böhlerpad (1895-1944)
- Dirk Bonsstraat (1897-1945)
- Arend Andries Bontekoeplantsoen (1895-1945)
- Jan Bottemastraat (1908-1944)
- Walter Brandligtstraat (1901-1943)
- Krijn Martinus Breurstraat (1917-1943)
- Johan Brouwerpad (1898-1943)
- Wolter Johan Bijleveldstraat (1902-1945)
- Franciscus Hubertus Antonius Claessenstraat (1894-1945)
- Hermanus Mattheus Hendricus Coenradistraat (1909-1941)
- Frits Gerhard Marie Conijnstraat (1923-1944)
- Pierre Antoine Coronelstraat (1914-1945)
- Robbert Cijferstraat (1919-1945)
- Henk Dienskestraat (1907-1945)
- Theodorus Dobbestraat (1901-1944)
- Johan Hermanus Doornstraat (1910-1944)
- Robert Willem Doumastraat (1918-1943)
- Frans Duwaerstraat (1911-1944)
- Hilbert van Dijkhof (1908-1944)
- Louis Cornelis Dijkmanpad (1919-1944)
- Joseph Eijlstraat (1896-1941)
- Jacob Frankhof (1918-1943)
- Leo Frijdahof (1923-1943)
- Joop Gerritzestraat (1913-1942)
- Jan Hendrik van Gilsestraat (1912-1944)
- Maarten van Gilsestraat (1916-1943)
- Cornelis H. de Grootpad (1913-1945)
- Gijsbertus Ludovicus van Grouwstraat (1907-1945)
- Walraven van Hallweg (1906-1945)
- Johan Coenraad Heriold Folmer van Hanxleden Houwertstraat (1906-1945)
- Abraham Haspelsstraat (1893-1942)
- Hendrik-Jan Hienschstraat (1912-1943)
- Lou Jansenplein (1900-1943)
- Johan Hindrik Janzenstraat (1909-1943)
- Wilco Jiskootpad (1924-1945)
- Adrianus Michiel de Jongstraat (1888-1943)
- Jan de Jonghstraat (1912-1945)
- Maurits Kannstraat (1894-1942)
- Hans Katanhof (1919-1943)
- Harry Koningsbergerstraat (1924-1945)
- Willem Kraanstraat (1909-1942)
- Sape Kuiperplantsoen (1924-1943)
- Floris van der Laakenstraat (1919-1945)
- Piet Laroostraat (1911-1944)
- Koenraad Limpergstraat (1908-1943)
- Johan Limpersstraat (1915-1944)
- Jacob Melkmanstraat (1902-1943)
- Arthur Meerwaldtpad (1918-1945)
- Johannes Adriaan Meewisstraat (1905-1948)
- Aloijsius Christiaan Naarstigstraat (1895-1945)
- Frederik Nieuwenhuysenstraat (1905-1945)
- Jacob Nunes Vazstraat (1906-1943)
- Jacobus Oranjestraat (1898-1946)
- Freek Oxstraat (1920-1944)
- Ferry Ploegerstraat (1915-1944)
- Johannes Poststraat (1906-1944)
- Jan Postmahof (1895-1944)
- Reina Prinsen Geerligsstraat (1922-1943)
- Hendrikus Rempestraat (1903-1944)
- Cornelis de Rooijpad (1914-1946)
- Victor Henri Rutgersstraat (1877-1945)
- Hugo Floris Ruysstraat (1924-1945)
- Johan Godefridus Schippersplantsoen (1923-1945)
- Antoon Petrus Paulus Schweigmannstraat (1893-1945)
- Nico Snijdersstraat (1918-1943)
- Willem Pieter Speelmanstraat (1919-1945)
- Thomas Antonie Struikstraat (1897-1945)
- Guus Trestorffstraat (1905-1944)
- Titus Willem de Tourton Bruynsstraat (1898-1946)
- Leendert Valstarhof (1896-1942)
- Sieg Vaz Diasstraat (1904-1943)
- Johannes Adrianus Joseph Verleunstraat (1919-1944)
- Louis Christiaan Vervoorenstraat (1895-1944)
- David Vosstraat (1899-1944)
- Joseph Jacques van Weezelstraat (1909-1945)
- Johan Frederik IJsbergstraat (1900-1942)
- Jan Zwanenburghof (1920-1943)

#### Rechtsgeleerden
In Buurt 4 zijn de straten vernoemd naar Nederlandse Rechtsgeleerden
- Jan de Louterstraat en -pad
- Anthony Moddermanstraat
- Josephus Jittastraat
- Paul Scholtenstraat
- Tobias M.C. Asserstraat
- Willem Molengraaffstraat
- A.A.H. Struckenkade
- Jacques Oppenheimstraat
- Cornelis van Vollenhovenstraat
- Bernard Loderstraat
- A.E. Kokplantsoen

#### Filosofen
In Buurt 5 zijn de straten vernoemd naar (Nederlandse en buitenlandse) Wijsgeren
- Rudolf Agricolastraat
- Albertus Magnushof
- Anselmushof
- Aquinostraat
- Aristotelesstraat
- Henri Bergsonstraat
- George Berkeleystraat
- Bierens de Haanstraat
- Confuciusplein
- Descartesstraat
- Diderotstraat
- Eckeharthof
- Epicurusstraat
- Wessel Gansfortstraat
- Arnold Geulincxpad
- Geert Grotestraat
- Hegelhof
- Paulus van Hemertstraat
- David Humehof
- Herderhof
- Immanuel Kanthof (Immanuel Kanthof)
- Thomas a Kempisstraat
- Kierkegaardstraat
- John Lockehof
- Parmenidesstraat
- Platostraat
- Rousseaustraat
- Schopenhauerhof
- Senecastraat
- Zenostraat
- Herbert Spencerhof
- Socratesstraat
- Plutarchusstraat
- Leibnizstraat

### Geuzenveld

#### Geuzen
In Buurt 6 en Buurt 7 zijn de straten vernoemd naar Nederlandse Geuzen
- Homme Hettingastraat
- Adriaan van Swietenhof
- Jacob van Weesenbeekstraat
- Daam van Harenstraat
- Geleyn Bouwenszstraat
- Willem van Hembijzestraat
- Jacob Tilstraat
- Bartholt Enthesstraat
- Gerrit Stuyverstraat
- Lieven Keersemakerstraat
- De Grote Geusplein
- Ellert Vlieropstraat
- Jan Abelszstraat
- Nicolaas Ruychaverstraat
- Johan van Kuyckstraat
- Johan Coltermnanstraat
- Jan Bongastraat
- Jan Zilvertszstraat
- Jan van Duivenvoordestraat
- Dirk Sonoystraat
- Willem Baerdesenstraat
- Jan de Rijkhof
- Cornelis Roobolstraat
- Frederik van Dorpstraat
- Jelte Eelsmastraat
- Ewout Worststraat
- Pieter van der Werfstraat
- Wigbold Ripperdastraat
- Jacob Cabeliaustraat
- Kenau Simonsdochter Hasselaerstraat
- J. Husleystraat
- Dolhaantjestraat
- Kruisherenpad

#### Bouwmeesters
In Buurt 7 zijn de straten vernoemd naar Nederlandse bouwmeesters
- Lieven de Keystraat
- Adriaan Dortsmanstraat
- Cornelis Outshoornstraat
- Steven Vennecoolstraat
- Abraham van der Hartstraat
- Joost Bilhamerstraat
- Sam van Houtenstraat
- Cornelis Vriendtstraat
- Philips Vingboonsstraat
- Antoon I Keldermans en II)-straat
- Bartholomeus Drijfhoutstraat
- Jan Lelimanhof
- Vredeman de Vriesstraat
- Pierre Cuypershof
- Berlagehof
- De Bazelhof
- Willem Kromhoutstraat
- Michel de Klerkhof
- Pieter Postsingel
- Adriaan Willem Weissmanstraat
- Jan de Greefstraat (architect)
- Jan Springerhof

#### Beeldhouwers
In Buurt 6 zijn de straten vernoemd naar Nederlandse beeldhouwers
- Mendes da Costahof
- Texeira de Mattosstraat
- Pier Panderstraat
- Bart van Hovestraat
- Brediusstraat
- Theo van Doesburgstraat
- Dudok de Withof
- Lambertus Zijlplein
- Willinklaan

#### Politici
In Buurt 9 en Buurt 10 (De Eendracht) zijn de straten vernoemd naar Nederlandse politici.
- Haya van Someren-Downerstraat
- P.J. Oudstraat
- H.J. Algrastraat
- L.J.M. Beelstraat
- J. Calsstraat
- J.M. den Uylstraat
- Freule Wttewaalpad
- Blusséstraat
- P. Lieftinckstraat
- Sam van Houtenstraat
- C.P.M. Rommeplantsoen
- Gerda Brautigamstraat
- J.G. Suurhoffstraat
- Willem Dreesplantsoen
- Bruins Slotstraat
- Marga Klompélaan
- Henk Gortzakstraat
- Marchanthof
- Nolensstraat
- Dr. H. Colijnstraat
- Albardagracht
- Wim Schermerhornstraat
- Aalbersestraat
- Ruys de Beerenbrouckstraat
- Abraham Kuyperstraat en -plein (voorheen ook -laan)
- Cort van der Lindenkade
- Goeman Borgesiusstraat
- De Savornin Lohmanstraat
- Van Karnebeekstraat
- Troelstralaan

#### Sport
In De Eendracht (Osdorper Binnenpolder-Noord) zijn de straten vernoemd naar Nederlandse sportlieden
- Anderiesenstraat (voorheen -hof)
- Bosch van Drakesteinpad
- Top Rinckerstraat
- Tom Schreursweg
- Joris van den Berghweg
- Nico Broekhuysenweg
- Maurice Peeterspad
- Bok de Korverweg
- Ma Braunpad
- Jasper Warnerhof (straat bestaat niet meer sinds de afbraak in 2008, deel van de straat is nu de (verlengde) van Karnebeekstraat)
- Dokter Meurerlaan
- Han Hollanderlaan
- Herman Bonpad
- Willem Mulierhof
- Del Court van Krimpenstraat
- Jaap Edenstraat
- Hendrik Bulthuisstraat

### Tuinstad Slotervaart

#### Geschiedschrijversentaalgeleerden
- Cornelis van Alkemade (1634-1737) - historicus
- Reinier Cornelis Bakhuizen van den Brink (1810-1865) - historicus
- Johannes de Beke - middeleeuws geschiedschrijver
- Petrus Johannes Blok (1855-1929) - historicus
- Pieter Christiaenszoon Bor (1559-1625) - Nederlands geschiedschrijver
- Leendert A.J. Burgersdijk (1828-1900) - natuur- en letterkundige
- Herman Theodoor Colenbrander (1871-1945) - Nederlands historicus
- Jan Amos Comenius (1592-1670) - Tsjechisch filosoof
- Reinhart Pieter Anne Dozy (1820-1883) - oriëntalist
- Johannes Drusius (1550-1616) - oriëntalist
- Ubbo Emmius (1547-1625) - eerste rector magnificus van de Academie te Groningen - voorloper van de huidige Rijksuniversiteit Groningen
- Thomas van Erpe (1584-1624) - oriëntalist
- Robert Fruin (1823-1899) - historicus te Leiden
- Isaak Gosses (1873-1940) - historicus te Groningen
- Justus Halbertsma (1789-1869) - Fries schrijver, filoloog en historicus
- Frans Hemsterhuis (1721-1790) - Fries filosoof
- Jan Hendrik Holwerda (1873-1951) - archeoloog en geschiedschrijver
- Jan van Hout (1542-1609) - dichter en schrijver, stadssecretaris van Leiden
- Johan Huizinga (1872-1945) - historicus
- Nicolaas Japikse (1872-1944) - historicus
- Adriaan Kluit (1735-1807) - historicus
- Justus Lipsius (1547-1606)-Zuid-Nederlandse humanist, filoloog en historiograaf
- Mattheus Sladus (1569-1628) - latinist
- Emanuel van Meteren (1535-1612) - historicus
- Alpert van Metz (leefde van circa 1000 tot circa 1030) - eerste Noord-Nederlandse geschiedschrijver
- Johannes van Meurs - ook wel Meursius genoemd (1579-1639) - historicus
- Willem Moll (1812-1879) - historicus
- John Motley (1814-1877) - Amerikaans geschiedschrijver over Nederland
- Herman Neubronner van der Tuuk (1824-1894) - taalkundige
- Christoffel Plantijn (1520-1589) - boekdrukker te Antwerpen
- Everard van Reyd (1550-1602) - historicus
- Joseph Justus Scaliger (1540-1609) - humanist en classicus
- Albertus Schultens (1686-1750) - Nederlands filoloog en oriëntalist
- Christiaan Snouck Hurgronje (1857-1936) - arabist
- Hendrik van Wijn (1740-1831) - rijksarchivaris
- Anthony Winkler Prins (1817-1908) - redacteur van de naar hem genoemde encyclopedie

#### Waterbouwkundigen
- Christiaan Brunings (1736-1805) - waterbouwkundige
- Pieter Caland (1826-1902) - civiel ingenieur, ontwerper Nieuwe Waterweg
- Henri François Fijnje van Salverda (1796-1889) - waterbouwkundige
- Jacob Kraus (1861-1951) - waterbouwkundige en minister van waterstaat
- Cornelis Lely (1854-1929) - waterbouwkundige, minister en gouverneur
- Johan Christoffel Ramaer (1852-1932) - waterbouwkundige
- Rudolph Peter Johann Tutein Nolthenius (1851-1939) - waterbouwkundige, oud-hoofdinspecteur van Rijkswaterstaat

#### Toneelspelers
- Ward Bingley (1757-1818) - toneelspeler, eerst te Rotterdam, later te Amsterdam
- Louis Jacques Veltman (1817-1907) - toneelspeler
- Esther de Boer-van Rijk (1853-1937) - toneelspeelster
- Aaf Bouber-Ten Hope (1885-1974) - Nederlands actrice
- Louis Bouwmeester (1842-1925) - acteur
- Louis Chrispijn sr. (1854-1926) - Nederlands acteur en filmmaker
- Adam Carelszoon van Germez (1610-1667) - Amsterdams toneelspeler
- Cor Hermus (1889-1953) - acteur en toneelleider
- Greta Lobo-Braakensiek (1882-1926) - toneelspeelster
- Theo Mann-Bouwmeester (1850-1939) - actrice
- Louis Moor (1856-1937) - toneelspeler
- Jan Musch (1875-1960) - toneelspeler en toneelmaker
- Ariana Nozeman (1626/1628-1661) - eerste Nederlandse toneelspeelster
- Cor Ruys (1889-1952) - Amsterdams toneelspeler en tekstschrijver
- Andries Snoek (1766-1829) - toneelspeler te Amsterdam
- Christine Stoetz (1829-1897) - toneelspeelster te Amsterdam.
- Alida Johanna Maria Tartaud-Klein (1873-1938) - toneelspeelster
- Oscar Bachigaloupi Tournière (1880-1939) - toneelspeler
- Jan Cornelis de Vos (1855-1931) - toneelspeler en journalist
- Enny Vrede toneelnaam van Maria Müller (1887-1919) - toneelspeelster.
- Maria van Westerhoven (1857-1946) - toneelspeelster

#### Oostoever Sloterplas
Voor de buurt Oostoever Sloterplas zijn namen van musea gebruikt:
Nederlandse musea
- Van Abbemuseum (Eindhoven)
- Museum van Bommel van Dam (Venlo)
- Bonnefantenmuseum (Maastricht)
- Museum Boijmans Van Beuningen (Rotterdam)
- Kröller-Müller Museum (Otterlo)
- De Lakenhal (Leiden)
- Rietveld-Schröderhuis (Utrecht)
- De Schotse Huizen (Veere)
- Simon van Gijn (Dordrecht)
- Singer Museum (Laren)
- Teylers Museum (Haarlem)

Buitenlandse musea
- Alhambra (Granada)
- Escorial (vlak bij Madrid)
- Guggenheim Museum (New York)
- Hermitage (Sint-Petersburg)
- Hof van Versailles (Versailles, vlak bij Parijs)
- Louvre (Parijs)
- Mezquita (Córdoba)
- Parthenon (Athene)
- Prado Museum (Madrid)
- Topkapi (Istanboel)
- Trianon (lusthof in de tuinen van kasteel Versailles)
- Tretjakov-Galerij (Moskou)
- Uffizi (Florence)

Overige namen
- Stefan Louwes - Louwesweg en Louweshoek (topambtenaar ministerie van Landbouw)

### Overtoomse Veld
In Overtoomse Veld - Noord zijn de straatnamen vernoemd naar Nederlandse schilders uit de 19e en 20e eeuw:
- August Allebé
- Louis Apol
- Marius Bauer
- Antoon Derkinderen
- Jan Eisenloeffel
- Johan Greive
- Henk Henriët
- Johannes Hilverdink
- Theo van Hoytema
- Johan Jongkind
- Karel Klinkenberg
- Willem van Konijnenburg
- Chris Lebeau
- Charles Leickert
- Louise Marie Loeber
- Jan Mankes
- Wally Moes
- Piet Mondriaan
- Willem Nakken
- Ferdinand Hart Nibbrig
- Wijnand Nuijen
- Johan Thorn-Prikker
- Suze Robertson
- Willem Roelofs
- Willy Sluiter
- Jan Sluijters
- Lawrence Alma-Tadema
- Jan Toorop
- Jan Veth
- Jan Voerman
- Anton Waldorp
- Hendrik Werkman

In Overtoomse Veld - Midden zijn de straatnamen vernoemd onder andere naar filosofen:
- Rudolf Carnap
- Gottlob Frege
- Gerrit Mannoury
- Ludwig Wittgenstein
- Koningin Wilhelmina

Voor de Delflandpleinbuurt (Overtoomse Veld - Zuid) - zijn plaatsnamen uit het Delfland gebruikt:
- Abtswoude
- Delfland
- Heenweg
- Hoek van Holland
- Honselersdijk
- Kwintsheul
- De Lier
- Loosduinen
- Maassluis
- Naaldwijk
- Nootdorp
- Overschie
- Poeldijk
- Rijswijk
- Rodenrijs
- Schipluiden
- Vlaardingen
- Voorburg
- Westerlee

#### Sportpark Riekerhaven
In het (voormalige) Sportpark Riekerhaven zijn straten vernoemd naar begrippen uit de balsport:
- Handbalstraat
- Korfbalstraat
- Voetbalstraat
- Sportparklaan

#### Staalmanpleinbuurt
Voor de Staalmanpleinbuurt (Slotervaart) - zijn namen gebruikt van personen die hun sporen hebben verdiend op maatschappelijk terrein:
- Elisabeth Boddaert (1866-1948) - oprichtster van de Boddaerthuizen voor de jeugd
- William Booth (1829-1912) - oprichter van het Leger des Heils
- Wilhelmina Drucker (1847-1925) - Nederlands feministe
- Henri Dunant (1828-1910) - oprichter van het Rode Kruis
- Ottho Gerhard Heldring (1804-1876) - predikant
- Aletta Jacobs (1854-1929) - feministe en eerste Nederlandse vrouwelijke arts
- Uilke Jans Klaren (1852-1947) - grondlegger van de speeltuinbeweging in Nederland
- Emilie Knappert (1860-1952) - godsdienstonderwijzeres en sociaal - cultureel werkster
- Helena Mercier (1839-1910) - feministe
- Albert Plesman (1889-1953) - luchtvaartpionier, oprichter van de KLM
- Johanna Paulina Reynvaan (1844-1920) - verpleegster en ziekenhuis-adjunct-directeur
- Abraham Staalman (1871-1935) - voorman van de Middenstandspartij
- Johannes van de Steur (1865-1945) - filantroop
- Annette Versluys-Poelman (1853-1914) - feministe

### Omgeving Sloterweg

#### Park Haagseweg:Jazzmuzikanten
- Chet Bakerstraat - Chesney (Chet) Henry Baker, Jr. (1929-1988), Amerikaans trompettist en zanger.
- Count Basiestraat - William (Count) Basie (1904-1984), Afro-Amerikaanse jazzpianist, organist, bigbandleider en zelfbenoemd "Count of Jazz".
- John Coltranestraat - John Coltrane (1926-1967), jazzsaxofonist.
- Ben Websterstraat - Benjamin Francis Webster (1909-1973), Amerikaanse jazzsaxofonist.
- Charlie Parkerstraat - Charlie 'Bird' Parker, volledige naam: Charles Christopher Parker junior (1920-1955), Amerikaans componist en altsaxofonist.
- Wessel Ilckenstraat - Wessel Ilcken (1923-1957), Nederlands jazzmusicus en slagwerker in de periode van de bebop.
- Louis Armstrongstraat - Louis Daniel Armstrong (1901-1971), Amerikaans jazztrompettist, zanger en entertainer.
- Boy Edgarstraat - Boy Edgar, pseudoniem van George Willem Fred. Edgar (1915-1980), Nederlands jazzdirigent, pianist en trompettist.
- Billy Holidaystraat - Billie Holiday, werkelijke naam: Eleanora Fagan Gough (1915-1959), Amerikaanse jazz-zangeres.
- Duke Ellingtonstraat - Edward Kennedy (Duke) Ellington (1899-1974), Amerikaans jazzpianist, orkestleider en componist.

#### BedrijventerreinRiekerpolder:E
- Adam Smithplein
- David Ricardostraat
- John M. Keynesplein
- Joseph Schumpeterstraat
- Karl Marxpad
- Thomas R. Malthusstraat

### Nieuw-Sloten
Voor de wijk Nieuw-Sloten zijn namen van plaatsen, rivieren, provincies en landstreken in België gebruikt:
- Aarschotpad
- Anderlechtlaan
- Antwerpenbaan
- Ardennenlaan
- Arendonksingel
- Bastenakenstraat
- Belgiëplein
- Beringenstraat
- Berlaarstraat
- Beverenstraat
- Bierbeek
- Blankenbergestraat
- Bocholtstraat
- Borgloonstraat
- Brusselsingel
- Demerhof
- Denderhof
- Desselstraat
- Diepenbeekplantsoen
- Dilbeekpad
- Dilsenstraat
- Duffelhof
- Dijlehof
- Eisdenstraat
- Geraardsbergenstraat
- Grimbergenstraat
- Hageland
- Hamontstraat
- Hechtelstraat
- Herentalsstraat
- Heusdenstraat
- Heverleestraat
- Henegouwenstraat
- Houthalenstraat
- Kasterleepark
- Kempenlaan
- Kinrooistraat
- Knokkestraat
- Kortenbergpad
- Kortenakenstraat
- Kortrijk
- Lanakenstraat
- Leuvenstraat
- Liedekerkeplantsoen
- Linterhof
- Lokerenstraat
- Lommelstraat
- Luiksingel
- Maaseikstraat en Maaseikpad
- Maarkedalpad
- Mechelensingel
- Melsbroekhof
- Moerbeke
- Namenhof
- Oostakkerstraat
- Oudenaardeplantsoen
- Overpeltstraat
- Roeselarestraat
- Ruisbeekhof
- Rumbeke
- Schaarbeekstraat
- Sint-Gillishof
- Sint-Hubertpad
- Sint-Truidenstraat
- Spahof
- Tervurenpad
- Tienenpad
- Turnhoutplantsoen
- Ukkelhof
- Vilvoordestraat
- Vlaanderenlaan van
- Vlimmerenstraat
- Vorselaarstraat
- Wannepad
- Waregemstraat
- Watermaalpad
- Westmallepad
- Wevelgemstraat
- Willebroekstraat
- IJzerhof
- Zeebruggeplein
- Zelzatestraat
- Zennehof
- Zichemplein
- Zonhovenstraat
- Zonnebeke
- Zutendaalstraat

### Osdorp
In Osdorp zijn straatnamen vernoemd naar oude plaatselijke benamingen en burgemeesters uit de vroegere gemeente Sloten en uit het Hoogheemraadschap van Rijnland, verdronken plaatsen (in Zeeland) en diverse personen (pedagogen, vakbondsleiders, economen, muzikanten cabaretiers en journalisten):

#### Oude namen uit de gemeenteSloten
- Ruimzicht
- Vrijzicht
- Meer en Vaart
- Geer Ban
- Ookmeer
- Osdorper Ban
- Boutenburg
- Klarenburg
- Notweg
- Reinveen
- Veldzicht
- Vrijburg
- Nieuwe Laan v/h Malleweg
- Wildeman
- Grasrijk
- Vreedenhaven
- Hoekenes
- Groenenhuyzen
- Braak en Bosch
- Bullepad
- Beek en Hoff
- Hooge Venne
- Blomwijckerpad
- Cromme Camp
- Witte Klok
- Groenpad
- Remijden
- Nieuwe Osdorpergracht

#### Burgemeestersvan de gemeenteSloten
- Lodewijk Hendrik van Sonsbeeck (1864-1868)
- Matthijs Hanenberg (1812-1837)
- jhr. F.W.H.P.J. Martini van Geffen (1881-1883)
- jhr. Anthon Hendrik Peter Karel van Suchtelen van de Haare (1909-1921)

#### Pedagogen
- Arnold Willem Groote
- Friedrich Wilhelm August Fröbel
- Louis Braille
- Johan Cele
- Johann Amman
- Don Bosco
- Wilhelmina Bladergroen

- Vertrouwen
- Inzet
- Volharding
- Geduld
- Overleg
- Samenwerking
- Uitweg
- Dijkwegpad
- Verdraagzaam
- Opmerkzaam
- Zorgzaam
- Dwaze Moeders

#### Journalistenen sportlieden
- Cornelis Easton
- S.F. van Oss
- Louis Schotting
- Charles Boissevain
- Johan Frederik Ankersmit
- J.C. Schröder
- Piet(er) Wiedijk
- Dokter Meurer
- Dirk Jan Willink
- Abe Lenstra
- Han Hollander
- Herman Bon
- Ma Braun

#### Cabaretiersen politieke tekenaars
- Fien de la Mar
- Louis Davids
- Jan de Koo
- Buziau
- Funke Küpper
- Eduard Jacobs
- Johan Braakensiek
- Eduard Bamberg
- Jean-Louis Pisuisse
- Herman Jacobus Hendrikus Conraad Hegeraat - socialist
- Pierre Boas en * Nathan Judels
- Fred. Thomas
- Colnot en Poons
- Stoel en Spree
- David Kouwenaar
- Manna de Wijs-Mouton
- Dirk Witte

#### Vakbondsleidersenpedagogen
- Roosje Vos
- Sam de Wolff
- David Wijnkoop
- Louis de Visser
- Rosa Manus
- Carry Pothuis-Smit
- Lau Mazirel
- Jan Oudegeest
- Koos Vorrink
- Ferdinand Spit
- Willem Hesselaar
- Johan Hofman
- Johan Stephaan Ruppert
- dr. Jan van den Tempel
- dr. Emanuel Boekman
- Th. de Groot
- Jan van Zutphen
- Klaas Kater
- Bart Poesiat
- Domela Nieuwenhuis
- Jan Smit
- Hendrik Gerhard
- Robert Baden-Powell
- Jan Ligthart
- Maria Montessori
- Ad Roobeek
- Christian Gotthilf Salzmann
- Johannes de Swaef
- prof. Philip Kohnstamm
- Pieter Oosterlee
- Willem Bartjens
- Jean-Baptiste de la Salle
- Johann Heinrich Pestalozzi
- Theo Thijssen
- Herman Bavinck
- Friedrich Wilhelm Foerster
- prof. Rommert Casimir

#### Verdronken plaatsen inZeeland
- Wevelswale
- Ouwerdingen
- Reimerswaal
- Willemskerke
- Viveporten
- Steelvliet
- Schoonboom
- Zonzeel
- Saaftinge
- Tolsende
- Valkenisse
- Vrankendijke
- Botteskerk
- Pakinge
- Emmikhoven
- Cruuskerk
- Dubbelmonde
- Clauskindere
- Borrendamme
- Brisselkerk
- Adingerdorp
- Wolbrantskerk
- Ekingen
- Eversweert
- Hertingen
- Lederambacht
- Zoelenkerk
- Simonskerke
- Rengerskerke
- Nierkerke

#### Hoogheemraadschap van Rijnland
- Dijkgraaf
- Tussen Meer
- Langswater
- Keuren
- Zuidermolen
- Jan Rebel
- Waterschap
- De Duiker
- Verlaat
- Inlaag
- Ingelanden
- Gors
- Hoogheemraad
- Schuitenhuis
- Hoeksloot
- Overhaal
- Stoomgemaal
- Wijmarkt
- Bosbraak
- Wierde
- Oude Meer
- Rijsdrecht
- Noorder Aker
- Zuider Aker
- Akerwatering
- Meent
- Middelveld
- Balgerskamp
- Korte Water
- Dwarswatering
- Hogeboom
- Griend
- Penninks
- Bandijk
- Burgersweer
- Terp
- De Biezen
- Opdijk
- Rijsenburg

### Middelveldsche Akerpolder(De Aker)
In De Aker zijn straatnamen vernoemd naar verzetsstrijders, bergen, eilanden, meren en valuta:

#### Verzetsstrijders
- Bonhoeffer
- Gandhi
- Mondlane
- Anielewicz
- First
- Seifert
- Sandino
- Marianella
- Romero
- Letelier
- Jara
- Karl Grüger
- Ernst Cahn
- Leendert Schijveschuurder
- Trijn Hulleman
- Rudi Bloemgarten
- Joop Woortman
- Eduard Hellendoorn
- Cornelis Dijksterhuis
- Jan Goldschmeding
- Anton Hölzel
- A.J. Koejemans
- Jacob Paff
- Jan Peppink
- Geertruida van Lier
- Willy la Croix
- A. Reitsma
- H. Diesveld
- N. Hissink
- Piet Nak
- Irawan Soejono
- Iwan Kanteman - Surinaams verzetsheld

#### Bergen
- Adamello - Italië, 3554 meter
- Alpen - Europees bergmassief
- Ben Alder - Schotland, 1148 meter
- Ben Avon - Schotland, 1171 meter
- Ben Hope - Schotland, 927 meter
- Ben Lawers - Schotland, 1214 meter
- Ben Nevis - Schotland, hoogste berg in Groot-Brittannië, 1344 meter
- Ben Wyvis - Schotland, 1046 meter
- Brenner - pas tussen Oostenrijk en Italië, 1370 meter
- Colima - vulkaan in Mexico, 4330 meter
- Dachstein - berg in de regio Tauern in Oostenrijk, 2995 meter
- Eiger - berg in de Zwitserse Alpen
- Etna - vulkaan op Sicilië, 3323 meter
- Fogo - vulkaan op het Kaapverdische eiland Fogo
- Gran Paradiso - berg in de Italiaanse Alpen, 4061 meter
- Großglockner - hoogste berg van Oostenrijk, 3798 meter
- Hekla - vulkaan op IJsland, 1491 meter
- Jungfrau - berg in de Zwitserse Alpen, 4158 meter
- La Meije - berg in de Franse Alpen, 3989 meter
- Le Tourmalet - bergpas in de Franse Pyreneeën, 2114 meter
- Marmolada - hoogste top in de Italiaanse Dolomieten, 3342 meter
- Matterhorn - berg in de Zwitserse Alpen
- Mona Gowan - berg in Schotland
- Mont Blanc - berg in de Franse Alpen
- Mont Ventoux - berg in Frankrijk
- Monte Adi - berg in Spanje
- Monte Perdido - berg in Spanje
- Monte Rosa - berg in de Zwitserse Alpen
- Monte Viso - berg in Italië
- Ortler - berg in Italië
- Oturia - berg in Spanje
- Pasubio - berg in Italië
- Pilatus - berg in de Zwitserse Alpen
- Presanella - berg in Italië
- Pyreneeën - gebergte op de grens van Frankrijk en Spanje
- Schotse Hooglanden - gebergte in Schotland
- Silvretta - berg in de Zwitserse Alpen
- Simplon - bergpas in de Zwitserse Alpen
- Sint Bernhardpas - pas in de Zwitserse Alpen
- Tofana - berg in Italië
- Le Tourmalet - berg in de Pyreneeën
- Turbon - berg in Spanje

#### Eilanden
- Balearen - Spaanse eilandengroep in de Middellandse Zee
- Corfu - Grieks eiland in de Ionische Zee
- Cycladen - Griekse eilandengroep in de Egeïsche Zee
- Formentera - kleinste bewoonde eiland van de Balearen
- Groenland - grootste eiland ter wereld, in de Atlantische Oceaan
- Hebriden - eilandengroep voor de kust van Schotland
- Ibiza - onderdeel van de Balearen
- Kos - eiland in de Egeïsche zee
- Lanzarote - Spaans eiland (Canarische Eilanden) - in de Atlantische Oceaan
- Lesbos - eiland in de Egeïsche Zee
- Madeira - eiland in de Atlantische Oceaan
- Mikonos - eiland in de Egeïsche Zee
- de Orkneyeilanden - eilandengroep voor de kust van Schotland
- Paros - eiland in de Egeïsche Zee
- Samos - eiland in de Egeïsche Zee
- Shetland - eilandengroep voor de kust van Schotland
- Sporaden - eilandengroep in de Egeïsche Zee
- Tenerife - eiland in de Atlantische Oceaan

#### Meren
- Alcantara - meer in Spanje
- Lough Allen - meer in Ierland
- Balatonmeer - meer in Hongarije
- Brienzersee - meer in Zwitserland
- Bodensee - meer in Duitsland
- Brienzersee - meer in Zwitserland
- Fluessen - meer in de Friesland
- Gileppe - rivier in België met een gelijknamig stuwmeer
- Meer van Inari - meer in Finland
- Iseo - meer in Italië
- Ladogameer - grootste meer van Europa, gelegen in Rusland
- Loch Lomond - meer in Schotland
- Morra - meer in Friesland
- Nisser - meer in Noorwegen
- Paladru - meer in Frankrijk
- Pracana - meer in Portugal
- Tjeukemeer - meer in Friesland
- Vättern - meer in Zweden
- Weissensee - meer in Oostenrijk

#### Valuta
- Centavos - Spaanse benaming voor één honderdste van een munteenheid
- Centime - Franse benaming voor één honderdste van een munteenheid
- Dinar - munteenheid van Servië
- Drachme - tot 2002 munteenheid van Griekenland
- Ecu - tot 2002 rekeneenheid van de Europese Gemeenschap
- Escudo - tot 2002 munteenheid van Portugal, nu nog munteenheid van Kaapverdië
- Euro - sinds 2002 munteenheid van de Europese Unie
- Forint - munteenheid van Hongarije
- Frank - tot 2002 munteenheid van België, Luxemburg en Frankrijk; nu nog munteenheid van Zwitserland
- Mark tot 2002 munteenheid van Duitsland en Finland
- Gulden - tot 2002 munteenheid van Nederland
- Kroon - munteenheid van een aantal Noord- en Oost-Europese landen
- Lire - tot 2002 munteenheid van Italië
- Litas - munteenheid van Litouwen
- Öre - Skandinavische benaming voor één honderdste van een munteenheid
- Penny - Engelse benaming voor één honderdste van een munteenheid
- Peseta - tot 2002 munteenheid van Spanje
- Pond sterling - munteenheid van Groot-Brittannië
- Roebel - munteenheid van Rusland
- Schilling - tot 2002 munteenheid van Oostenrijk
- Zloty - munteenheid van Polen

overige namen
- P. Hans Frankfurther, actievoerder voor behoud van het Weilandje De Vrije Geer in Sloten

### SlotenenOud Osdorp
In de dorpen Sloten en Oud Osdorp dateert een deel van de namen nog uit de tijd van de gemeente Sloten:

#### Sloten
- Sloterweg (voorheen Sloterstraatweg)
- Dorpsplein
- Nieuwe Akerweg
- Akerpolderstraat
- Ditlaar
- Vrije Geer
- Slimmeweg
- Langsom
- Osdorperweg
- Geer Ban
- Akersluis
- Ringvaartdijk
- Gerrit van der Puystraat (heeft zich voor de Slotense gemeenschap ingezet)
- Lies Bakhuyzenlaan (heeft zich voor de Slotense gemeenschap ingezet)

#### Oud Osdorp
- Osdorperweg
- Lutkemeerweg
- Etnastraat
- Fogostraat
- Colimastraat
- Maroastraat
- Raasdorperweg
- Slibveldenweg
- Wijsentkade
- Lascarpad

## Stadsdeel Zuid

### Hoofddorppleinbuurt
De Hoofddorppleinbuurt behoorde tot in de instelling van de stadsdelen tot Amsterdam-West. In de deze buurt zijn de straten vernoemd naar plaatsen en landgoederen ten zuidwesten van Amsterdam:
- Aalsmeer
- Abbenes
- Bennebroek
- Groenendaal
- Hoofddorp
- Heemstede
- Haarlemmermeer
- Hillegom
- Katwijk
- Legmeer
- Leiduin
- Leimuiden
- Piet Gijzenbrug
- Rietwijk
- Rijnsburg
- Sassenheim
- Stolwijk
- Vogelenzang
- Warmond
- Westland
- Woestduin
- Woubrugge

Enkele namen dateren nog uit de tijd van de gemeente Sloten:

naar schilders:
- Andreas Schelfhoutstraat (voorheen Bosboomstraat)
- Jacob Marisstraat en -plein
- Floris Versterstraat
- Jan Hendrik Weissenbruchstraat
- Sloterkade (voorheen Sloterstraatweg)

### Riekerhaven
In het Bedrijventerrein Riekerhaven zijn de straten vernoemd naar begrippen uit de luchtvaart:
- Anthony Fokker - luchtvaartpionier
- Helikopter
- Laboratorium
- Luchtvaart
- Piloten
- Propeller
- Valscherm
- Vliegtuig

Enkele namen dateren nog uit de tijd van de gemeente Sloten:
- Generaal Vetter
- Jaagpad
- Spijtellaantje

### De Pijp
In De Pijp en andere delen van Amsterdam-Zuid zijn veel straten vernoemd naar Nederlandse schilders, beeldhouwers en bouwmeesters uit de 17e eeuw:
- Cornelis Anthonisz - cartograaf
- Ferdinand Bol - schilder
- Jacob van Campen - bouwmeester en schilder
- Albert Cuyp - schilder
- Gerard Dou - schilder
- Karel Dujardin - schilder
- Christiaan Dusart - schilder
- Govert Flinck - schilder
- Balthasar Florisz - cartograaf
- Frans Hals - schilder
- Marie Heineken - schilderes
- Jan van der Heijden - schilder
- Bartholomeus van der Helst - schilder
- Pieter en François Hemony - klokkengieters
- Pauwels van Hilligaert - schilder
- Gerard van Honthorst - schilder
- Hendrick de Keyser - bouwmeester
- Gerard de Lairesse - schilder
- Johannes Lutma - zilversmid
- Nicolaas Maes - schilder
- Gabriel Metsu - schilder
- Frans van Mieris - schilder
- Adriaen van Ostade - schilder
- Adam Pijnacker - schilder
- Paulus Potter - schilder
- Quellijn - beeldhouwer
- Jakob van Ruysdael - schilder
- Pieter Jansz. Saenredam - schilder
- Daniel Stalpert - bouwmeester en schilder
- Jan Steen - schilder
- Jan Willem Cornelis Tellegen bouwkundig ingenieur, later burgemeester
- David Teniers de Jonge - schilder
- Cornelis Troost - schilder
- Johannes Vermeer - schilder
- Geert van Wou - klokkengieter
- Rustenburgerstraat - hofstede die in de zeventiende eeuw aan de Amsteldijk, buiten de Regulierspoort lag
- Tolstraat - naar de tol aan de Amsteldijk
- Cullinan-plein - naar de beroemde diamant
- Dora Tamana-plein
- Jacob Israël de Haanstraat

Omschrijvingen van schilders e.d. hierboven
- 1e en 2e Jacob van Campenstraat
- 1e en 2e Jan Steenstraat
- 1e en 2e Jan van der Heijdenstraat
- 1e en 2e Sweelinckstraat
- 1e en 2e Van der Helststraat
- Albert Cuypstraat
- Amsteldijk
- Boerenwetering
- Ceintuurbaan
- Daniël Stalpaertstraat
- Dusartstraat
- Ferdinand Bolstraat
- Frans Halsstraat
- Gerard Doustraat
- Govert Flinckstraat
- Hemonylaan en -straat
- Hercules Seghersstraat
- Marie Heinekenplein
- Nicolaas Berchemstraat
- Quellijnstraat
- Ruysdaelkade
- Saenredamstraat
- Sarphatipark
- Servaes Noutsstraat
- Sint Willibrordusstraat en -dwarsstraat
- Stadhouderskade
- Van Woustraat

### Concertgebouw- en Apollobuurt
Achter het Concertgebouw en in de Apollobuurt zijn veel straten genoemd naar Nederlandse en buitenlandse toonkunstenaars:
- Johann Sebastian Bach - componist
- Joan Albert Ban - componist
- Ludwig van Beethoven - componist
- Johannes Brahms - componist
- Johannes van Bree - componist
- Frédéric Chopin - componist
- Joh. M. Coenenstraat
- Arcangelo Corelli - componist
- Guillaume Dufay - componist
- Carel Hacquart - musicus
- Orlandus Lassus - componist
- Abraham Dirk Loman - predikant, editeur van de liedverzamelingen van Valerius
- Jacob Obrecht - componist
- Palestrina - componist kerkmuziek
- Cornelis Schuyt - componist
- Valerius - verzamelaar van volksliederen
- Giuseppe Verdi - componist
- Johannes Verhulst - componist
- Johannes Josephus Viotta - componist
- Richard Wagner - componist
- Wolfgang Amadeus Mozart - componist
- Georg Friedrich Händel - componist
- Johannes Wanning - componist kerkmuziek
- Bernard Zweers - componist

### Museumkwartier
- 1e Constantijn Huygensstraat
- Alexander Boersstraat
- Balthazar Floriszstraat
- Bronckhorststraat
- Concertgebouw-plein
- Frans van Mierisstraat
- Gabriel Metsustraat
- Hobbema-kade en -straat
- Honthorststraat (Gerard van)
- J.M. Coenenstraat
- Jan Willem Brouwersstraat
- Jan Luijkenstraat
- Johannes Vermeer-plein en -straat
- Moreelsestraat
- Museum-plein en -promenade en -straat
- Nicolaas Maesstraat
- Paulus Potterstraat
- Pieter Baststraat
- Pieter Cornelisz. Hooftstraat
- Pieter de Hoochstraat
- Roelof Hart-plein en -straat
- Ruysdaelstraat (Jakob van)
- Willem Sandbergplein
- Stadhouders-kade
- Teniersstraat
- Van Baerlestraat
- Van Eeghenstraat
- Van Miereveldstraat
- Van de Veldestraat
- Vondelpark
- Vossiusstraat
- Willemsparkweg
- Wouwermanstraat

### Minervabuurt
Rond het Minervaplein zijn veel straten genoemd naar beeldende kunstenaars:
- Botticelli
- George Hendrik Breitner
- Michelangelo Buonarroti
- Gustave Courbet
- Albrecht Dürer
- Anthonie van Dijck
- Gerrit Willem Dijsselhof
- Jan van Eijck
- Albert Hahn
- Holbein
- Quinten Massijs (I)
- Jean François Millet
- Bartolomé Murillo
- Raphael
- Peter Paul Rubens
- Tintoretto
- Titiaan
- Diego Rodríguez de Silva y Velázquez
- Veronese
- Leonardo da Vinci
- Jean Antoine Watteau
- Willem Witsen

Ook werden er straten naar muzen genoemd, zoals de Cliostraat naar Clio. De Euterpestraat (naar Euterpe) werd na de oorlog vernoemd naar de verzetsheld Gerrit van der Veen.

### Stadionbuurt
In de buurt van het Olympisch Stadion zijn veel straten genoemd naar sport:
- Discusstraat naar Discuswerpen
- Speerstraat naar Speerwerpen
- Sportstraat
- Turnerstraat naar Turnen

en sportieve goden en helden uit de Griekse mythologie:
- Achillesstraat
- Agamemnonstraat
- Argonautenstraat
- Hectorstraat
- Herculesstraat
- Jasonstraat
- Patroclosstraat
- Theseusstraat

en uit de Germaanse mythologie:
- Donarstraat
- Wodanstraat

en uit de Bijbel:
- Simsonstraat

### Rivierenbuurt
In de Rivierenbuurt zijn bijna alle straten genoemd naar rivieren in Nederland:
- Amstel - de rivier waar Amsterdam aan ligt: Amstelkade
- Haringvliet - voormalige zeearm van de Noordzee, tussen Voorne-Putten en de Hoeksche Waard (in het noorden) en Goeree-Overflakkee (in het zuiden)
- Lek - voortzetting van de Rijn
- Maas - ontspringt in Frankrijk en stroomt door Limburg, Noord-Brabant en Gelderland: Maasstraat
- Merwede - voortzetting van de Waal
- Rijn - ontspringt in Zwitserland, komt het land binnen als Boven-Rijn en splitst bij Millingen aan de Rijn in de Waal en het Pannerdensch Kanaal
- Schelde - ontspringt in Frankrijk en stroomt door België en Zeeland
- Slaak - water tussen Sint Philipsland en Noord-Brabant
- Sloe - afgedamd water tussen Walcheren en Zuid-Beveland
- Waal - bijrivier van de Rijn: Waalstraat
- Westerschelde - voortzetting van de Schelde
- IJssel - bijrivier van de Rijn. In straatnaam is de oude spelling met één s aangehouden.

Uitzonderingen zijn de Borssenburgstraat en het Meerhuizenplein en -straat, die naar de nabijgelegen buitenplaatsen Borssenburg, resp. Meerhuizen zijn genoemd.
Ook zijn enkele doorgaande straten hernoemd naar de geallieerde regeringsleiders tijdens de Tweede Wereldoorlog van Engeland en Amerika (Churchill, Roosevelt). Tot 1956 was de Vrijheidslaan vernoemd naar Stalin. Deze drie lanen heetten oorspronkelijk resp. Noorder Amstellaan, Zuider Amstellaan, en Amstellaan. In 1964 werd de Rivierenlaan vernoemd naar de een jaar eerder vermoorde charismatische Amerikaanse President Kennedy.

### Strekenbuurt
In de buurt ten zuiden van de President Kennedylaan, tussen De Mirandalaan en de Europaboulevard zijn de straten vernoemd naar streken in Nederland:
- Montferland
- Salland
- Veluwe
- Betuwe
- Twente
- Oldambt
- Westerwolde
- Gaasterland
- Graafschap - land dat onder gezag van een graaf valt.
- Baronie - een verzameling landgoederen geregeerd door een baron.
- Sticht - een gebied waarover een abt zeggenschap had.
- Zuidelijke wandelweg
- Jacob Soetendorpstraat - naar de rabbijn van de synagoge die daar voorheen stond.

### Prinses Irenebuurt
In de buurt tussen Zuider Amstelkanaal en Station Zuid zijn straten genoemd naar Nederlandse prinsessen en componisten uit recentere tijden:
- Prinses Irene
- Prinses Margriet
- Prinses Marijke
- Henriëtte Bosmans
- Jan Brandts Buys
- Cornelis Dopper
- Willem Pijper
- Dirk Schäfer
- Henri Viotta

### Zuidas
Op de Zuidas zijn straten vernoemd naar componisten uit recentere tijden:
- Gustav Mahler
- Igor Strawinski
- Frederik Jan Roeske
- Claude Debussy
- Maurice Ravel
- George Gershwin
- Aaron Copland
- Leo Smit
- Rosy Wertheim
- Hector Berlioz
- Antonio Vivaldi
- Barbara Strozzi

### Buitenveldert
In Buitenveldert zijn de hoofdstraten vernoemd naar vroegere baljuws van Amstelland, verder naar Nederlandse provincies en kleinere straten naar Nederlandse Kastelen (provinciegewijs) - en kleine zeilschepen.

## Stadsdeel Oost

### WeesperzijdeenOosterparkbuurt
Straten genoemd naar historische figuren, hoogleraren (Swammerdambuurt) - en ingenieurs (bij het Amstelstation):
- Gijsbrecht van Aemstel (1235-1303) - Gijsbrecht IV heer van Aemstel
- Herman Boerhaave (1668–1738) - arts, anatoom, botanicus, scheikundige, hoogleraar, rector magnificus Universiteit van Leiden, directeur Hortus botanicus Leiden.
- Gerardus Leonardsz Blasius (1625-1693) - hoogleraar geneeskunde
- Andreas Bonn (1738-1817) - hoogleraar chirurgie
- Johannes Burman (1706-1779) - hoogleraar plantkunde
- Floris V (1254-1296) - graaf van Holland
- Hermannus Boerhaave (1668-1738) - hoogleraar geneeskunde
- Petrus Camper (1722-1789) - hoogleraar geneeskunde
- Jan Deyman (1620-1666) - hoogleraar anatomie
- Bernardus Hermanus Goudriaan (1796-1842) - hoofdingenieur Rijkswaterstaat
- Willem Jacob 's Gravesande (1688-1742) - hoogleraar sterren- en wiskunde
- Leopold Johannes Adriaan van der Kun (1801-1864) - ingenieur Rijkswaterstaat
- Carl Linnaeus (1707-1778) - bioloog
- Pieter van Musschenbroek (1692-1761) - medicus, wis- en natuurkundige en astronoom
- Frederik Ruysch (1638-1731) - apotheker, medicus - hoogleraar anatomie en medische botanie in Amsterdam
- Jan Swammerdam (1637 - 1680) - geleerde biologie, insectenkunde, medisch ontdekker uit Amsterdam
- Jan Willem Reinier Tilanus (1796-1833) - hoogleraar heelkunde
- Gerardus Vrolik (1775-1859) - hoogleraar anatomie en plantkunde
- Mary Zeldenrust (1928-1984) - psychologe

### Dapperbuurt
In de Dapperbuurt zijn de meeste straten genoemd naar geschiedschrijvers over Amsterdam, historici en schrijvers.
- Johannes Christiaan Breen (1865-1927) - was stadsarchivaris van Amsterdam
- Hajo Brugmans (1868-1939) - hoogleraar algemene geschiedenis, schreef over Amsterdam
- Caspar Commelin - geschiedschrijver onder andere over Amsterdam
- Olfert Dapper (1636-1689) - geneesheer en schrijver van De Beschrijvinge van Amsterdam
- Tobias van Domselaer (1611-1685) - schrijver van de Geschiedenis van Amsterdam
- Jan ter Gouw (1814-1894) - onderwijzer, geschiedschrijver onder andere over Amsterdam
- Philipp von Zesen (1619-1689) - Duits geleerde schreef, Beschreibung der Stadt Amsterdam
- Daniel Albert Wijttenbach (1746-1820) - hoogleraar in de letteren en wijsbegeerte
- Pieter Nieuwland (1764-1794) - Nederlands dichter en natuurkundige
- Jean Henri van Swinden (1746-1823) - wis- en natuurkundige, voerde de huisnummering in Amsterdam in
- Pieter Vlaming (1686-1734) - Nederlands schrijver
- Jan Wagenaar (1709-1773) - Nederlands geschiedschrijver over Nederland en Amsterdam
- Nic. De Roever (1850-1893) - was stadsarchivaris van Amsterdam en schreef daarover
- Johannes Isacus Pontanus (1571-1639) - hoogleraar, schreef: Historische Beschrivinghe der seer beroemde Coopstadt Amsterdam
- Caspar George Reinwardt (1773-1854) - hoogleraar biologie
- Cornelis van der Vijver (1784-1855) - schrijver van de Geschiedkundige beschrijving der Stad Amsterdam
- Linnaeus (1707-1778) - Zweeds plantkundige
- Oetewalerstraat en -pad - genoemd naar het oude dorpje Outewaal wat gelegen was in de Watergraafsmeer
- Woltera van Rees (1883-1942) - legde op 5-jarige leeftijd, als kleindochter van Petrus Augustus de Génestet, de eerste steen van het toenmalige Burger Ziekenhuis aan de Linnaeusstraat

Overige straten in de Dapperbuurt en Oostpoort
In Oostpoort zijn de straten vernoemd naar fictieve werelden.
- Arcadia
- Atlantisplein
- Beyersweg (bestaat niet meer)
- Fronemanstraat (bestaat niet meer)
- Hof van Eden
- Land van Cocagneplein
- Nirvana
- Paradijsplein
- Polderweg
- Roomtuintjes
- Dulci Septemberpad - Zuid-Afrikaans ANC lid, vermoord in 1988 in Parijs
- Utopia
- Waldenlaan
- Tuin van Hera

### Transvaalbuurt
In de Transvaalbuurt zijn de meeste straten genoemd naar begrippen en personen uit Zuid-Afrika:
- Afrikaner - afstammeling van de Boeren
- Christiaan Frederik Beyers (1869-1914) - generaal
- Stephen Bantu Biko (1946-1977) - voorvechter burgerrechten
- Jan Hendrik Brand (1823-1888) - president Oranje Vrijstaat
- Sarel Cilliers (1801-1871) - leider van de Grote Trek
- Colenso - overwinning in de Tweede Boerenoorlog
- Stoffel Froneman - Boerengeneraal
- Jan Hendrik Hofmeyr (1845-1909) - Zuid-Afrikaans staatsman
- Ingogo - overwinning in de Eerste Boerenoorlog
- Petrus Jacobus Joubert (1834-1900) - opperbevelhebber Boeren
- Kraaipan - overwinning in de Tweede Boerenoorlog
- Stephanus Johannes Paul Kruger (1825-1904) - president Transvaal
- Laingsnek - overwinning in de Eerste Boerenoorlog
- Albert John Luthuli (1899-1967) - president Zuid-Afrika
- Louis Botha (1862-1919) - generaal en staatsman
- Majuba - overwinning in de Eerste Boerenoorlog
- Gerrit Maritz (1797-1838) - leider Grote Trek
- Oranje Vrijstaat - Boerenrepubliek
- Paardekraal - plaats in Transvaal
- Andries Pretorius (1799-1853) - Voortrekker
- Jacobus Herculaas de la Rey (1847-1914) - Boerengeneraal
- Piet Retief (1788-1838) - Boerenleider
- Schalk Willem Burger (1852-1918) - generaal en waarnemend president Transvaal
- Nicolaas Jacobus Smit - generaal Eerste Boerenoorlog
- Spitskop - overwinning in de Eerste Boerenoorlog
- Marthinus Theunis Steyn - president Oranje Vrijstaat
- Danie Theron (1869-1900) - legeraanvoerder
- Transvaal - Boerenrepubliek
- Tugela - rivier
- Vaalrivier - rivier tussen Oranje Vrijstaat en Transvaal
- Ben Viljoen (1868-1917) - commandant van de Boeren
- Cornelis Hendrik Wessels - voorzitter van de Volksraad van de Oranje Vrijstaat
- Christiaan de Wet (1854-1922) - Boerengeneraal

### Watergraafsmeer

#### Julianapark
- Julianaplein - Koningin Juliana der Nederlanden (1909-2004)
- Bernhardplein - echtgenoot van koningin Juliana der Nederlanden (1911-2004)
- Kees Boekestraat (1884-1966) - Nederlands ingenieur en onderwijsvernieuwer
- Anton Constandsestraat (1899-1985) - vrijdenker, humanist, anarchist, journalist, schrijver en filosoof
- Bart de Ligtstraat (1883-1938) - lid van het hoofdbestuur van de Christen Socialisten
- Maliebaan - baan bestemd voor het maliespel
- Bertrand Russellstraat (Bertrand Arthur William) (1872-1970) - Engels filosoof
- Schagerlaan - Robert van Schager was bewoner van Hofstede 't Roode Hart
- Clara Meyer Wichmannstraat (1885-1922) - Nederlands strafrechtjuriste
- Wibautstraat (deel) (Florentinus Marinus) (1859-1936) - Amsterdams zakenman en Wethouder

#### De Omval
- Amstelboulevard en -plein - waterloop van de samenvloeiing van Drecht en Kromme Mijdrecht
- Amstelhoekstraat - naam van een oude hofstede aan de Weerperzijde
- Goudriaanstraat (Bernardus Hermanus) (1796-1842) - Ingenieur en hoofd van Rijkswaterstaat
- Van der Kunstraat (Leopold Johannes Adriaan) (1801-1864) - Nederlands ingenieur van Rijkswaterstaat, bouwer van het voormalige Weesperpoortstation in 1843
- Omval - scherpe bocht in weg
- Overzichtweg - voormalige buitenplaats aan de Schagerlaan
- Mr. Treublaan (Maria Willem Frederik) (1858-1931) - Nederlands jurist en econoom
- Weesperzijde - uitvalsweg richting Weesp

#### Tuindorp Amstelstation
Tuindorp Amstelstation vormt samen met De Wet Buurt het Amsteldorp
Voormalige buitenplaatsen en hofstedes in de Watergraafsmeer
- Belvedereweg - voormalige hofstede aan de Schagerlaan
- Buitenrustpad - buitenplaats aan de Kruislaan
- Drieburgpad - buitenplaats aan de Weesperzijde
- IJslandtpad - hofstede aan de Middenweg
- Manenburgstraat -buitenplaats aan de Kruislaan
- Middelhoffstraat - pleziertuin aan de Schagerlaan
- De Peerelstraat - voormalige hofstede aan de Ooster Ringdijk
- Rosendaalstraat - herberg aan de Ringdijk
- Rusthofstraat - voormalige hofstede aan de Weesperzijde
- Starrenboschstraat - buitenplaats aan de Kruislaan
- Swedenrijkpad - hofstede aan het eind van de Middenweg
- Vrijheit Blijheitpad - buitenplaats langs de Kruislaan
- Zorgwijkstraat - hofstede aan het eind van de Middenweg

#### De Wet Buurt
De Wet Buurt vormt samen met Tuindorp Amstelstation het Amsteldorp
Straten vernoemd naar Natuurkundigen
- Celsiusstraat (Anders) (1701-1744) - Zweeds natuurkundige en astronoom
- Dopplerstraat (Christiaan Johannes) (1803-1853) - Oostenrijks wiskundige en fysicus
- Dulongpad en -straat (Pierre Louis) (1785-1838) - Frans natuur- en scheikundige
- Fahrenheitsingel en -straat (Daniël Gabriël) (1686-1736) - Duits natuurkundige
- Fizeaustraat (Amand Hippolyte Louis) (1819-1896) - Frans fysicus
- von Guerickestraat (Otto) (1602-1686) - Duits fysicus
- von Liebigweg (Justus von) (1803-1873) - Duits pedagoog en scheikundige
- Réaumurstraat (René Antoine Ferchault de) (1682-1757) - Frans natuurkundige
- Torricellistraat (Evangelista) (1608-1647) - Italiaans wis- en natuurkundige
- Hendrik Zwaardemakerstraat (Hendrik) (1857-1930) - Nederlands fysioloog en foneticus

#### Betondorp (Tuindorp Watergraafsmeer)
Met namen naar voornamelijk landbouw - gereedschappen e.d.
- Akkerstraat
- Brink en -straat
- Egstraat
- Gaffelstraat
- Graanstraat
- Harkstraat
- Hooistraat
- Karnstraat
- Kouterstraat
- Landbouwstraat
- Oogststraat
- Ploegstraat
- Schoffelstraat
- Schovenstraat
- sikkelstraat
- Tuinbouwstraat
- Veeteeltstraat
- Weidestraat
- Zaaiersweg
- Zuivelplein
- Huismanshof
- Onderlangs
- Middenweg
- Duivendrechtse-laan

#### Overamstel
- Isaäc Asscherpad (1843-1904) - Oprichter van de diamantslijperij in de Tolstraat in Amsterdam
- Johannes Blookerweg - Medeoprichter van de Amsterdamse cacao en chocoladefabriek Blooker
- Joop Geesinkweg (1913-1984) - Nederlands filmproducent, onder andere maker van Loeki de Leeuw
- Abram Dudok van Heelstraat (Abraham Everardus) (1802-1873) - Oprichter van Werkspoor in Amsterdam
- Duivendrechtse-kade en -vaart - Genoemd naar het dorp in de gemeente Ouder-Amstel
- Willem Fenengastraat (1843-1939) - Oprichter van de Amsterdamsche Droogdok Maatschappij (ADM)
- Daniël Goedkoopstraat (1850-1929) - Oprichter van de Nederlandsche Scheepsbouw Maatschappij
- de Heusweg
- Van Marwijk Kooystraat (Johan Hendrik) - Oprichter in 1870 van de Amstel Brouwerij
- Joan Muyskenweg (1866-1928) - Directeur van Werkspoor
- Korte Ouderkerkerdijk - Genoemd naar het dorp Ouderkerk (aan de Amstel)
- Johann Siegerstraat (Johann Gerhard Wilhelm) (1856-1942) - Oprichter van de Amsterdamse Chininefabriek (ACF)
- Spaklerweg (Cornelis Hendrik) - Oprichter van een suikerfabriek in Amsterdam
- Nicolaas Tetterodestraat (1816-1894) - Oprichter van de lettergieterij te Amsterdam
- Paul van Vlissingen-straat (1797-1876) - Oprichter van stoomvaartmaatschappijen
- H.J.E. Wenckebachweg (Henri Johan Eduard) (1861-1924) - Oprichter en directeur van de Koninklijke Nederlandsche Hoogovens

#### De Eenhoorn
Van Nobelweg tot de Wibautstraat
- Prins Bernhardpark en -plein - Lid van het Koninklijk Huis
- Rudolf Dieselstraat (1858-1931) - Duits ingenieur
- Stephensonstraat (George) (1781-1848) - Engels spoorwegingenieur
- James Wattstraat (1736-1819) - Engels uitvinder van de stoommachine
- George Westinghousestraat (1846-1914) - Amerikaans technicus en uitvinder van de luchtdrukrem
- Pauwenlaan - genoemd naar een voormalige straat in de Watergraafsmeer
- Rocketstraat - genoemd naar de eerste locomotief in Engeland
- Ringdijk - dijk aan de vaart in de Watergraafsmeer
- Weesperzijde - weg in de richting van Weesp

#### De Ringdijkbuurt
- Becquerelstraat (Antoine Henri) (1852-1908) - Frans fysicus
- Graham Bellstraat (1847-1922) - SchotsAmerikaans natuurkundige
- Bessemerstraat (Henri) (1813-1893) - Engels technoloog
- Willem Beukelsstraat (.... - 1397) - Uitvinder van het haring kaken
- Cornelis Drebbelstraat (1572-1631) - Natuurkundige, werktuigbouwkundige en uitvinder
- Hollemanstraat - (Arnold Frederik) (1859-1953) - Hoogleraar scheikunde
- Zacharias Jansestraat (1580-1620) - Uitvinder van de verrekijker
- Kamerlingh Onneslaan - (Heike) (1853-1926) - Nederlands natuurkundige
- Morsestraat - (Samuel Finley Breese) (1791-1872) - Amerikaans wetenschapper
- Nobelweg (Alfred Bernhard) (1833-1896) - Zweeds chemicus en industrieel
- Ringdijk - De dijk die de polder Watergraafsmeer omringt
- Senefelderstraat (Alois/Johann Nepomuk Franz Aloyz) (1771-1834) - Duits (Beiers) toneelspeler en uitvinder van de lithografie (steendruk)
- Simon Stevinstraat (1548-1620) - Nederlands wiskundige en ingenieur
- Wakker straat (Jacobus Philippus van Medebach Wakker) (1784-1860) - Burgemeester en notaris in de Watergraafsmeer

#### Middenmeer-Noord
- Archimedesweg (287 v. C. - 212 v. C) - Grieks wijsgeer
- Arntzeniusweg (Pieter Nicolaas) (1745-1779) - Advocaat en gemeentesecretaris van de Watergraafsmeer
- Brede-weg - Deze straat is breder dan de omliggende straten
- Copernicusstraat (Nicolaus) - 1473-1543) - Pools medicus en astronoom
- Wethouder Frankeweg (Bernardus Cornelis) (1889-1953) - wethouder
- Galileiplantsoen - Galileo (1564-1642) - Italiaans natuurkundige, astronoom en wiskundige
- Herschelstraat (Frederick William) (1738-1822) - Duits astronoom
- Hogeweg - Deze straat is wat hoger aangelegd dan de omringende straten
- Johan Keplerstraat (Johannes) (1571-1630) - Duits astronoom
- Laplacestraat (Pierre-Simon de) (1749-1827) - Frans wis- en sterrenkundige
- Linnaeusdwarsstraat en -hof en -kade en -pad en -parkweg (Carolus) (1707-1778) - plantkundige
- Middenweg - Weg loopt door het van midden de Watergraafsmeer
- Molukkenstraat (deel) - Eilandengroep in Indonesia
- Newtonstraat (Isaäc) (1642-1727) - Engels wis- en natuurkundige
- Ptolemaeusstraat - Claudius (87-150) - Grieks wetenschapper
- Pythagorasstraat (van Samos) (497-570) - Grieks wijsgeer

#### Middenmeer-Zuid
- André-Marie Ampèrestraat (1775-1836) - Frans natuurkundige
- Archimedeslaan en -plantsoen (287 v.C. - 212 v.C) - Grieks wijsgeer
- François Aragohof (1786-1853) - Frans wetenschapper en politicus
- Amedeo Avogadrostraat (1776-1856) - Italiaans natuur- en scheikundige
- Marcellin Berthelotstraat (1827-1907) - Frans scheikundige
- Robert Boylestraat (1627-1691) - Iers filosoof en scheikundige
- Robert Wilhelm Bunsenstraat (1811-1899) - Duits chemicus
- Jean-Baptiste Biothof (1774-1862) - Frans natuurkundige en wiskundige
- Christophorus Buys Ballotstraat (1817-1890) - Nederlands fysicus en meteoroloog
- Curie-straat (Marie en Pierre) (1867-1934) - en (1869-1906) - Franse natuurkundigen
- Edisonstraat (Thomas Alva) (1847-1913) - Amerikaans uitvinder
- Paul Ehrlichstraat (1854-1915) - Duits chemicus en arts
- Faradaystraat (Michaël) (1791-1867) - Engels natuur- en scheikundige
- Niels Ryberg Finsenstraat (1860-1904) - Deens arts en wetenschapper
- Foucaultstraat (Jean Bernard Léon) (1819-1868) - Frans fysicus
- Joseph von Fraunhoferstraat (1787-1826) - Duits natuur- en werktuigkundige
- Galvanistraat (Luigi) (1737-1797) - Italiaans hoogleraar anatomie en gynaecologie
- Hermann von Helmholtzstraat (1821-1894) - Duits medicus en natuurkundig
- Hertzstraat (Heinrich Rudolf) (1857-1894) - Duits natuurkundige
- Christiaan Huygensplein (1629-1695) - Nederlands wis- en natuurkundige
- William Thomsonstraat (1824-1907) - Iers-Schots natuurkundige
- Kruislaan - Deze laan deelt de Watergraafsmeer in twee delen en kruist de MIddenweg
- Jean de Monetstraat (1744-1827) - Frans bioloog
- Antoine Laurent Lavoisierstraat (1743-1794) - Frans scheikunde
- Guglielmo Marconistraat (1874-1937) - Italiaans natuurkundige
- Edme Mariottestraat en -plein (1620-1684) - Frans natuurkundige
- Martinus van Marumstraat (1750-1837) - Nederlands medicus en wiskundige
- Gregor Johann Mendelhof (1822-1884) - Oostenrijks bioloog
- Middenmeer-pad - Voormalige hofstede op de hoek van de Kruislaan en Middenweg
- Middenweg - Deze weg splitst de Watergraafsmeer in twee delen
- Georg Simon Ohmstraat (1787-1854) - Duits natuurkundige
- Pascalstraat (Blaise) (1623-1662) - Frans wijsgeer en wis- en natuurkundige
- Max Planckstraat (1858-1947) - Duits natuurkundige
- Radioweg - Overbrenger van vrije elektromagnetische golven
- Ernest Rutherfordstraat (1871-1937) - Nieuw-Zeelands natuur- en scheikundige
- Teslastraat (Nikola) (1856-1943) - Kroatisch ingenieur en natuurkundige
- Alessandro Voltastraat (1745-1827) - Italiaans natuurkundige
- Voorlandpad - Voormalige hofstede aan de Middenweg op de plaats van het vroegere Ajax Stadion
- Johannes Diderik van der Waalsstraat (1837-1923) - Nederlands natuurkundige
- Lamarckhof (Jeann-Baptiste Pierre Antoine de Monet, Chevalier de Lamarck) (1744-1829) - Frans bioloog
- Ringslangpad - Recentere straat gelegen op oud trainingsveld van AVV Zeeburgia, enige straat in Amsterdam vernoemd naar een reptiel.

### Jeruzalem of Tuindorp Frankendael
- Berzeliusstraat (Joris Jacob) (1770-1848) - Zweeds chemicus
- Bolkstraat (Louis) (1866-1930) - Nederlands hoogleraar anatomie meteoroloog
- Daltonstraat (John) (1766-1844) - Engels natuur- en scheikundige
- Darwinplantsoen (Charles Robert) (1809-1882) - Engels natuuronderzoeker
- F.C. Dondersstraat (Franciscus Cornelis) (1818-1889) - Nederlands oogheelkundige
- Eijkmanstraat (Christiaan) (1858-1930) - Nederlands medicus, bacterioloog, ontdekker van de beriberi
- Einthovenstraat (Willem) (1860-1927) - Nederlands hoogleraar fysiologie, hartspecialist, uitvinder van de snaargalvanometer
- Eisingastraat (Eise) (1744-1828) - Nederlands astronoom, ontwerper planetarium Franeker
- Ferrarisstraat (Galileo) (1847-1897) - Italiaans wis- en natuurkundige
- Fibigerstraat (Johannes Andrea) (1867-1928) - Deens medicus
- Flammarionstraat (Camillo) (1842-1925) - Frans astronoom
- Glauberweg (Johann Rudolph) (1614-1670) - Duits chemicus
- Van 't Hofflaan (Jacobus Henricus) (1852-1911) - Nederlands hoogleraar scheikunde
- Von Humboldtstraat (Friedrich Heinrich Alexander) (1769-1859) - Duits wetenschapper
- Ingenhouszhof (Jan) (1730-1799) - Nederlands natuurkundige
- Jennerstraat (Edward) (1749-1823) - Engels geneeskundige - Deze straat heette eerst Emmalaan maar werd op 23 maart 1922 omgedoopt tot Jennerstraat
- Kapteynstraat (Jacobus Cornelius) (1851-1922) - Nederlands astronoom
- Robert Kochplantsoen (1843-1910) - Duits geneeskundige
- Korteweghof (Diederik Johannes) (1848-1941) - Nederlands wis- en sterrenkundige
- Kruislaan - Deze laan deelt de Watergraafsmeer in twee delen
- Lorentzlaan (Hendrik Antoon) (1853-1928) - Nederlands natuurkundige
- Maxwellstraat (James Clerk) (1831-1879) - Schots natuurkundige
- Minckelersstraat (Jan Pieter) (1748-1824) - Nederlands natuurkundige
- Ornsteinstraat (Leonarg Salomon) (1880-1941) - Nederlands natuurkundige
- Ostwaldstraat (Wilhelm) (1853-1932) - Duits scheikundige
- Pasteur (Louis) (1822-1896) - Frans chemicus en bacterioloog
- Pekelharingstraat (Cornelis Adrianus) (1848-1922) - Nederlands geneeskundige
- Ritzema Bosstraat (Jan) (1850-1928) - Nederlands botanicus
- Röntgenstraat (Wilhelm Conrad) (1845-1913) - Duits natuurkundige
- Saltetstraat (Rudolph Hendrik) (1853-1927 - Nederlands hoogleraar
- De Sitterstraat (Willem) (1872-1934) - Nederlands astronoom en wiskundige
- Snelliusstraat (Willebrordus) (1580-1626) - Nederlands wis- en natuurkundige
- Stieltjesstraat (Thomas Johannes) (1856-1894) - Nederlands wiskundige
- Hugo de Vrieslaan (1848-1935) - Nederlands botanicus
- Pieter Zeemanlaan (1865-1943) - Nederlands natuurkundige

#### Park de Meer
Op de plaats waar nu de woonwijk Park de Meer is gebouwd stond van 1934 tot 1996 Stadion De Meer van Ajax, vernoemd naar het stadsdeel: de Watergraafsmeer. Toen de voetbalclub uit De Meer vertrok en verhuisde naar de ArenA besloot de deelraad de straten te noemen naar voetbalstadions in Europa waar Ajax historische overwinningen behaalde of legendarische wedstrijden speelde.
- Anfieldroad - Stadion van Liverpool FC in Liverpool
- Bernabeuhof - Estadio Santiago de Bernabeu, thuisbasis van Real Madrid in Madrid
- Delle Alpihof - Voormalige thuishaven van Juventus en Torino in Turijn, afgebroken in 2009
- Esplanade de Meer - De centrale allee van Park de Meer, verwijzend naar het verdwenen stadion De Meer
- Praterlaan - Praterstadion in Wenen, sinds 1993 omgedoopt in Ernst Happelstadion
- Stade de Colombes - Stadion in Parijs
- Wembleylaan - Stadion in Londen, in 2003 afgebroken en vervangen door een nieuw stadion met dezelfde naam

### Science Park
Amsterdam Science Park is een internationaal centrum voor wetenschappelijk onderzoek, onderwijs en ondernemen.
- Ooster Ringdijk - Dijk rondom de polder Watergraafsmeer
- Kruislaan - Deze laan deelt de Watergraafsmeer in twee delen
- Carolina Mac Gillavrylaan (1904-1993) - Nederlands scheikundige en kristallografe

### Indische Buurt
In de Indische Buurt zijn de straten vernoemd naar plaatsen en eilanden in Nederlands-Indië, het tegenwoordige Indonesië.
- 1e en 2e Atjehstraat
- Bankastraat
- Balistraat
- Baweanstraat
- Benkoelenstraat
- Boeroestraat
- Boetonstraat
- Boniplein
- 1e en 2e Ceramstraat en -plein
- Delistraat
- Djambistraat
- Gorontalostraat
- Haroekoestraat
- Insulindeweg
- Javaplein en -plantsoen en -straat
- Karimatastraat
- Kramatweg
- Lampongstraat
- Langkatstraat
- Lombokstraat
- Madurastraat
- Makassarplein en -straat
- Menadostraat
- Molukkenstraat
- Niasstraat
- Obiplein
- Padangstraat
- Riouwstraat
- Soembawastraat
- Soendastraat
- Sumatrastraat en -plantsoen
- Ternatestraat
- Tidorestraat
- Timorplein en -straat

In de Indische Buurt-Oost, bij het Flevopark, zijn de volgende straten:
- Flevoparkweg
- Flevoweg
- Valentijnkade
- Waterkeringpad
- Westelijke Merwedekanaaldijk
- Zeeburgerdijk

### Oostelijk Havengebied
In het Oostelijk Havengebied zijn straten vernoemd naar vroegere koloniën, bestemmingen van scheepvaartlijndiensten, locaties in Indonesië, beroepen in de haven en bij de spoorwegen, en architecten.
Java Eiland en KNSM Eiland:
- Sumatrakade
- Javakade
- Surinamekade
- Levantkade en -plein
- Brantasgracht
- Tosaristraat
- Lamonggracht
- Majanggracht
- Azartplein
- Messinastraat
- Piraeusplein
- Barcelonaplein
- Venetiëhof en -straat
- Tosarituin
- Imogirituin
- Taman Sapituin
- Kratontuin
- Bogortuin
- KNSMlaan

Sporenburg-Borneo-Vemenbuurt:
- P.E. Tegelbergplein - Directeur van de Stoomvaart Mij. Nederland
- J.F. van Hengelstraat (Johannes Frederik) (1887-1975) - Directeur van de Stoomvaart Mij. Nederland
- Baron G.A. van Tindalstraat en -plein (George August) (1939-1921) - Directeur van verschillende scheepvaartlijnen
- C.J.K. van Aalststraat (1866-1939) - President van de Ned. Handels Mij.
- D.L. Hudigstraat (Dirk Louis) (1876-1973) - Directeur van de K.N.S.M.
- Feike de Boerlaan (1892-1976) - Eerste burgemeester van Amsterdam na 1945
- R.J.H. Fortuinplein (1916) - Directeur van de Koninklijke Hollandse Lloyd
- Keesje Brijdeplantsoen (1931-1944) - Jongetje doodgeschoten bij het zoeken naar kolen
- Seinwachterstraat
- Lampenistenstraat
- Rangeerderstraat
- Stuurmankade
- Hofmeesterstraat
- Stokerkade
- Scheepstimmermanstraat
- Wisselstraat
- Tenderstraat
- Panamakade
- Piet Heinkade
- Groenhoedenveem
- Purperhoedenveem
- Withoedenveem
- Vriesseveem
- Blauwhoedenveem
- Vemenplein
- Dijksgracht
- Borneokade en -laan en -steiger
- Oostelijke Handelskade
- Veemkade
- Ertskade
- Blauwpijpstraat

Rietlanden:
- Cornelis van Eesterenlaan (1897-1988) - Architect en stedenbouwkundige, werkzaam bij Stadsontwikkeling der Gem. Amsterdam
- Fred Petter baan - Vakbondsman en een van de leiders van de spoorwegstaking van 1903
- Rietlandenpark en -terras
- Gerrit van Erkelstraat
- Herman Akkermanpad
- Dirk Vreekenstraat - Spoorwegstaker in 1903
- Panamastraat en -terras

Entrepot - West I en II (o.a. architecten)
- H.A.J. Baanderskade (1876-1953) - Architect en voorzitter van het genootschap Architectura et Amicitia.
- Jan Boterenbroodstraat (1886-1936) - Architect
- J.C. van Epenstraat (1880-1960) - Amsterdams architect
- Dick Greinerstraat (1891-1964) - Architect en ontwerper van Betondorp
- Hildo Kropplein (1884-1970) - Beeldhouwer en sierkunstenaar
- H.J.M. Walenkampstraat (1871-1933) - Grafisch ontwerper en architect.
- J.M. van der Meylaan (1878-1949) - Architect betrokken bij de Amsterdamse School stijl
- Th.K. van Lohuizenlaan (1890-1956) - Stedenbouwkundige
- Cruquiuskade en -weg
- Entrepotkade en -hof
- Nieuwe Vaartkade en -weg
- Veelaan
- Veemarkt
- Zeeburger-kade en -pad

### Zeeburgereiland
Straten zijn onder andere vernoemd naar sportlieden:
- Kees Boumanstraat
- Faas Wilkesstraat
- Roepie Kruizestraat
- Mary van der Sluisstraat
- Kees Broekmanstraat
- Leo Hornstraat
- Bob Haarmslaan
- Marjorie Baronlaan
- IJburglaan
- Diemerzeedijk
- Zuider IJdijk
- Zuider IJstraat
- Zuiderzeeweg

### IJburg
Op IJburg zijn de straten vernoemd naar sportlieden, rietsoorten, schepen, wetenschappers uit vorige eeuwen, fotografen en filmers.
De eilanden hebben de volgende namen: Steigereiland - Haveneiland (onderverdeeld in Haveneiland-Oost en Haveneiland-West) - Buiteneiland - Strandeiland - Centrumeiland - Rieteilanden (onderverdeeld in Grote Rieteiland, Kleine Rieteiland, en Rieteiland-Oost)

#### Steigereiland
Straatnamen van de Schepenbuurt op Steigereiland Noord:
- Haringbuisdijk - Vissersschip met drie masten
- Schokkerjachtdijk - Vissersvaartuig
- Brigantijnkade - Zeilschip met twee masten
- Barkentijnkade - Mengvorm van Schoener, Bark en Brik
- Smalschipstraat - Platbodem van Friese herkomst
- Doggerstraat - Vissersvaartuig dat op de Doggersbank viste
- Barkasstraat - Grootste sloep aan boord van een oorlogsschip
- Galjootstraat - Platboomd koopmans - vaartuig
- Hooivletstraat - Een platbodem gebruikt in landbouwgebied
- Boeierstraat - Een kleine platbodem
- Windjammerdijk - Verzamelnaam voor zeegaande ijzeren en stalen zeilschepen

Overige straatnamen (sterrenkundigen, wiskundigen, cartografen e.d.) - op het Steigereiland:
- IJburglaan - Genoemd naar de wijk IJburg
- Thomas Hoodstraat (eind 16e eeuw) - Engelse geograaf, wiskundige en astronoom
- John Hadleystraat (1682-1744) - Engelse wetenschapper uitvinder van het hoekmeetinstrument
- Edward Wrightstraat (eind 16e eeuw) - Engels wiskundige
- John Napierstraat (1550-1617) - Engels wiskundige
- Pedro de Medinastraat (1493-1567) - Spaans kosmograaf
- Jan Olphert Vaillantlaan (1751-1800) - Kapitein ter Zee
- John Sambellstraat (?)
- Cornelis Zillisenlaan (1734-1826) - Wetenschapper, schreef over waterstaatkundige zaken
- Pijbo Steenstrastraat (....-1788) - Hoogleraar wiskunde in Leiden en Amsterdam
- Johan Lulofsstraat (1711 - 1768) - Wiskundige en astronoom, was hoogleraar in Leiden
- Gerard Hulst van Keulenstraat (1763-....) - Uitgever van de Almanak ten dienste der Zeelieden voor het jaar 1923
- Murdoch Mackenziestraat - Engels cartograaf
- Gowin Knightstraat (18e eeuw) - Arts, publiceerde over magnetische experimenten
- Pieter Holmstraat (1686-1776) - Nederlandse wiskundige en leermeester stuurmanskunst
- Pedro Nunesstraat en -plein (1502-1589) - Hoogleraar wiskunde
- Duarte Pachecostraat - Zeevaarder en deskundige op navigatiegebied
- Edward Masseystraat (eind 18e eeuw) - Engels wetenschapper
- Edmund Gunterstraat (1581-1626) - Engels astronoom in Londen
- William Barlowlaan en -steiger - Engels navigator
- Edmond Halleylaan en -steiger (1656-1742) - Engels wetenschapper
- John Campbellstraat - Engels zeeman, uitvinder van de sextant
- James Bradleystraat (1693-1762) - Engels astronoom
- Francisco Faleirostraat - Portugees geleerde
- Martin Cortezstraat (1532-1589) - Leermeester navigatie
- Rodrigo Zamoranpad (1542-....) - Opperkosmograaf van de Koning van Spanje
- Navigatiepad oost - Inspectiepad rond de zuidbuurt op het Steigereiland

#### Haveneiland
Straten vernoemd naar fotografen en mensen en begrippen uit de filmwereld op het Haveneiland-West:
- IJburglaan - genoemd naar de wijk IJburg
- Cas Oorthuyskade (1908-1975) - Amsterdamse fotograaf
- Joris Ivensplein (1898-1989) - Internationaal bekende Nederlandse cineast
- Erich Salomonstraat (1886-1944) - Grondlegger van de parlementaire fotografie
- Jean Desmetstraat (1875-1956) - Bioscoopexploitant en filmhandelaar
- Daguerrestraat (Louis) (1787-1851) - Uitvinder van het daguerretype waarmee op grote schaal foto's kunnen worden ontwikkeld
- Cineackade - Bioscooptype waar oorspronkelijk alleen Nieuwsjournaals draaiden
- Henri Berssenbruggehof (1873-1959) - Fotograaf van vooral het straatleven
- Bernhard Eilershof (1878-1951) - Fotograaf van wooninterieurs en het werk van heiers en grondwerkers
- William Talbotstraat (1800-1877) - Uitvinder van het negatiefproces in de fotografie
- Alexandrine Tinnehof (1835-1869) - Ontdekkingsreizigster en fotografe
- Boulevard zone - straatnaam op het Haveneiland
- Nicolaas Hennemanhof (1813-1898) - een van de vroege fotografen in Nederland
- Gerard Ruttenhof (1902-1982) - Nederlands cineast
- Paul Hufkade (1924-2002) - Nederlands fotograaf
- Paul Schuitemahof (1897-1973) - Fotograaf en filmer
- John Fernhouthof (1913-1987) - Cameraman en cineast
- Maria Austriastraat (1915-1975) - Fotograaf
- Ad Windighof (1912-1996) - Fotograaf
- Violette Corneliushof (1919-1997) - Fotograaf en verzetsstrijder
- Martien Coppenshof (1908-1986) - Fotograaf
- Lumièrestraat (Louis Jean) (1864-1948) - Uitvinder van de bewegende film
- Theo Frenkelhof (1871-1956) - Filmregisseur
- Israël Kiekstraat (1811-1899) - Fotograaf
- Willy Mullenskade (1880-1953) - Filmer en bioscoopeigenaar
- Eva Besnyöstraat (1910-2003) - Hongaars-Nederlands fotograaf. Zij maakte portretten en fotografeerde architectuur
- Pieter Oosterhuisstraat (1816-1885) - Maakte stadsgezichten op stereofoto’s.
- Julius Pergerstraat (1840-1924) - Maakte vooral foto's van bruggen en spoorwegen
- Krijn Taconiskade (1918-1979) - Fotojournalist, lid van de Ondergedoken Camera
- Franz Zieglerstraat (1893-1939) - Portretfotograaf in Den Haag.
- Bert Haanstrakade (1916-1997) - Filmregisseur van de films Fanfare, Zoo, Alleman en Bij de beesten af
- George Christiaan Sliekerstraat (1861-1945) - Eerste Nederlandse filmvertoner; trok met zijn reisbioscoop langs kermissen en jaarmarkten
- Mata Harihof (1876-1917) - Mata Hari werd geboren in Leeuwarden als Margaretha Geertruida Zelle. Het leven van Mata Hari (Maleis voor oog van de dag, zon) - werd vijf keer verfilmd.
- Aart Kleinhof (1909-2001) - Nederlandse fotograaf en grondlegger van het agentschap Particam
- Johan van der Keukenstraat (1938-2001) - Nederlandse fotograaf en filmer
- Piet Zwarthof (1885-1977) - Nederlandse fotograaf en grafisch ontwerper
- Peter Wotkehof (1800-1870) - Nederlandse fotograaf van panorama's
- Ed van der Elskenhof (1925-1990) - Nederlandse filmer en fotograaf
- Sanne Sanneshof (1937-1967) - Nederlandse fotograaf
- Adriaan Ditvoorsthof (1940-1987) - Nederlandse cineast en regisseur

Straten met namen van filmbegrippen, filmers en fotografen op Haveneiland-Oost:
- Pampuslaan - genoemd naar het eilandje ten oosten van IJburg
- IJburglaan - genoemd naar de wijk IJburg
- Fritz Dietrich Kahlenbergstraat (1916-1995) - Fotograaf, oprichter van de Ondergedoken Camera
- Frits Rotgansstraat (1912-1978) - Fotograaf, meester van de panoramafoto
- Adriënne Solserhof - Regisseerde en speelde hoofdrol in de film Bet, de koningin van de Jordaan gemaakt in 1924
- Annie Boshof (1886-1975) - Nederlands filmactrice in de eerste jaren van Filmfabriek Hollandia
- Max de Haasstraat - Nederlands cineast; o.a. De Ballade van den Hoogen Hoed, gemaakt in 1937
- Ben van Meerendonkstraat (1913-2008) - Oprichter van het Algemeen Hollands Fotopersbureau
- Sem Presserhof (1917-1985) - Fotograaf met een eigen fotopersbureau
- Jaap Speyerstraat (1891-1952) - In de jaren voor 1930 als regisseur werkzaam in Duitsland. Kwam terug in Nederland en regisseerde de succesvolle film De Jantjes in 1934
- Jan Vrijmanstraat (1925-1997) - Journalist en filmer
- Loet C. Barnstijnstraat (1880-1953) - Bioscoopeigenaar, distributeur en filmproducent; schepper van Filmstad
- Maurits H. Bingerplantsoen (1868-1923) - Directeur en regisseur bij de Filmfabriek Hollandia
- Theo van Goghpark (1957-2004) - Filmmaker; maakte talloze films waaronder Blind Date en Interview
- Rini Ottehof (1917-1991) - Had de hoofdrol in de film Jonge Harten
- Profiltigracht - Productiemaatschappij met eigen journaal, later samen met Polygoon.
- Emmy Andriessestraat (1914-1953) - Fotografe, vooral bekend om haar foto’s over de hongerwinter
- Wim Noordhoekkade (1916-1995) - Fotograaf vooral bekend door zijn kleurenfotografie
- Johan Huijsenstraat (1877-1959) - Portretfotograaf
- Nico Jessekade (1911-1976) - Arts en fotograaf; bekend om zijn Vrouwen van Parijs
- Peter Martensstraat (1937-1992) - Nederlands fotograaf
- Marius Meijboomstraat (1911-1998) - Leidde fotostudio’s in Amsterdam

#### Rieteilanden
Straten met plantennamen op de Rieteilanden:
- Egelskopstraat
- Mattenbiesstraat
- Oeverzeggestraat
- Zandzeggestraat
- Dennenhof
- Pijlkruidstraat
- Ruisrietstraat
- Lisdoddelaan
- Helmgrasstraat
- Zwenkgrasstraat
- Vennepluimstraat
- Zwanebloemlaan
- Larikslaan
- Tamariskhof

#### Centrumeiland
Straten met namen van strijders tegen kolonialisme en slavernij op het Centrumeiland:
- Janey Tatarystraat
- Louis Doedelstraat
- Christiaan Paul Flustraat en -hof
- Srefidensiplein
- Papa Koendersstraat
- Trimurtistraat
- Cola Debrotstraat
- Woiskistraat
- Huiswoudstraat
- Frank Martinus Arionstraat
- Gamerenstraat, Virginie Gameren, Antilliaans-Surinaamse activiste
- Camille Balystraat
- Tip Maruggstraat
- Quashibastraat
- Virginia-straat en -hof
- Nydia Ecurystraat
- Pattimurastraat
- Diponegorostraat en -hof
- Maria Ulfahstraat
- Soekaesihstraat
- Roestam Effendistraat
- Tan Malakastraat
- Palarstraat
- Soewardistraat
- Pierre Laufferstraat
- Boeli van Leeuwenstraat
- Merdekagracht

#### Strandeiland
Straten die vernoemd zijn naar mensen op het gebied van wetenschap, filosofie, literatuur en kunst op het Strandeiland
- Colettestraat (1873-1954) - Franse schrijfster
- May Ziadehstraat (1886-1941) - Libanees-Palestijnse dichter, essayist en vertaler
- Pearl Buckstraat (1892-1973) - Amerikaanse schrijfster
- Alex La Gumapad (1924-1985) - Zuid-Afrikaanse romanschrijver en leider van de South African Colored People's Organization

Nog in vooruitgang

## Stadsdeel Zuidoost

### Venserpolder
De straatnamen in de Venserpolder zijn de schrijversnamen:
- Bertholt Brechtstraat
- Boeninlaan
- Barbusselaan
- Dickenslaan
- Andersensingel
- Bernard Shawsingel
- Dostojevskisingel
- Anna Blamanpad en -singel
- Alexandre Dumaslaan
- Dantestraat
- Alfred Döblinstraat
- Agatha Christiesingel
- Boris Pasternakstraat
- Daniel Defoelaan
- Pablo Nerudalaan
- Chestertonlaan
- Anatole Francesingel
- George Sandstraat
- Simone de Beauvoirstraat
- Brentanostraat
- Charlotte Brontëstraat
- Drostenburg

### Bijlmermeer
In de Bijlmermeer zijn straten en flatcomplexen vernoemd naar oude boerderijen uit het hele land.
De beginletters van de straat - c.q. complexnaam vormen buurten. Er bestond tussen de flats een stelsel van 'binnenstraten' die gelegen waren op de eerste verdieping. Na de sloop van diverse hoogbouwflats ontstonden weer buurten met straten waarin laagbouw werd toegepast.

#### Amsterdamse Poort en omgeving
- Anton de Komplein (1898-1945) - Surinaams ijveraar voor mensenrechten
- Bijlmerdreef en Bijlmerplein - het voormalige Bijlmermeer
- Foppingadreef - boerderij bij Dronrijp in Friesland
- Flierbosdreef - boerderij bij Wouw in Noord-Brabant
- Hoogoorddreef - herenhuis in Hilversum
- Hoekenrode - boerderij in de Bilt in de provincie Utrecht
- Frankemaheerd - boerderij in Warffum in Groningen
- Fossema - boerderij bij Nuis in Groningen
- Fraijlemaborg
- Ganzenhoefpad - boerderij aan de Vecht in de provincie Utrecht
- Burgemeester Stramanweg - was een Nederlands burgemeester

#### D- en E-buurt
- Daalwijkdreef - hofstede in Markelo in Overijssel
- Daalwijk - hofstede in Markelo in Overijssel
- Dubbelinkdreef - boerderij en vroegere havezate ten noorden van Delden in Overijssel
- Dennenrode - boerderij bij Grubbenvorst in Limburg
- Develstein - voormalig kasteel in Zwijndrecht in Zuid-Holland
- Echtenstein - hier ontstaan nieuwe straten, zie verderop
- Eeftink - boerderij bij Winterswijk in Gelderland
- Egeldonk - boerderij bij Zundert in Noord-Brabant
- Elsrijkdreef - voormalige boerderij in Amstelveen
- Darlingstraat - rivier in Australië
- Demerarastraat - rivier in Guyana

Wijk Nieuw Echtenstein/Eeftink: Namen in Zuid-Afrika
- Emanzana - natuurreservaat in Zuid-Afrika ten oosten van Johannesburg
- Emfuleni - gemeente in Zuid-Afrika in de provincie Gauteng
- Empangeni - stad in Zuid-Afrika in de provincie KwazoeloeNatal
- Endumenie - stad in Zuid-Afrika (was Dundee) - in de provincie Kwazoeloe-Natal
- Entabeni - safaripark in de regio Limpogo, province Capricorn - Waterberg Stad in Zuid-Afrika
- Engobo - stad in Zuid-Afrika in de provincie Oost-Kaap
- Ethosa - wildpark in Namibië in Zuid-Afrika
- Egoli - en -plein - is de Zoeloenaam voor Johannesburg in Zuid-Afrika
- Edumbe - stad in Zuid-Afrika in de provincie Kwazoeloe - Natal
- Elim - stad in Zuid-Afrika in de provincie Westkaap
- Edenville - stad in Zuid-Afrika in de provincie Vrijstaat
- Enkangala - dorp in Zuid-Afrika in de provincie Mpumalanga
- Ethekwini - stad (was Durban) - in de Zuid-Afrikaanse provincie Kwazoeloe - Natal
- Emalakleni, gemeente in de Zuid-Afrikaanse provincie Mpumalanga
- Edenburg - dorp in Zuid-Afrika in de provincie Vrijstaat
- Enkeldoorn - dorp (is Chivhu) - in de Zimbabwaanse provincie Mashonaland East
- Elberveld - dorp in Zuid-Afrika in de provincie Oost-Kaap
- Eerstegeluk - buitenwijk in de Zuid-Afrikaanse provincie Limpopo
- Eksteenfontein - nederzetting in de Zuid-Afrikaanse gemeente Richtersveld
- Eversdal - wijk in de Zuid-Afrikaanse stad Kaapstad
- Eensgevonden - wijk in de Zuid-Afrikaanse provincie KwaZoeloe-Natal

#### F-buurt
- Fleerde - herenhuis bij Bergharen in Gelderland
- Florijn - boerderij in Groenlo in Gelderland
- Frissenstein - herenhuis te Deil in Gelderland
- Flierbosdreef - boerderij bij Wouw in Noord-Brabant
- Ganzenhoefpad - boerderij aan de Vecht in de provincie Utrecht
- Claus von Amsbergstraat (1926-2002) - Prins der Nederlanden
- Andrej Sacharovstraat (1921-1989) - activist en strijder voor mensenrechten uit Rusland afkomstig
- Raoul Wallenbergstraat en -hofje (1912 - ?) - Zweeds diplomaat en mensenrechten strijder
- Chico Mendesstraat (1944-1988) - Braziliaans actievoerder
- Milovan Djilasstraat (1911-1997) - Joegoslavisch mensenrechten activist
- Martin Ennalsstraat en -plein (1927-1991) - Verdediger van mensenrechten
- Humberto Delgadoplein (1906-1965) - Portugees generaal
- Janusz Korczakstraat - Poolse arts en onderwijzer
- Raphael Lemkinstraat (1901-1959) - Pools Joodse jurist
- Sean McBridestraat (1904-1988) - Ierse politicoloog
- Martin Niemöllerstraat (1892-1984) - Duits predikant en vredesactivist
- Ken Saro Wiwastraat (1941-1995) - Nigeriaans schrijver en politiek activist
- Nadezjda Mandelstamstraat (1899-1980) - Russische dissidente
- Elizabeth Cady Stantonplein (1815-1902) - Amerikaanse suffragette en burgerrechtenactiviste
- Patrice Lumumbastraat (1925-1961) - Congolees politicus

#### G-buurt
- Geerdink-hofweg - veldnaam bij Tubbergen in Gelderland
- Geerdink-hof - veldnaam bij Tubbergen in Gelderland
- Groesbeekdreef - boerderij bij Groesbeek in Gelderland
- Gerenstein - herenhuis bij Woudenberg in de provincie Utrecht
- Gravestein - naam van een Surinaamse plantage
- Geldershoofd - Gelders Hoofd; voormalige buitenpaats bij Brummen in Gelderland
- Ganzenhoef - boerderij bij Maarsseveen aan de Vecht
- Ganzenhoefpad – boerderij bij Maarsseveen aan de Vecht
- Gouden Leeuw - boerderij in de Haarlemmermeer in Noord-Holland
- Groenhoven - boerderij bij Loosduinen in Zuid-Holland
- 's-Gravendijkdreef - boerderij te Noordwijkerhout in Zuid-Holland
- Gulden Kruispad - herenhuis in Beverwijk in Noord-Holland
- Gulden Kruis - herenhuis in Beverwijk in Noord-Holland
- Gooioord - herenhuis in Bussum in Noord-Holland
- Groeneveen - herenhuis in Velsen in Noord-Holland
- Grunder - boerderij bij Losser in Overijssel
- Garstkamp - boerderij bij Beesd in Gelderland
- Grubbehoeve - boerderij bij Tubbergen in Gelderland
- Geinwijk - boerderij aan het riviertje het Gein
- Gliphoeve - voorheen de huidige flats Gravestein (west) en Geldershoofd (oost)

Nieuwe straten bij Grunder: de onderstaande namen vallen onder het thema sociaal en tevreden wonen
- Gaandeweg
- Galantstraat
- Glitterstraat
- Eerste Glanshof
- Tweede Glanshof

Feministes en voorvechtsters voor mensenrechten en leiders slavenopstand in Suriname:
- Edith Magnusstraat (1925-1993) - voorvechtster van lesbische vrouwen
- Joke Smitstraat (1933-1981) - Nederlands feministe
- A.A. de Lannoy-Willemsstraat (1913-1983) - Statenlid op Curaçao
- Sophie Redmondplein (1907-1955) - eerste vrouwelijke arts in Suriname
- Catharina van Tussenbroekstraat (1852-1925) - een van de eerste vrouwelijke artsen
- Johanna Naberstraat (1859-1941) - Nederlands feministe
- Mathilde Berdenis van Berlekomstraat (1862-1952) - Nederlands feministe en socialiste
- Rosa Luxemburgstraat (1870-1919) - Duitse politica en marxiste
- Isabella Richaardsstraat (1904-1985) - eerste vrouw in het parlement van Suriname
- Raden Adjeng Kartinistraat (1879-1904) - Indonesische publiciste en voorvechtster mensenrechten
- Oermilla Terwariestraat (1922-1990) - Eerste voorzitster van Santam Dharm, een Hindoestaanse vrouwenbeweging
- Bertha von Suttnerstraat (1848-1914) - Oostenrijkse schrijfster en pacifiste
- Efua Sutherlandstraat (1924-1996) - Ghanese schrijfster en actrice
- Elisabeth Samsonstraat (1715-1771) - Surinaamse zakenvrouw
- Harriet Freezerstraat (1911-1971) - Nederlands letterkundige en journaliste
- Annie Romeinplein (1896-1978) - Nederlands schrijfster en historica
- Emmeline Pankhurststraat (1852-1928) - voorvechtster voor het vrouwenkiesrecht in Engeland
- Anna Vockstraat (1884-1962) - voorzitster van het Schweizerisches Freundschaft Verband
- Asta Elstakstraat (1917-1994) - Surinaamse voorvechtster
- Tulastraat - leider van de slavenopstand in 1795 op Curaçao
- Karpatastraat (Bastiaan) - leider van de slavenopstand in 1795 in Suriname
- Baronstraat - leider van de slavenopstand in Suriname
- Luthuliplein (Albert) (1898-1967) - voormalig president van het Zuid-Afrikaanse ANC
- Jolicoeurstraat - leider slavenopstand in Suriname
- Mathurastraat - verzetsman tegen de slavernij in Suriname

#### H-buurt
- Foppingadreef - boerenhofstede bij Dronrijp in Friesland
- Flierbosdreef - boerderij bij Wouw in Noord-Brabant
- Hoogoorddreef - herenhuis in Hilversum
- Hoekenrode - boerderij in de Bilt in de provincie Utrecht
- Hoorneboeg - landgoed in Hilversum
- Haardstee - boerderij in Steenderen in Gelderland
- Hoptille - buurt bij Hijlaard in Friesland
- Hoogoord - herenhuis in Hilversum
- Hofgeest - herenhuis in Velsen in Noord-Holland
- Haag en Veld - herenhuis in Velsen in Noord-Holland
- Hogevecht - herenhuis aan de Vecht in de provincie Utrecht
- Horsterberg - herenhuis bij Obdam in Noord-Holland
- Hakfort - kasteel bij Vorden in Gelderland
- Huigenbos - boerderij bij Scherpenzeel in Gelderland
- Heesterveld - boerderij bij Nuland in Noord-Brabant
- Huntum - boerderij bij Nuland in Noord-Brabant
- Huntumdreef - boerderij bij Nuland in Noord-Brabant
- Bullewijkpad - riviertje bij Ouderkerk aan de Amstel

#### Vogeltjeswei
- Troepiaalsingel
- Pikoletstraat
- Putterplantsoen
- Blauwdasstraat
- Suikerdiefjestraat
- Geelbekstraat

#### K-buurt
- Karspeldreef - Kerspel, verband met voormalige gemeente Weesperkarspel wat nu Bijlmermeer is
- Kromwijk en -dreef - herenhuis in Tienhoven in de provincie Utrecht
- Koningshoef - boerderij bij Dussen in Noord-Brabant
- Kleiburg - voormalige boerderij in de Bijlmermeer
- Kantershof en -pad - boerderij bij Bunde in Limburg
- Koornhorst - boerderij bij Bergh in Gelderland
- Kouwenoord - boerderij bij Kesteren in Gelderland
- Klieverink - boerderij bij Losser in Overijssel
- Kraaiennest - huis en fort bij Breukelen in de provincie Utrecht
- Kempering - boerderij bij Tubbergen in Overijssel
- Kralenbeek - herenhuis bij Velsen in Noord-Holland
- Kelbergen en -pad - herenhuis in Brummen in Gelderland
- Kikkenstein - herenhuis bij Loenen in de provincie Utrecht
- Kruitberg - herenhuis bij Santpoort in Noord-Holland
- Kortvoort - buurtschap bij Oss in Noord-Brabant
- Kagelinkade - boerderij bij Diepenheim in Overijssel
- Kneppelweg - boerderij bij Eefde in Gelderland
- Kloekhorststraat - boerderij bij Lochem in Gelderland
- Krimpertplein - boerderij bij Laren in Gelderland
- Koppenburglaan - boerderij bij Lathum in Gelderland
- Kemminkhorstweg - boerderij bij Dalfsen in Overijssel
- Kolfschotenstraat - landgoed bij Scherpenzeel in Gelderland
- Kuilsenhofweg - boerderij bij Beek en Nijmegen in Gelderland
- Kormelinkweg - boerderij bij Eibergen in Gelderland
- Kouwenoordweg - boerderij bij Kesteren in Gelderland
- Klieverinkweg - boerderij bij Losser in Overijssel
- Gooise Kant - vernoemd naar de Gooiseweg (S112)
- Kopkewierpad - vernoemd naar Marrum (Kopkwier), een Terpdorp in Friesland (Noardeast-Fryslân)
- Krommehoekstraat - buurtschap bij Biggekerke in Zeeland

Namen van palmsoorten
- Arenpalmstraat - palmsoort ook wel suikerpalm genoemd
- Dadelpalmstraat - palmsoort waar de eetbare dadels aan groeien
- Dwergpalmstraat - behoort bij de soort van waaierpalmen
- Oliepalmstraat - leverancier van de veelgebruikte palmolie
- Lontarpalmstraat - ook wel fanpalm genoemd
- Kokospalmhof - de palm van de kokosnoot
- Kamerpalmhof - verwant aan de vetplant
- Koningspalmplein - wordt als de mooiste palm beschouwd
- Koolpalmhof - ook wel cabbagetree of graspalm genoemd

Namen van groenten-, kruiden- en fruitsoorten
- Kemangiestraat - kruid ook wel citroenbasilicum genoemd
- 1e, 2e en 3e Kekerstraat - peulvruchtensoort
- Krulslaplantsoen - variant van kropsla
- Kraailookstraat - zeldzame witte looksoort
- Krootstraat - andere naam voor rode biet
- Krombekstraat - witte bonen ras
- Kerstomaatplantsoen - soort tomaat ook wel cherrytomaat genoemd
- Kervelplantsoen - kruid in de middeleeuwen te vinden in kloostertuinen
- Kemiriestraat - een noot die op amandel lijkt
- Kerriestraat - kruidenmengsel afkomstig uit India
- Korianderstraat - wordt ook wel wantsenkruid genoemd
- Klaroenstraat - bladgroente afkomstig uit Suriname
- Komijnstraat - plant die lijkt op venkel
- Koolrabistraat - koolrabi is een van de vele teeltvormen van kool
- Kousenbandstraat - lijkt op een uitgerekte sperzieboon
- Kleefkruidstraat - de plant dankt haar naam aan het feit dat ze vast blijft zitten aan alles wat erlangs strijkt
- Kleine Pimpernelstraat - wordt ook wel bloedkruid genoemd
- Klaverbladstraat – etymologie van het woord klaver is onzeker

### Bullewijk

#### Kantorenpark Zuidoost
- Haaksbergweg - genoemd naar Haaksbergen (Ov.)
- Herikenbergweg - heuvel bij Herike gemeente Markelo (Ov.)
- Hessenbergweg - heuvel bij Heerlerheide (Heksenberg) (L.)
- Hettenheuvelweg - heuvel bij Bergh (Gld.)
- Haarlerbergweg - heuvel bij Haarle (Ov.)
- Holterbergweg - heuvel bij Holten (Ov.)
- Hondsrugweg - heuvelrug in Drenthe (Dr.)
- Hullenbergweg - heuvel bij Bennekom (Gld.)
- Hogehilweg - hoogte bij Domburg (Zld.)
- Keienbergweg - heuvel tussen Velp en Beekhuizen (Gld.)
- Kollenbergweg - heuvel ten oosten van Sittard (L.)
- Klokkenbergweg - heuvel bij Nijmegen (Gld.)
- Kuiperbergweg - heuvel bij Ootmarsum (Ov.)
- Lemelerbergweg - heuvel bij Lemele (Ov.)
- Laarderhoogtweg - heuvel bij Laren (NH.)
- Luttenbergweg - heuvel bij Raalte (Ov.)
- Muntbergweg - heuvel bij Groesbeek (Gld.)
- Meibergweg - heuvel bij Berg en Dal (Gld.)
- Paasheuvelweg - heuvel bij Vierhouten (Gld.)
- Paalbergweg - heuvel bij Ermelo en Speuld (Gld.)
- Pietersbergweg - heuvel zuidelijk van Maastricht (L.)
- Schepenbergweg - heuvel bij Meerssen (L.)
- Sijsjesbergweg - heuvel bij Huizen (NH.)
- Schurenbergweg - heuvel bij Hoensbroek (L.)
- Snijdersbergweg - heuvel bij Geulle (L.)
- Stekkenbergweg - heuvel bij Blaricum (NH.)
- Tafelbergweg - heuvel bij Blaricum (NH.)
- Arena Boulevard - genoemd naar voetbalstadion Amsterdam ArenA, thuishaven van voetbalvereniging FC Ajax
- De Loper - toegangsweg naar stadion ArenA
- De Corridor - toegangsweg naar stadion ArenA
- De Entree - toegangsweg naar stadion ArenA
- De Passage - toegangsweg naar stadion ArenA
- Burgemeester Straman weg - was een Nederlands burgemeester

### Gaasperdam
In Gaasperdam zijn de straten voornamelijk vernoemd naar plaatsen, dorpen en gemeenten in Nederland, Amsterdamse verzetsmensen en Amsterdamse wethouders. Gaasperdam is genoemd naar de vroegere buurtschap Gaasperdam die lag aan het riviertje de Gaasp dat ten oosten van de wijk te vinden is.

#### Nellestein
- Nellesteinpad - Huis bij Maarn in de provincie Utrecht
- Langbroekdreef - Dorp in de provincie Utrecht
- Langbroekpad - Dorp in de provincie Utrecht
- Lexmondhof - Plaats aan de Lek in Zuid-Holland
- Leusdenhof - Plaats in de provincie Utrecht
- Liendenhof - Dorp bij Buren in Gelderland
- Leerdamhof - Plaats aan de Linge in Zuid-Holland
- Loenendreef - Dorp aan de Vecht in de provincie Utrecht
- Lopikhof - Dorp in de Lopikerwaard in de provincie Utrecht
- Loosdrechtdreef - Dorp in de provincie Utrecht
- Gaasperparkpad - Rivier de Gaasp in Amsterdam-Zuidoost
- Gaasperdammerweg - Rivier de Gaasp in Amsterdam-Zuidoost
- Driemondweg - Genoemd naar dorp Driemond in Amsterdam -Zuidoost

#### Holendrecht
- Holendrechtplein - Riviertje in de nabijheid van Amsterdam-Zuidoost
- Ochtenhof - Dorp aan de Waal in de Betuwe in Gelderland
- Opheusdenhof - Dorp in de Betuwe in Gelderland
- Oudenrijnlaan - Dorp ten westen van de stad Utrecht
- Ommerenhof - Plaats in de Neder Betuwe in Gelderland
- Opijnenhof - Dorp in de Tielerwaard in Gelderland
- Ophemerthof - Dorp aan de Waal bij Tiel
- Maasdrielhof - Dorp aan de Maas in Gelderland
- Montfoorthof - Plaats aan de Hollandse IJssel
- De Meernhof - Dorp westelijk van de stad Utrecht
- Millingenhof - Dorp aan de Rijn in Gelderland
- Meibergdreef - Heuvel bij Berg en Dal in Gelderland
- Mijndenhof - Dorp aan de Vecht in de provincie Utrecht
- Mijehof - Dorp in Zuid-Holland aan het gelijknamige riviertje
- Maldenhof - Dorp in het Land van Maas en Waal in Gelderland
- Meerkerkdreef - Plaats aan het Merwedekanaal
- Maarssenhof - Dorp aan de Vecht in de provincie Utrecht
- Niftrikhof - Dorp in het Land van Maas en Waal in Gelderland
- Nigtevechthof - Dorp aan het Amsterdam-Rijnkanaal in de provincie Utrecht
- Nieuwlandhof - Dorp in de Neder Betuwe in Gelderland
- Nieuwersluishof - Dorp aan de Vecht in de provincie Utrecht
- Nieuwegeinlaan - Plaats zuidelijk van de stad Utrecht
- Renkumhof - Plaats aan de Rijn in Gelderland
- Randwijkhof - Plaats in Gelderland

#### Reigersbos

##### Reigersbos I
- Puiflijkpad - Dorp in het land van Maas en Waal
- Portengenstraat - Dorp bij Breukelen in de provincie Utrecht
- Polsbroekstraat - Dorp in de Lopikerwaard
- Poederooienstraat - Dorp aan de Maas
- Passewaaijgracht - Buurt in de gemeente Tiel
- Pannerdenstraat - Dorp in Gelderland
- Papendrechtstraat - Plaats in Zuid-Holland
- Parkhof - aan park gelegen buurtje in Reigersbos I
- Peursumstraat - Dorp in Zuid-Holland
- Renswoudestraat - Dorp in de Gelderse Vallei
- Remmerdenplein - Buurt in de gemeente Rhenen
- Ruiseveenpad - Buurt bij Veenendaal
- Reigersbospad - Voormalige boerderij aan de Abcouder straatweg
- Renkumhof - Plaats aan de Rijn in Gelderland
- Reeuwijkplein - Dorp in Zuid-Holland
- Rossumplein - Plaats in de Bommelerwaard in Gelderland

##### Reigersbos II
- Reigersbos - Voormalige boerderij aan de Abcouderstraatweg
- Ravenswaaijpad - Dorp in de gemeente Maurik in de Betuwe
- Renooijplein - Plaats aan de Linge in Gelderland
- Soestdijkstraat - Dorp in de gemeente Soest in de provincie Utrecht
- Soesterberghof - Dorp in de gemeente Soest in de provincie Utrecht
- Schalkwijkpad - Dorp in de provincie Utrecht
- Schaarsbergen staat - Dorp bij de Hoge Veluwe in Gelderland
- Scherpenzeelstraat - Dorp in de Gelderse Vallei
- Schoonhovendreef - Stad aan de Lek in Zuid-Holland
- Sliedrechtstraat - Plaats aan de Merwede in Zuid-Holland
- Snellerwaardgracht - Dorp aan de Hollandse IJssel
- Schelluidenstraat - Dorp bij Gorinchem
- Schonerwoerdstraat - Dorp in Zuid-Holland

##### Reigersbos III
- Tienraaikade - Dorp in de gemeente Meerlo-Wanssum in Limburg
- Tekkopstraat - Dorp in de gemeente Woerden
- Tefelenstraat - Dorp aan de Maas in Noord-Brabant
- Teugestraat - Dorp in de gemeente Voorst in Gelderland
- Tongerenstraat - Buurt bij Epe in Gelderland
- Tolkamerstraat - Dorp bij Lobith in Gelderland
- Tjepmapad - Buitenplaats bij Vleuten in de provincie Utrecht
- Twellostraat - Dorp in de gemeente Voorst in Gelderland
- Tuilstraat - Dorp aan de Waal
- Tondenpad - Buurt bij Brummen in Gelderland
- Tielstraat - Stad in de Betuwe in Gelderland
- Toutenburgstraat - Ruïne van een kasteel bij Vollenhove in Overijssel
- Tegelarijpad - Boerderij in Maasniel in Limburg
- Trichtstraat - Dorp aan de Linge in Gelderland
- Teteringenstraat - Dorp bij Breda in Noord-Brabant

##### Reigersbos IV
- Schelluinenstraat - Dorp bij Gorinchem in Zuid-Holland
- Schonerwoerdstraat - Dorp (Schoonrewoerd) in Zuid-Holland
- Schovenhorstpad - Buitenplaats bij Putten in Gelderland.
- Sieverdinkpad - Boerderij bij Winterswijk in Gelderland.
- Singravenpad - Havezate bij Denekamp Overijssel
- Snodenhoekpark - Buurt bij Elst, Gelderland
- Snorrenhoefstraat - Buurt bij Leusden in provincie Utrecht
- Suideraspad - Landgoed bij Warnsveld in Gelderland
- Salenteinpad - Buitenplaats bij Nijkerk in Gelderland
- Steengroevenpad - Buitenplaats bij Winterswijk in Gelderland
- Spankerenkade - Dorp bij Dieren in Gelderland
- Spakenburgstraat - Dorp in Utrecht
- Sommelsdijkstraat - Dorp op eiland Overflakkee in Zuid-Holland
- Slikkerveerstraat - Dorp aan de Lek in Zuid-Holland
- Slichtenhorststraat - Buurt bij Nijkerk in Gelderland
- Schaikstraat - Dorp (Schaijk) bij Ravenstein in Noord-Brabant
- Sinderenstraat - Buurt bij Varsseveld in Gelderland
- Simonshavenstraat - Dorp op het Zuid-Hollandse eiland Putten
- Snelleveldstraat - Buurt aan de Waal in Gelderland
- Spengenpad - Buurt bij Kockengen in de provincie Utrecht
- Speuldestraat - Buurt (Speuld) bij Ermelo in Gelderland
- Sleewijkstraat - Dorp (Sleeuwijk) bij Gorinchem in Zuid-Holland
- Silvoldestraat - Dorp aan de Oude IJssel in Gelderland

#### Gein

##### Gein I
De vier wijken met de naam Gein zijn genoemd naar het riviertje het Gein aan de oostkant van de wijk Gaasperdam.
- Varikstraat - Plaats in de Tielerwaard in Gelderland
- Veenendaalplein - Plaats in de Gelderse Vallei in Utrecht
- Vleutenstraat - Plaats Utrecht
- Vianenstraat - Stad aan de Lek in Utrecht
- Veldhuizenstraat - Dorp Utrecht
- Vreelandplein - Dorp aan de Vecht in Utrecht
- Voorthuizenstraat - Dorp in de gemeente Barneveld in Gelderland
- Vreeswijkpad - Plaats in Utrecht
- Wamelplein - Dorp in het Land van Maas en Waal
- Wamelstraat - Dorp in het land van Maas en Waal
- Wageningendreef - Plaats in Gelderland
- Wisseloord - Herenhuis bij 's-Graveland
- Wisseloordplein - Herenhuis bij 's-Graveland

##### Gein II
- Schoonhovendreef - Stad in Zuid-Holland
- Steenderenstraat - Dorp bij Doesburg
- Stellendamstraat - Dorp op eiland Goeree
- Staverdenplein - Buurt bij Ermelo in Gelderland
- Streefkerkstraat - Dorp in de Alblasserwaard
- Stoutenburggracht - Dorp bij Hoevelaken
- Westbroekplein - Dorp in de provincie Utrecht
- Westbroekstraat - Dorp in de provincie Utrecht
- Werkendamstraat - Plaats aan de Merwede in Noord-Brabant
- Werkhovenstraat - Plaats in de provincie Utrecht
- Willeskopstraat - Plaats in de provincie Utrecht
- Woudrichemstraat - Plaats in Noord-Brabant
- Wageningendreef - Plaats in Gelderland

##### Gein III
Verzetshelden:
- Siebren van der Baanhof
- Lambert Rimastraat
- Jelle Posthumapad
- Willem Gerresepad
- Hendrik Godfroidhof
- Helena Kuipers-Rietberghof
- Hendrik Hosstraat
- Jacob Krusestraat
- Cornelis Aarnoutstraat
- Anne Kooistrahof
- Willem Gertenbachstraat
- Pieter van der Meulenhof
- Gerrit van den Boschpad
- Maria Snelplantsoen
- Jan Nautahof
- Hendrik Veldhuishof
- Jan van der Neuthof
- Johan Schamppad
- Jan Somerhof

##### Gein IV
Amsterdamse wethouders:
- Jan Schaeferpad (Johannes Lodewijk Nicolaas) (1940-1994) - Amsterdams wethouder in 1978-1986
- Wethouder Steinmetz straat (Willem) (1891-1968) - Amsterdams wethouder in 1948-1962
- Wethouder de Vries-plantsoen (Simon) (1869-1961) - Amsterdams wethouder in 1919-1925
- Wethouder in 't Veldstraat (Arie) - Amsterdams wethouder in 1948-1962
- Wethouder Insingerstraat (Albrecht Frederik) (1788-1872) - Amsterdams wethouder in 1843-1850
- Wethouder Abrahamspad (Ephraim Joseph) (1875-1954) - 9 jaar Amsterdams wethouder
- Wethouder Tabakstraat (Johannes) (1904-1978) - Amsterdams wethouder van Sociale Zaken van 1962-1968
- Wethouder Vospad (Isodoor Henry Joseph) (1887-1943) - Amsterdams wethouder in 1921-1928 en 1933-1935
- Wethouder Serrurier straat (Louis) (1844-1916) - 15 jaar Amsterdams wethouder
- Wethouder Wierdelsstraat (Ferdnandus J.A.M.) (1862-1935) - Amsterdams wethouder in 1919-1925
- Wethouder Driessenstraat (Bernard Herman Maria) (1828-1896) - Amsterdams wethouder in 1886-1891
- Wethouder Den Hertogstraat (Herman Johannes) (1872-1952) - Amsterdams wethouder in 1914-1921
- Wethouder Ed Polakstraat (Eduard) (1880-1962) - Amsterdams wethouder in 1923-1927 en 1929-1933
- Wethouder Ramstraat (Bernard) (1894-1982) - Amsterdams wethouder van Arbeidszaken
- Wethouder Seegersplein (Leendert) (1891-1970) - Amsterdams wethouder in 1945-1948
- Wethouder Van Wijckstraat (Franciscus) (1901-1970) - Amsterdams wethouder van onder meer Gemeente Belangen
- Wethouder De Roosplein (Albertus) (1900-1978) - 17 jaar Amsterdams wethouder

#### Driemond
Dorp Driemond aan de Gaasp en het Amsterdam-Rijnkanaal is een deel van Amsterdam-Zuidoost.
- Zomerstraat
- Herfststraat
- Lentestraat
- Winterstraat
- Seizoenenstraat
- Jaargetijden
- Zonnehof
- Burgemeester Kasteleinstraat
- Burgemeester Mulstraat
- Burgemeester Bletzstraat
- J. Kruiswijkhof
- Welsumerstraat (Kippenras)
- Wijandottestraat (Kippenras)
- Barnevelderstraat (Kippenras)
- Leghornstraat (Kippenras)
- Lange Stammerdijk
- Stammerlandweg
- Kanaaldijk West
- Zandpad Driemond
- Sluispad

## Stadsdeel Noord
Buurten in stadsdeel Noord (officiële lijst):
- Volewijck
- IJplein en Vogelbuurt
- Tuindorp Nieuwendam
- Tuindorp Buiksloot
- Nieuwendammerdijk en Buiksloterdijk
- Tuindorp Oostzaan
- Oostzanerwerf
- Molenwijk
- Kadoelen
- Waterlandpleinbuurt
- Buikslotermeer
- Banne Buiksloot
- Buiksloterham

Straatnamen (behalve Banne Buikslootlaan) in Buiksloterham zijn ontleend aan scheepstypen en begrippen uit de scheepvaart.
- Aakstraat
- Ankerplaats
- Bezaanjachtplein
- Barkpad
- Beurtschipper
- Blazerpad
- Botterstraat
- Crabschuitstraat
- Dekschuitstraat
- Fluitschipstraat
- Fokkemast
- Fregatstraat
- Galjoenstraat
- Karveelstraat
- Koopvaardersplansoen
- Klipperstraat
- Kofschipstraat
- Korvetpad
- Lichterstraat
- Loggerhof
- Loodskotterhof
- Midscheeps
- Parlevinker
- Pinasstraat
- Raderbootstraat
- Schepenlaan
- Schoenerstraat
- Statenjachtstraat
- Tjalkstraat
- Treilerhof
- Viermasterstraat
- Vikingpad
- Vishoekerpad
- Westerlengte
- Zeevaarthof

- Nieuwendammerham
- Landelijk Noord (met de dorpen Zunderdorp, Ransdorp, Holysloot, Durgerdam en Schellingwoude) (Volgens SI: 'Waterland', behoort tot regio Waterland)

Buurten en wijken in stadsdeel Amsterdam-Noord
- Volewijck
- IJplein en Vogelbuurt
- Tuindorp Nieuwendam
- Tuindorp Buiksloot
- Floradorp
- Nieuwendammerdijk en Buiksloterdijk
- Tuindorp Oostzaan
- Oostzanerwerf
- Kadoelen
- Waterlandpleinbuurt
- Buikslotermeer
- Banne Noord en Banne Zuid
- Jeugdland
- Banne Buiksloot
- Buiksloterham
- Nieuwendammerham
- Landelijk Noord

De dorpen van Landelijk Noord zijn: Buiksloot - Nieuwendam - Zunderdorp - Ransdorp - Schellingwoude - Durgerdam - Holysloot en delen van Oostzaan en Landsmeer

### Dijkdorpen
Voor de annexatie door Amsterdam in 1921 bestonden er al aantal dijkdorpen aan de Waterlandse Zeedijk:
- Buiksloterdijk
- Landsmeerderdijk
- Nieuwendammerdijk
- Oostzanerdijk
- Schellingwouderdijk

### Landelijk Noord
In Landelijk Noord (gebied ten noorden van de Ringweg) - zijn er in de dorpen Durgerdam, Holysloot, 't Nopeind, Ransdorp en Zunderdorp straatnamen als:
- Achtergouwtje
- Bloemendalergouw
- Broekergouw
- Buikslotermeerdijk
- Dorps straat Holysloot
- Dorpsweg Ransdorp
- Durgerdammerdijk
- Durgerdammergouw
- Kerklaan Zunderdorp
- Liergouw
- Nieuwe Gouw
- 't Nopeind
- Poppendammergouw
- Termietergouw
- Uitdammerdijk
- Zunderdorper-gouw

#### Locaties in Noord
- Grote Die, plas in Amsterdam-Noord, ongeveer 8000 m²
- Kleine Die, plas in Amsterdam-Noord, ongeveer 3000 m²
- Kerkepad, bij de kerk van Nieuwendam

### Van der Pekbuurt
In de Van der Pekbuurt zijn de meeste straten genoemd naar planten en bomen:
- Akkerwinde
- Andoorn
- Aster
- Aurikel
- Azalea
- Begonia
- Berberis
- Bieslook
- Bitterzoet
- Brem
- Campanula
- Chrysant
- Clematis
- Distel
- Dotterbloem
- Dovenetel
- Duindoorn
- Duizendschoon
- Els
- Ereprijs
- Fresia
- Ganzebloem
- Gentiaan
- Geranium
- Gras
- Haagwinde
- Hagedoorn
- Heggerank
- Heliotroop
- Hondsdraf
- Hortensia
- Hulst
- Jasmijn
- Kamille
- Kamperfoelie
- Klaprozen
- Klaver
- Klimop
- Korenbloem
- Kropaar
- Latherus
- Lavas
- Lavendel
- Lupine
- Magnolia
- Malva
- Marjolein
- Meidoorn
- Mos
- Muurbloem
- Nigelle
- Ogentroost
- Oleander
- Papaver
- Pinksterbloem
- Pirola
- Ribes
- Ranonkel
- Reseda
- Silene
- Sleutelbloem
- Struisgras
- Varen
- Veldbies
- Vlier
- Weegbree
- Wilg
- Wingerd
- Witbol
- Zilverschoon

Enkele uitzonderingen zijn:
- Jan Ernst van der Pek (1865-1919) - Amsterdams architect
- Jac. P. Thijsse (1865-1945) - Nederlands onderwijzer en leraar, oprichter van Natuurmonumenten
- Spanje '36-'39, een verwijzing naar de Spaanse Burgeroorlog

### Vogelbuurt
- Adelaar (roofvogel)
- Albatros
- Eend
- Ekster
- Fazant
- Flamingo
- Gans
- Havik
- Kalkoen
- Kanarie
- Kievitstraat
- Koekoekstraat en -plein
- Kolibrie
- Kraai
- Kwartel
- Leeuwerik
- Lijster
- Mees
- Meeuw-enlaan
- Merel
- Mus
- Nachtegaal
- Ooievaar
- Pelikaan
- Pluvier
- Putter
- Reiger
- Rietzanger
- Sijs
- Specht
- Sperwer
- Spreeuw
- Valk
- Wielewaal
- Zwaan
- Zwaluw

### Waterlandbuurt
Straten vernoemd naar dorpen en steden in Noord-Holland:
- Aagtdorp
- Alkmaar
- Andijk
- Avenhorn
- Baanakker
- Bakkum
- Beemster
- Berkhout
- Beverwijk
- Blokker
- Bovenkarspel
- Breehorn
- Buikslotermeer
- Bussum
- Callantsoog
- Den Burg
- Den Helder
- Dirkshorn
- Edam
- Egmond
- Eierland
- Enkhuizen
- Graftdijk
- Groet
- Hensbroek
- Hilversum
- Hoogwoud
- Hoorn
- Ilpendam
- Katrijp
- Koedijk
- Kwadijk
- Medemblik
- Middelie
- Monnikendam
- Nibbixwoud
- Nieuwendam
- Oosterend
- Oosthuizen
- Opperdoes
- Oterleek
- Oudorp
- Overveen
- Petten
- Purmer
- Scharwoude
- Schellingwoude
- Schermer
- Schoorl
- Schouw
- Slootdorp
- Stompetoren
- Ursem
- Venhuizen
- Volendam
- Watergang
- Wervershoof
- Westwoude
- Wieringerwaard
- Wijdenes
- Wognum
- Zandvoort
- Zwaag

#### Natuurbuurt
Niet alleen naar dorpen, maar ook naar natuurgebieden zijn straten vernoemd:
- Amerbos - natuurgebied bij Amen in de provincie Drenthe
- Baanakker - natuurmonument bij Jisp en Wormer
- Balgzand - zandplaat voor de kust
- Breezand - zandplaat voor de kust
- Corversbos - bos in de buurt van Hilversum
- Dijkmanshuizen - buurtschap en natuurgebied op Texel
- Duinlust - natuurmonument bij Bloemendaal en Overveen
- Gooilust - landgoed te 's-Graveland
- Grootslag - polder bij Enkhuizen
- Hildsven - ven in de gemeente Moergestel (provincie Noord-Brabant)
- Hilverbeek - landgoed te 's-Graveland
- Houdringe - natuurgebied bij De Bilt
- IJdoorn - natuurgebied bij Durgerdam
- Ilperveld - natuurgebied nabij Amsterdam van stichting Landschap Noord-Holland
- Imbos - heuveltop op de Veluwe
- Jisperveld - onderdeel van het Wormer- en Jisperveld
- Kampina - natuurgebied in de provincie Noord-Brabant, gelegen tussen Boxtel en Oisterwijk
- Kennemerduinen - Nationaal Park bij Haarlem
- Loenermark - heidegebied op de Veluwe
- Mariëndaal - landgoed tussen Oosterbeek en Arnhem
- Mastbos - bos ten zuiden van Breda
- Naardermeer - meer bij Naarden, eerste natuurgebied van de Vereniging tot Behoud van Natuurmonumenten
- Savelsbos - bos bij Maastricht
- Slufter - natuurgebied op Texel
- Spanderswoud - landgoed te 's-Graveland
- Spelderholt - natuurgebied op de Veluwe
- Waalenburg - natuurgebied op Texel
- Westerduinen - natuurgebied op Texel
- Wildrijk - natuurgebied in Zijpe

Meer algemene namen zijn:
- Waterland - gebied ten noorden van Amsterdam
- Zuiderzee - sinds de afsluiting in 1932 het IJsselmeer

#### Station Noord
In de omgeving van metrostation Noord (Noord/Zuidlijn) namen van belangrijke spoorwegstations in Europese hoofdsteden:
- Gare du Nord (Parijs)
- Termini (Rome)
- King's Cross (Londen)

#### Eilandenbuurt
Een buurt met straten vernoemd naar (voormalige) - eilanden in Nederland:
- Ameland
- Duiveland (Schouwen-Duiveland)
- Goeree
- Hoeksche Waard
- IJsselmonde
- Noord-Beveland
- Overflakkee
- Schiermonnikoog
- Schokland
- Terschelling
- Texel
- Tholen
- Tiengemeten
- Urk
- Vlieland
- Voorne
- Wadden
- Walcheren
- Zuid-Beveland

#### Banne Noord
Scheepvaartbegrippen I
- Fokkemast
- Staghof
- Westerlengte
- Voorsteven
- Overslaghof
- Binnenvaart
- Parlevinkerpad
- Oosterlengte
- Bramzeil en -hof
- Grootzeil en -hof
- Voordewind
- Loefzijde
- Lijzijde
- Aandewind
- Fokkezeil
- Stenghof
- Masthof
- Noorderbreedte
- Reling
- Voordek
- Midscheeps
- Achterdek
- Tussendek
- Vlaggemast
- Achtersteven
- Zeevaart en -hof
- Spinaker en -hof

#### Banne Zuid
Scheepvaartbegrippen II
- Blazerpad
- Treilerhof
- Loggerhof
- Vishoekerpad
- Botterstraat
- Aakstraat
- Dekschuitstraat
- Koopvaarders-plantsoen
- Statenjachtstraat
- Vikingpad
- Kopjachtstraat
- Ankerplaats
- Lichterstraat
- Tjalkstraat
- Viermasterstraat
- Klipperstraat
- Kustvaarderstraat
- Schoenerstraat
- Barkpad
- Fluitschipstraat
- Sleepbootstraat
- Raderbootstraat
- Schepenlaan
- Pinasstraat
- Beurtschipstraat
- Kofschipstraat
- Fregatstraat
- Karveelstraat
- Bezaanjachtplein
- Loodskotterhof

#### Banne - Sportmensen en Architecten
- G.J. Scheurleerweg (1886-1948) - Nederlands tennisspeler
- J.H. Hisgenpad (1894-1927) - Nederlands cricketer
- Arnold Ingwersenpad (1882-1959) - architect van onder meer woningen in de Vogelbuurt
- Daan Roodenburghplein (1885-1972) - architect van onder meer woningen in Tuindorp Nieuwendam en ontwerper van het Ajax Stadion in de Meer in Amsterdam
- Berend Boeyingastraat (1886-1969) - architect van onder meer Tuindorp Nieuwendam en Tuindorp Oostzaan
- Hans Meerum Terwogtweg (1883-1960) - Sportverslaggever
- Jesse Owenshof (1913-1980) - Amerikaans atleet won 4 gouden plakken in 1936 (Olympische Spelen Berlijn)
- Jan Thoméepad (1886-1954) - Nederlands voetballer
- Lucien Gaudinstraat - Schermer, goud in 1924
- Spyridon Louisstraat (1873-1940) - Griekse atleet won de Marathon in 1896
- Sonja Heniepad (1912-1969) - Kunstschaatsster
- Ibrahim Moustafapad - Worstelaar op de Olympische Spelen in 1924 (Parijs)
- John Kellypad - Roeier, goud in 1920
- Bep van Klaveren boulevard (1907-1992) - Nederlands bokser
- Jacobus Willemspad (1900-1983) (Jaqcobus Matheus) - Wielrenner goud in 1924
- Lina Rudkepad (1903-1983) - Duits atlete
- George Ortonpad - Canadees atleet op de olympische spelen in 1900 in Parijs
- Abebe Bikilalaan (1932-1986) - Ethiopische Marathonloper
- Bernard Leenepad (1903-1988) - Nederlandse wielrenner
- Daan van Dijkpad (1907-1986) - Nederlandse wielrenner
- Henk Oomspad (1916-1993) - Nederlandse wielrenner
- Baron de Coubertinlaan (1863-1937) - Oprichter van de moderne Olympische Spelen
- Helene Madisonstraat (1913-1970) - Amerikaanse zwemster met 16 wereldrecords
- Fanny Durackstraat - Australische zwemster op de Olympische Spelen van 1912
- Diopter Pseudoniem van Arie Keppler (1876-1941) - was directeur van de Gemeentelijke Woningdienst Amsterdam.
- Nieuwe Purmerweg
- Buikslotermeerdijk

### Oostzanerwerf

#### Walvissenbuurt
- Belugastraat
- Bruinvisstraat
- Bultrugpad
- Butskopweg
- Dwergvinvisstraat
- Narwalstraat
- Noordkaperweg
- Orcastraat
- Potvisstraat
- Tuimelaarstraat

#### Twiske-west
- Jacob Groen-plantsoen
- Hendrik Soeteboomstraat
- Cornelis Roosstraat
- Jan Ringelstraat
- Adriaan Loosjesstraat
- Pieter Boorsmapad
- Jacob Honigstraat
- Sandwijk
- Lange Vonder
- Groenlust
- Zoutberg
- Couhornerhoek
- Nesserton, -hoek en -land
- Schelvischhoofd
- Klaas Wannen
- Roemer
- Buitendijk
- Dijkbraak
- Bombraak
- Stenen Beer
- Noorder Valdeur

#### Kermisbuurt
Circus - Kermis - Beroepen
- Bezembinderspad
- Circusplein
- Huifkarpad
- Kapkarpad
- Kermispad
- Lemoenpad
- Mandenmakerspad
- Markiespad
- Marskramersstraat
- Lemoenpad
- Orgeldraaierspad
- Platenwagenweg
- Reizigersweg
- Rollemanstraat
- Scharenslijperspad
- Schoorsteenvegerspad
- Stoelenmatterspad
- Venterspad

#### Molenwijk
- Bergmolen
- Bovenkruier
- Grondzeiler
- Handmolen
- Molenaar
- Paltrok
- Petmolen
- Rosmolen
- Schipmolen
- Spinnekop
- Standerdmolen
- Tjasker
- Torenmolen
- Walmolen
- Watermolen
- Wipmolen

### Kadoelen

#### Kadoelen
- Halteriastraat
- Diatomastraat
- Keratellastraat
- Stentorstraat
- Cosmariumstraat
- Pandorinastraat
- Vorticellaweg
- Arcellastraat
- Amoebastraat
- Astasiastraat
- Eudorinastraat
- Wilmkebreekpad
- Kadoelenweg en -pad

#### Twiske-oost
- Gerardus van der Groeplaan
- Karel F. Vastenhoudpad
- Willem Bouwhuispad
- Johannes J. Glasweg
- Thomas Prinslaan
- Pieter A. van Heijningenstraat
- Abraham de Haanstraat
- Adrianus van Waertweg
- Nathan F. Israelweg

#### Gereedschappen en werkplaatsen
Losse gereedschappen
- Aambeeldstraat
- Beitelstraat
- Boor
- Cilinderstraat
- Compressorstraat
- Regulateurstraat
- Hamerstraat
- Ketelstraat
- Koelmantelstraat
- Koppelingpad
- Spoelpompstraat
- Verstuiverstraat
- Mokerstraat
- Motorstraat
- Schaafstraat
- Spijkerstraat
- Werktuigstraat

Werkplaatsen, in de woonwijk:
- Bankwerkerijstraat
- Draaierijstraat
- Gieterijstraat
- Boomgaardlaan
- Kwekerijlaan
- Ketelmakerijstraat
- Koperslagerijstraat
- Moestuinlaan
- Zagerijstraat
- Scheepsbouwweg
- Stenendokweg
- Smederijstraat

Gebruikers van de gereedschappen:
- Boorderstraat
- Metaalbewerkerstraat
- Polijsterstraat
- Slijperstraat
- Vuurwerkerstraat
- Plaatwerkerstraat
- Gutserstraat
- IJzerwerkerstraat
- Kabelgaststraat
- Kotteraarstraat
- Kraandrijverstraat
- Strekkerweg
- Krasseurstraat
- Klinkerweg
- Tegenhouderstraat
- Nageljongenstraat
- Vlakkerweg
- Ponserweg

#### Fruitbuurt
- Aardbeistraat
- Abrikozenstraat
- Amandelstraat
- Ananasplein
- Appelweg
- Bananenstraat
- Bessenstraat
- Citroenstraat
- Dadelstraat
- Druivenstraat
- Frambozenstraat
- Goudbalpad
- Goudreinetstraat
- Juttepeerstraat
- Kampervenuspad
- Kersenstraat
- Kruisbessenstraat
- Mandarijnenstraat
- Meloenenstraat
- Moerbeienstraat
- Morellenstraat
- Notenstraat
- Pomonastraat
- Pruimenstraat
- Sinaasappelstraat
- Suikerpeerpad
- Vijgepeerpad
- Winterjanpad
- Tomatenstraat

#### Sterrenbuurt
In Tuindorp Oostzaan zijn de meeste straten genoemd naar sterren en planeten:
- Aldebaran - helderste ster in het sterrenbeeld Stier
- Algol - meestal heldere ster in het sterrenbeeld Perseus
- Andromeda
- Antares - ster
- Argo
- Betelgeuze - een van de helderste sterren in het sterrenbeeld Orion
- Castor - heldere, zesvoudige ster in het sterrenbeeld Tweelingen
- Centaurus - sterrenbeeld gelegen aan de zuidelijke hemelkoepel
- Dierenriem - gordel van zon en planeten, vastgelegd in twaalf tekens
- Dolfijn - klein sterrenbeeld aan de noordelijke hemel
- Eclips - bedekking van een ster door een ander hemellichaam
- Eenhoorn - naar het fabeldier genoemd sterrenbeeld aan de hemelequator
- Grote Beer - sterrenbeeld aan de noorderhemel
- Jupiter - grootste planeet in het zonnestelsel
- Keerkring - denkbeeldige cirkel op de aardbol, evenwijdig aan de Evenaar
- Kleine Beer - sterrenbeeld aan de noorderhemel
- Kometen - kleine hemellichamen bestaande uit ijs, gas en stof
- Kreeft
- Maan - hemellichaam dat zich in een elliptische baan om de aarde beweegt
- Mars - planeet
- Melkweg - zwak lichtende band aan de hemel, bestaande uit vele sterren
- Mercurius - planeet
- Meteoren - 'vallende sterren', brokstukken van vroegere kometen
- Uranus - planeet
- Mira - ster in het sterrenbeeld Walvis
- Sterren
- Planeten
- Pollux - helderste ster in het sterrenbeeld Tweelingen

#### Computerbuurt
- Analoogstraat
- Back-upstraat
- Binairstraat
- Computerweg
- Diskettestraat
- Displaystraat
- Hardwareweg
- Internetstraat
- Modemstraat
- Netwerkweg
- Plotterstraat
- Printerstraat
- Processorstraat
- Softwareweg
- Scannerweg
- Toetsenbordweg

#### Overhoeks
De straten zijn vernoemd naar wijken in andere steden die eenzelfde ontwikkeling, van industriegebied naar woonwijk, hebben doorgemaakt als Overhoeks.
- Batteryparkstraat - park in New York
- Bundlaan - promenade in Shanghai
- Bercylaan - een quartier in het 12e arrondissement van Parijs
- Céramiquelaan - wijk in Maastricht
- Docklandsweg - wijk en voormalig haven- en industriegebied in Londen (en Dublin)
- Hammerbystraat - wijk in Stockholm (maar dan onjuist gespeld)
- King’s Dockstraat - wijk in Liverpool
- Kitsilanostraat - wijk in Vancouver
- Lidoplein - wijk in Venetië
- Overhoeksparklaan - het toekomstige park in Overhoeks
- Princes Dockstraat - wijk in Liverpool
- Sausalitolaan - wijk in San Francisco
- Spadinalaan - wijk in Toronto
- IJpromenade - promenade langs 't IJ

#### Industrie
- Hollandia-Kattenburg - voormalige fabriek in Noord
- Ketjen - voormalig Nederlands chemiebedrijf, opgegaan in Akzo Nobel

#### Personen
Personen die te maken hadden met gezondheidszorg:
- Clara Barton (1821-1912) - eerste directeur van het Amerikaanse Rode Kruis
- W.J. Knoop (1811-1894) - mede-ijveraar voor de oprichting van het Nederlandse Rode Kruis
- Karl Landsteiner (1868-1943) - winnaar van de Nobelprijs geneeskunde in 1930
- Florence Nightingale (1820-1910) - pionier en grondlegger van de moderne verpleging

#### Architecten
- Berend Boeyinga - architect van onder meer Tuindorp Nieuwendam en Tuindorp Oostzaan
- Arnold Ingwersen - architect van onder meer woningen in de Vogelbuurt
- Willem Noorlander
- Jordanus Roodenburgh - architect van onder meer woningen in Tuindorp Nieuwendam en ontwerper van het Ajax Stadion in de Meer in Amsterdam
- Gerrit Versteeg - architect van onder meer woningen in de Vogelbuurt

#### Overige personen
- Atatürk (1881-1938) - grondlegger van het moderne Turkije
- Hendrik Cleijndert (1881-1958) - bestuurslid van Natuurmonumenten
- Cornelis Douwes (1712-1773) - directeur Amsterdamse Zeevaartschool
- Jan Drijver (1896-1963) - directeur van Natuurmonumenten
- Johan van Hasselt (1880-1945) - directeur KNSM
- Jan Herman van Heek (1873-1957) - Twentse textielfabrikant
- Julius Heinrich Hisgen (1875-1957) - cricketspeler
- Hans Meerum - Terwogt (1883-1960) - sportjournalist
- Olof Palme (1927-1986) - vermoorde premier van Zweden
- Gerard Scheurleer (1886-1948) - uitvinder van een soort hockeybal
- Familie Six - een invloedrijke families van Amsterdam
- Theo Weevers (1875-1952) - plantenfysioloog in Groningen
- Lejzer Zamenhof (1859-1917) - bedenker van het Esperanto
- Bavink - persoon uit Nescio's 'De uitvreter'
- Hoyer - persoon uit Nescio's 'De uitvreter'

## Weesp
Zie lijst van straten in Weesp

## Tijdelijke naamswijzigingen
In 1942 werden in opdracht van de bezetter de volgende straatnamen gewijzigd:
in Centrum:
- Lazarussteeg - Leprozensteeg
- Jonas Daniël Meijerplein - Houtmarkt
- Mozes en Aäronstraat - Poststraat
- Sarphatikade - Vening Meineszkade
- Sarphatistraat - Muiderschans
- Spinozastraat - Andrieszstraat
- Wertheimpark - Parktuin

in West:
- Wilhelminastraat - Westergasthuistraat
- Da Costakade - Goeverneurskade
- Da Costaplein - van Koetsveldplein
- Da Costastraat - van Tienhovenstraat
- Jephtastraat - Badelochstraat
- Jonathanstraat - Multatulistraat

in Noord:
- Heimansplein - Eschdoornplein
- Heimansweg - Eschdoornweg

in Oost:
- Prins Bernhardpark - Frankendaelpark
- Prins Bernhardplein - Gooiplein
- Julianapark - Pauwenpark
- Julianaplein - Amstelstationplein
- Wibautstraat - Weesperpoortstraat

in Zuid:
- Beatrixpark - Diepenbrockpark
- David Blesstraat - Marius Bauerstraat
- Herman Heijermansweg - Jacques Perkweg
- Jozef Israëlskade - Tooropkade
- Sarphatipark - Bollandpark

Bij raadsbesluit van 18 mei 1945 werden de wijzigingen weer ongedaan gemaakt.